# Mouvement des Gilets jaunes
Pour les articles homonymes, voir Gilets jaunes.
Le mouvement des Gilets jaunes — du nom des gilets de haute visibilité de couleur jaune portés par les manifestants — est un mouvement de protestation non structuré et apparu en France en octobre 2018. Ce mouvement social spontané trouve son origine dans la diffusion — principalement sur les médias sociaux — d'appels à manifester contre l'augmentation du prix des carburants automobiles issue de la hausse de la taxe intérieure de consommation sur les produits énergétiques (TICPE). Les manifestations ont lieu essentiellement le samedi.
À partir du 17 novembre 2018, la contestation s'organise autour de blocages de routes et ronds-points et de manifestations tous les samedis. Ces protestations mobilisent surtout les habitants des zones rurales et périurbaines, mais s’organisent également dans des métropoles, où se produisent plusieurs épisodes violents, notamment sur l'avenue des Champs-Élysées ou à proximité.
Rapidement, les revendications du mouvement s'élargissent, notamment à l'amélioration du niveau de vie des classes populaires et moyennes, la justice fiscale et sociale, la démission du président de la République, Emmanuel Macron, le rétablissement de l'impôt sur la fortune et l'instauration du référendum d'initiative citoyenne. Lors des rassemblements, le plus souvent non déclarés, plusieurs milliers de personnes sont blessées, aussi bien du côté des manifestants que des effectifs de police. Des institutions telles que l'ONU et le Conseil de l'Europe, ainsi que des associations comme Amnesty International, critiquent une conduite inadaptée du maintien de l'ordre et s’interrogent sur l'usage d'armes telles que les LBD et les grenades de désencerclement.
Face à l'ampleur de ce mouvement, le gouvernement renonce à la hausse de la TICPE. Emmanuel Macron annonce ensuite des mesures, entérinées par la loi portant mesures d'urgence économiques et sociales, puis lance le grand débat national, à l'issue duquel il annonce notamment une baisse d'impôts pour les classes moyennes et la réindexation des petites retraites. Mais cette réponse ne met pas fin au mouvement : des manifestations en régions et à Paris se poursuivent sous différentes formes le samedi.
Le 16 mars 2019, une manifestation particulièrement violente déclenche un inexorable essoufflement du mouvement et les confinements liés à la pandémie de Covid 19 en 2020 et 2021 le mettent à l'arrêt.  Ce mouvement reste néanmoins actif : il participe au mouvement contre le projet de réforme des retraites de 2019-2020, au mouvement d'opposition aux mesures de lutte contre la pandémie de Covid-19 et au mouvement contre la réforme des retraites de 2023.

## Contexte
Ce mouvement social trouve ses racines dans une remise en cause de la politique fiscale, un sentiment de déclassement d'une partie de la population et de délaissement d'une partie des territoires situés à l'écart des grandes métropoles — la « France périphérique », qui avait déjà été théorisée par le géographe Christophe Guilluy.
Ce mouvement s'inscrit dans une vague de mouvements sociaux à l'échelle mondiale qui commence à la fin de 2018, en réaction à « des régimes politiques vieillissants et à la montée des inégalités » selon Les Décodeurs du Monde. Les manifestations en Équateur et en Iran ont en particulier le même déclencheur que le mouvement des Gilets jaunes, à savoir une hausse du prix des carburants,.

### Niveau de vie, prix des carburants et fiscalité
Depuis 1990, l'évolution des prix à la pompe en France a fortement augmenté, de façon non linéaire, principalement en raison du cours du pétrole. Selon le journal Les Échos, « la courbe de l'évolution des prix depuis 1990, date du début de la commercialisation du sans-plomb, montre une nette progression des prix à la pompe : ceux du gazole ont grimpé de près de 300 % et ceux de l'essence de 200 % », soit « une hausse bien supérieure à l'inflation enregistrée par l'Insee sur la même période, qui est d'environ 40 % ». Depuis 1990, le montant des taxes a augmenté pour tous les carburants, jusqu'à 52 centimes de plus pour le diesel ; cependant, la part des taxes dans le prix du diesel a baissé de 1,8 point depuis 1990.
Au cours des années 2010, le prix du pétrole brut connaît des années difficiles (2010-2014), bénéficie d'une accalmie avant de repartir à la hausse à la fin de la décennie, dans un contexte tendu par la situation géopolitique au Venezuela, en Libye ou encore en Iran, sous la coupe de nouvelles sanctions américaines. Si ces tendances constituent la principale cause de la flambée des prix à la pompe, « le phénomène est accru par la hausse continue des taxes sur le carburant » selon France Info.
Si le mouvement éclate en novembre 2018 en dénonçant la flambée des prix du carburant, les premières manifestations coïncident avec une nouvelle chute du cours du pétrole. Radio France internationale relève alors que « les références européenne et américaine de l'or noir ont perdu un tiers de leur valeur en moins de deux mois, pour atterrir à leur plus bas depuis octobre 2017 ». Selon Les Échos, « les prix affichés à la pompe ont continué à baisser ces derniers jours, le gazole retrouvant […] son niveau d'il y a trois mois et l'essence celui d'il y a huit mois ». L'augmentation de la taxe carbone est prévue dès sa mise en place mais le gouvernement d'Édouard Philippe décide d'avancer son entrée en vigueur.
Cette hausse importante des prix des hydrocarbures est d'autant plus sensible que l'étalement urbain, qui se développe à partir des années 1970, fait de l'automobile un mode de transport quasi incontournable pour les personnes habitant en zone périurbaine. Mais ce sont les ruraux qui vont manifester le plus fortement leur mécontentement, la voiture étant un objet indispensable pour se rendre sur son lieu de travail et avoir une vie sociale dans des territoires où les classes populaires — hommes ouvriers et femmes précarisées, souvent à temps partiel — sont sur-représentées. Selon les universitaires Zakaria Bendali et Aldo Rubert, « bien que la place de la voiture dans le déclenchement du mouvement doive être relativisée, puisque les dépenses qui y sont liées sont stables depuis les années 1980 contrairement par exemple à celles liées au logement, elle est devenue « le symbole politique » qui a rassemblé et permis la prise de parole publique ».
Alors qu'en 2017, le ministre de la Transition écologique, Nicolas Hulot, n'avait pas eu de difficultés à faire voter les hausses de la fiscalité énergétique, le débat parlementaire est beaucoup plus vif en 2018, La Tribune indiquant que « l'incompréhension d'une partie des citoyens provoque une véritable fronde qui se cristallise sur le prix des carburants ». Mais le gouvernement ignore les avertissements de la Commission nationale du débat public, consécutifs au débat public sur la programmation pluriannuelle de l'énergie, sur l'acceptabilité de la hausse de la taxe carbone, qu’elle juge pénalisante pour « les plus dépendants et les plus captifs aux énergies fossiles » en l'absence de refonte de la fiscalité générale.
D'autres médias soulignent que le « ras-le-bol fiscal » est plus global que la simple question du prix des carburants,,. Pour Frédéric Dabi, directeur général adjoint de l'Ifop, « le mouvement des Gilets jaunes est la cristallisation d'un mécontentement massif des Français sur le pouvoir d'achat, dont le révélateur est le carburant ». Olivier Passet, directeur de la recherche de Xerfi, évoque une « baisse du consentement à payer l'impôt », « qui renvoie nécessairement à l'idée que les Français ont le sentiment de ne pas en avoir pour leur argent », et considère que « la crise de l'impôt serait donc indirectement une crise de l'affectation de l'impôt donc de la dépense ». Le poids des prélèvements obligatoires (impôts, taxes et cotisations) a crû de manière quasi continue depuis la crise de 2008 pour passer de 41 % du PIB en 2009 à plus de 45 % en 2017. Cette hausse est principalement ressentie par les classes moyennes. Selon le cabinet EY, le gouvernement a mis en place huit impôts et taxes supplémentaires entre le début de la présidence d’Emmanuel Macron et la fin de l’année 2018. Le Monde met en lumière la stagnation du niveau de vie depuis dix ans et la croissance des inégalités depuis vingt ans, relevant « trop de taxes, des prélèvements injustes ou mal répartis, [une] fiscalité mise en accusation ».
De façon plus ponctuelle, la forte médiatisation de l’arrestation du chef d'entreprise Carlos Ghosn pour raisons fiscales au Japon, au tout du début du mouvement, a pu renforcer un sentiment d’iniquité,. Le chercheur et politologue Bruno Cautrès estime que l’affaire Benalla a été « le mouvement initial de la crise des Gilets jaunes », ayant « cassé l’image d’un Emmanuel Macron qui aurait incarné une nouvelle manière de faire de la politique ».

### Sentiment de délaissement de certains territoires

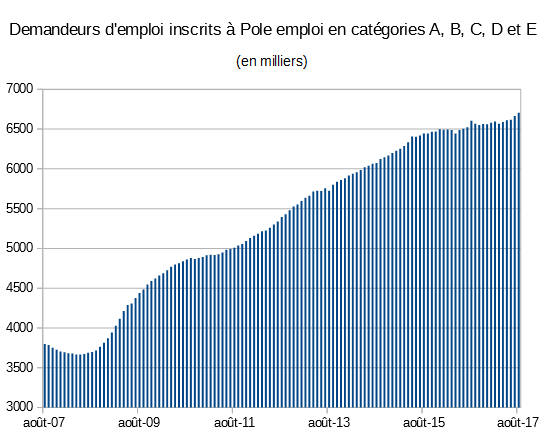
Nombre de demandeurs d'emploi en France entre 2007 et 2017 selon Pôle emploi.

Une enquête publiée en novembre 2017 par le Centre de recherche pour l'étude et l'observation des conditions de vie met en avant un sentiment d'abandon par les pouvoirs publics de certaines franges de la population. Trois personnes sur dix estiment vivre dans un territoire délaissé, un sentiment d’abandon qui est à la fois géographique et social. Les problèmes liés à l'emploi, aux transports et à l'accès aux soins sont centraux. Cette perception est plus forte dans les territoires situés en dehors des grandes aires urbaines,,.
Les universitaires Zakaria Bendali et Aldo Rubert relèvent que selon le géographe Aurélien Delpirou, « le discours sur l’existence d’une France « à deux vitesses » résultant de politiques publiques privilégiant les métropoles (voire les banlieues) au détriment du « désert français » a provoqué des politiques publiques dichotomiques focalisées tantôt sur les centres urbains (pôles de compétitivité et rénovation urbaine) et tantôt sur les espaces ruraux, en négligeant ce qui se trouve entre les deux, c’est-à-dire précisément ces villes petites et moyennes et ces marges péri-urbaines où le mouvement a été le plus visible. Le géographe rappelle que la « relégation » de ces territoires entraînée par l’étalement urbain a longtemps fait l’objet de politiques publiques conscientes et assumées, à travers la « décentralisation de l’urbanisme » et « la multiplication des dispositifs d’accès à la propriété privée ». C’est là que se trouve la plus haute proportion de primo-accédants à la propriété, avec des niveaux d’endettement plus élevés qu’ailleurs détenus par des classes moyennes et populaires qui ont consenti à la relégation spatiale au nom du modèle pavillonnaire. Comme le soulignent Michel Lussault et Philippe Genestier, une partie de ces ménages à faibles revenus qui voulaient fuir le logement social et accéder à la propriété se sentent maintenant floués par le retrait des services publics ».
Le géographe Patrick Poncet publie en février 2019 une tribune intitulée « Les « gilets jaunes » sont nos subprimes »,, dans laquelle il propose une interprétation du mouvement par analogie avec la crise des subprimes aux États-Unis. Selon cette prospective, Poncet considère « qu'on a, en somme, prêté de la distance à ces [habitants] périurbains, en les autorisant à quitter la ville pour vivre une vie plus agréable à leurs yeux, mais en grande partie à leurs frais, tout en subventionnant à l’excès cette prise de distance, par un gazole peu cher et des maisons à 100 000 euros ». Puis, suivant un mécanisme analogue à celui ayant déclenché la crise des subprimes — la hausse brutale des taux d'intérêt des emprunts immobiliers — « arguant de raisons écologiques, les urbains ont décidé de moduler à la hausse le taux de cet emprunt géographique », ce qui mit brutalement en évidence la vulnérabilité du choix résidentiel périurbain.
Pour expliquer le mouvement, l'universitaire et vice-président de l’Association de géographes français Samuel Depraz met en avant « la disparition de 60 % des sites militaires d’ici à 2020, surtout dans le Grand Est, de 30 % des tribunaux d’instance entre 2007 et 2010 dans toutes les petites villes, et de 15 % des maternités en sept ans, surtout dans les régions rurales ».
La fronde contre la limitation de vitesse sur les routes secondaires à 80 km/h — mesure absente du programme présidentiel d'Emmanuel Macron, annoncée au début de l'année 2018 sans concertation avec les collectivités territoriales — est analysée par certains comme un précurseur du mouvement des Gilets jaunes après le démarrage de celui-ci ; en 2018, en six mois, elle fait l'objet d'environ 400 manifestations,,. Pour l'analyste Jérôme Fourquet, s'ajoute également la hausse importante du prix du tabac pénalisant le pouvoir d'achat des catégories populaires, la proportion de fumeurs réguliers étant le double de celle observée chez les cadres. De même, le durcissement du contrôle technique pour les véhicules diesel a créé « un cocktail particulièrement détonant notamment dans les milieux populaires » pour lesquels un remplacement, au profit d'un modèle plus récent moins polluant, pouvait se révéler hors de portée malgré les aides publiques.

### Défiance vis-à-vis de la classe politique et des corps intermédiaires
À partir de la fin des années 2000, le taux d'abstention aux élections augmente de façon continue pour atteindre des niveaux record sous la Ve République,. L'étude annuelle OpinionWay-CEVIPOF publiée pendant le mouvement des Gilets jaunes fait état d'un niveau de défiance historique des Français vis-à-vis des acteurs politiques, des institutions politiques, des syndicats et des médias,. Le président de la République, Emmanuel Macron, élu en 2017, perd rapidement en popularité. Ses déclarations et les mesures économiques qu'il fait prendre le font paraître éloigné de la plupart des Français (notamment ceux qui habitent en zones rurales),. De leur côté, les syndicats professionnels connaissent une érosion continue de leurs adhérents,. C'est ainsi que, fin 2018, certains Gilets jaunes ont la volonté de « renverser les élites », qu’elles soient politiques ou syndicales,,. Christian Le Bart note que « la figure du professionnel est particulièrement visée » de même que la « sociabilité institutionnelle », tandis que la « spontanéité » est valorisée.
Certains analystes considèrent que le mouvement se situe dans le prolongement de la « disruption » opérée par Emmanuel Macron dans le champ politique français,. Gérard Noiriel affirme : « Ce sont deux illustrations du nouvel âge de la démocratie dans lequel nous sommes entrés, et que Bernard Manin appelle la « démocratie du public ». De même que les électeurs se prononcent en fonction de l'offre politique du moment — et de moins en moins par fidélité à un parti politique —, de même les mouvements sociaux éclatent aujourd'hui en fonction d'une conjoncture et d'une actualité précises ». À propos de La République en marche et des Gilets jaunes, Rémi Lefebvre écrit : « [Ils sont] le produit tout autant que les ferments d’une dynamique de désintermédiation de la politique qui n’est pas propre à la France, mais ronge l’ensemble des démocraties occidentales. Ils portent les intérêts de groupes sociaux qui ne se sentaient plus représentés, invisibilisés ou déniés. Les médiations traditionnelles sont court-circuitées par des organisations ou des mouvements qui surgissent et les déstabilisent en utilisant les réseaux sociaux, les plateformes et des formes à la fois horizontales et verticales de mobilisation. Ils traduisent ainsi chacun à leur manière la décomposition des organisations politiques et l’affaiblissement de leur ancrage social ».

## Déroulement

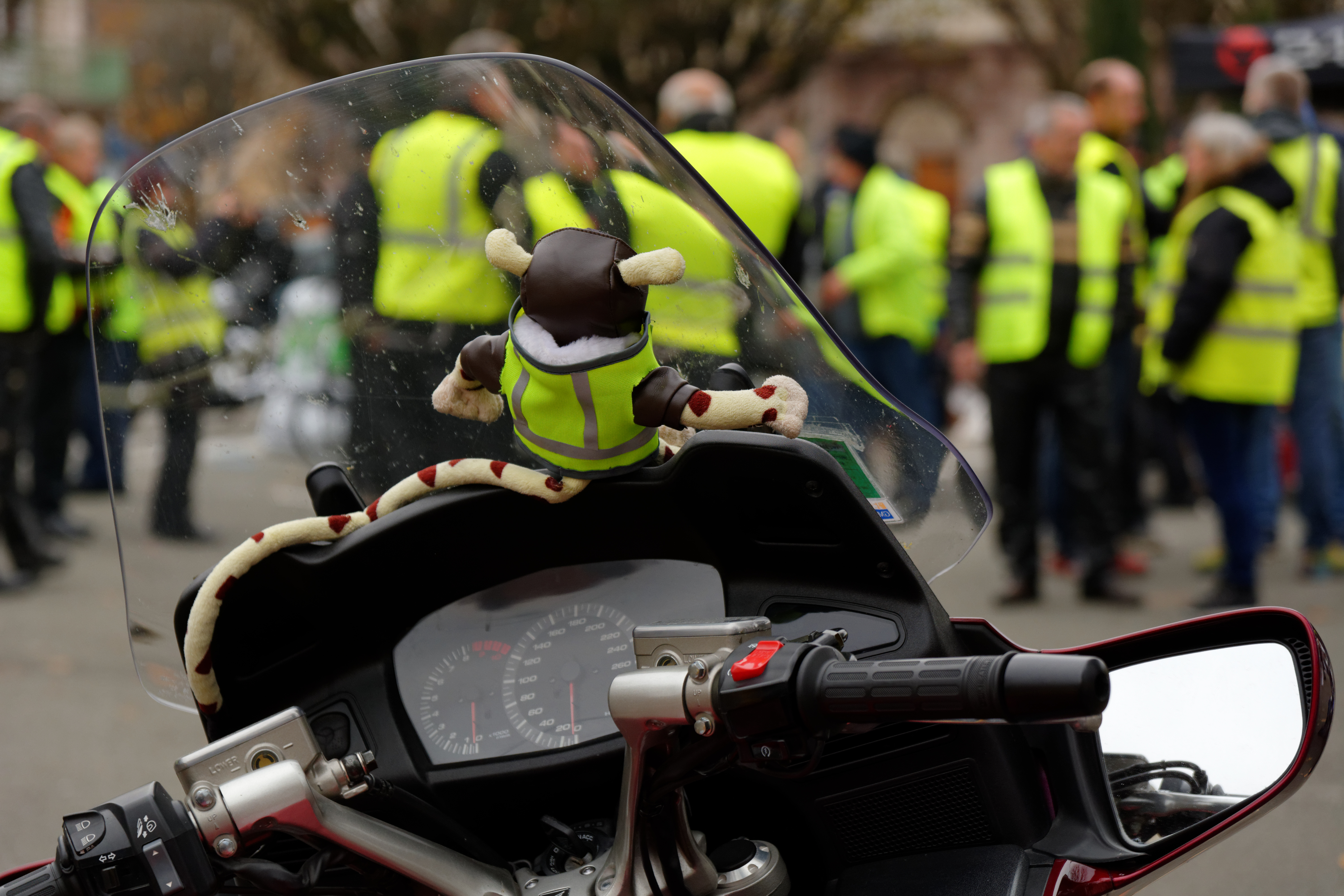
Gilets jaunes à Belfort le 17 novembre 2018.

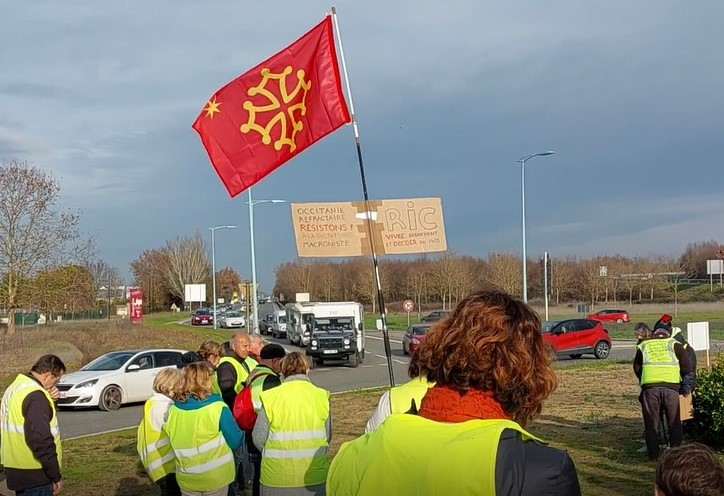
Gilets jaunes occupant un rond point à Montauban (Occitanie) le 7 janvier 2023.

Le gilet de haute visibilité, dit « gilet jaune », est utilisé comme symbole et signe de ralliement ; porté par les manifestants, il est également placé par des soutiens du mouvement au-dessus du tableau de bord ou sur la plage arrière de leur véhicule,. Faisant suite à des appels d’anonymes sur les réseaux sociaux, le mouvement se traduit par des blocages d'axes routiers et des manifestations chaque samedi — dénommées « actes » —, où les manifestants font usage de la force, notamment à Paris. La durée de cette contestation est un phénomène unique sous la Ve République.

### Organisation du mouvement
À la différence des manifestations traditionnelles, coordonnées par des organisations syndicales, le mouvement des Gilets jaunes est lancé et se développe initialement uniquement via le web, au travers de médias sociaux (Facebook, Twitter, YouTube) ou de plateformes dédiées. Les principaux syndicats français, bousculés par ce mouvement, ne le soutiennent pas lors de son démarrage,.
Le mouvement n'est pas structuré à l'image d'un mouvement politique, syndical ou d'une association. Les groupes Facebook et leurs administrateurs constituent des médias où ils sont en confiance,. Selon l'analyse des Décodeurs, l'organisation du mouvement sur Facebook s'appuie tout particulièrement sur des groupes départementaux baptisés « Colère », nés entre janvier et février 2018 notamment en réaction à l'abaissement de la limitation de vitesse à 80 km/h sur les routes secondaires, ainsi que sur la « patriosphère », qui inclut « des groupes Facebook militants comme « Debout la France » ou « Rassemblement national HBM » », et « la nébuleuse des anti-Macron », « le plus souvent à l'extrême droite du spectre politique », tandis que les « communautés de gauche et d'extrême gauche » ont été inactives.
Un collectif d'économistes de l'École polytechnique recense, à la mi-décembre 2018 (moment qui correspond à la fin de l'expansion du mouvement), plus de 1 500 groupes Facebook de plus de cent membres directement associés aux Gilets jaunes (réunissant plus de 4,2 millions de membres), soit un triplement par rapport à la mi-novembre 2018. Les trois quarts de ces groupes font référence à un département ou à un ensemble de communes, regroupant sur ces deux échelles plus de 1,5 million de membres. Le collectif relève que « si, en valeur absolue, la mobilisation en ligne est liée à la densité de population (à l'exception notable de la région parisienne), la proportion d'habitants appartenant à un groupe Facebook est particulièrement élevée dans les territoires périphériques : façade atlantique, arc méditerranéen, Nord et Alsace. Certains départements peu denses sont en fait très mobilisés si l'on rapporte la mesure au nombre d'habitants, à l'instar du Lot, de la Charente ou des Hautes-Alpes ». Selon le collectif, « la rapidité de ce processus témoigne de la convergence des contestations sur Facebook et de l'efficacité de ce réseau social pour diffuser et coordonner un mouvement social de grande ampleur. Si des manifestations massives avaient déjà été lancées et catalysées par des réseaux sociaux dans le monde, à commencer par les « printemps arabes » de 2011, une mobilisation d'une telle ampleur est inédite en France ».
Les Décodeurs recensent, eux, plus de 250 groupes Facebook liés aux Gilets jaunes, dont 204 sont toujours actifs et ouverts au public le 22 janvier 2019. Ceux-ci réunissent de quelques centaines de membres à 1,8 million pour le Compteur officiel de Gilets jaunes. Il est recensé environ 138 000 membres dans 203 groupes le 10 novembre, à une semaine du premier samedi de mobilisation ; deux semaines plus tard, après l’« acte II » du mouvement, ils sont plus du triple ; un 204e groupe, le Compteur officiel de Gilets jaunes, est ensuite créé le 27 novembre, atteignant rapidement à lui seul 1,7 million de membres dès le 8 décembre. Le Compteur officiel et deux autres groupes nationaux, le groupe Gilet jaune et le groupe Fly Rider infos blocage créé par Maxime Nicolle, accaparent dès la fin novembre une part prépondérante de l'activité en ligne. Adrien Sénécat des Décodeurs indique en janvier 2019 que « depuis, cette dynamique s’est arrêtée, ou presque, ne réunissant que 10 % de nouveaux membres en six semaines ».
Au début du mouvement, Éric Drouet et Maxime Nicolle, administrateurs de groupes Facebook du mouvement, disaient chercher à renouveler la façon de gérer un mouvement social. Par ce nouveau média, ils voulaient instituer ce que Libération nomme une « démocratie de l'audience », d'autant que Facebook survalorise par ses algorithmes le contenu des groupes au détriment des contenus postés par des pages et donc par les médias traditionnels. Dans cet esprit, Éric Drouet avait voulu que la rencontre entre lui-même, Priscillia Ludosky et le ministre de l'Écologie, François de Rugy, soit filmée dans un souci de transparence.
Plusieurs manifestants sont désignés comme porte-parole par des Gilets jaunes ou sont mis en avant par les médias. Au début du mouvement, les principales personnalités médiatisées sont Éric Drouet, qui a lancé sur Facebook l'appel au rassemblement du 17 novembre 2018, Priscillia Ludosky, à l'origine de la pétition en ligne de mai 2018 appelant à la baisse des prix du carburant, Jacline Mouraud, dont la vidéo à l'adresse d’Emmanuel Macron est devenue virale,. Ils sont en général issus d'horizons différents et dans des situations professionnelles diverses. Mais l'historien Gérard Noiriel souligne que « le combat des Gilets jaunes a été lancé par des gens qui appartenaient plutôt à la petite bourgeoisie indépendante » mais « aucun salarié d'usine », citant Éric Drouet, Priscillia Ludosky, Maxime Nicolle, Fabrice Schlegel, Jacline Mouraud, Benjamin Cauchy, et Christophe Chalençon. En 2020, Jérôme Fourquet de l'IFOP et Chloé Morin, experte associée à la Fondation Jean Jaurès, estiment quant à eux que les figures symboliques telles que Maxime Nicolle, Ingrid Levavasseur et Éric Drouet sont représentatives des métiers pâtissant d'un faible degré de reconnaissance salariale et symbolique, fortement mobilisés lors de la pandémie de Covid-19. D’autres figures apparaissent dans les médias, comme François Boulo, Ingrid Levavasseur, Thierry-Paul Valette ou Jérôme Rodrigues.

Quelques figures du mouvement
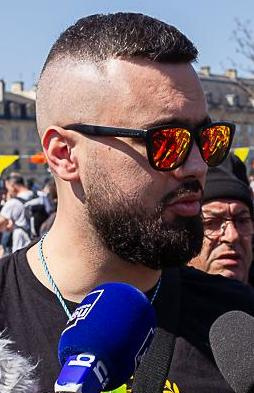
Éric Drouet.
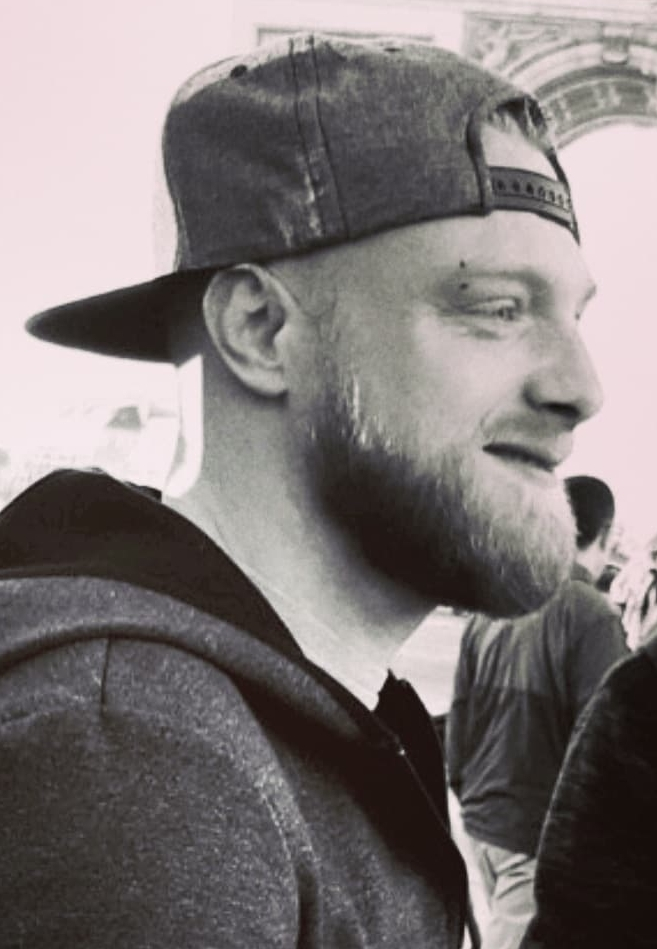
Maxime Nicolle.
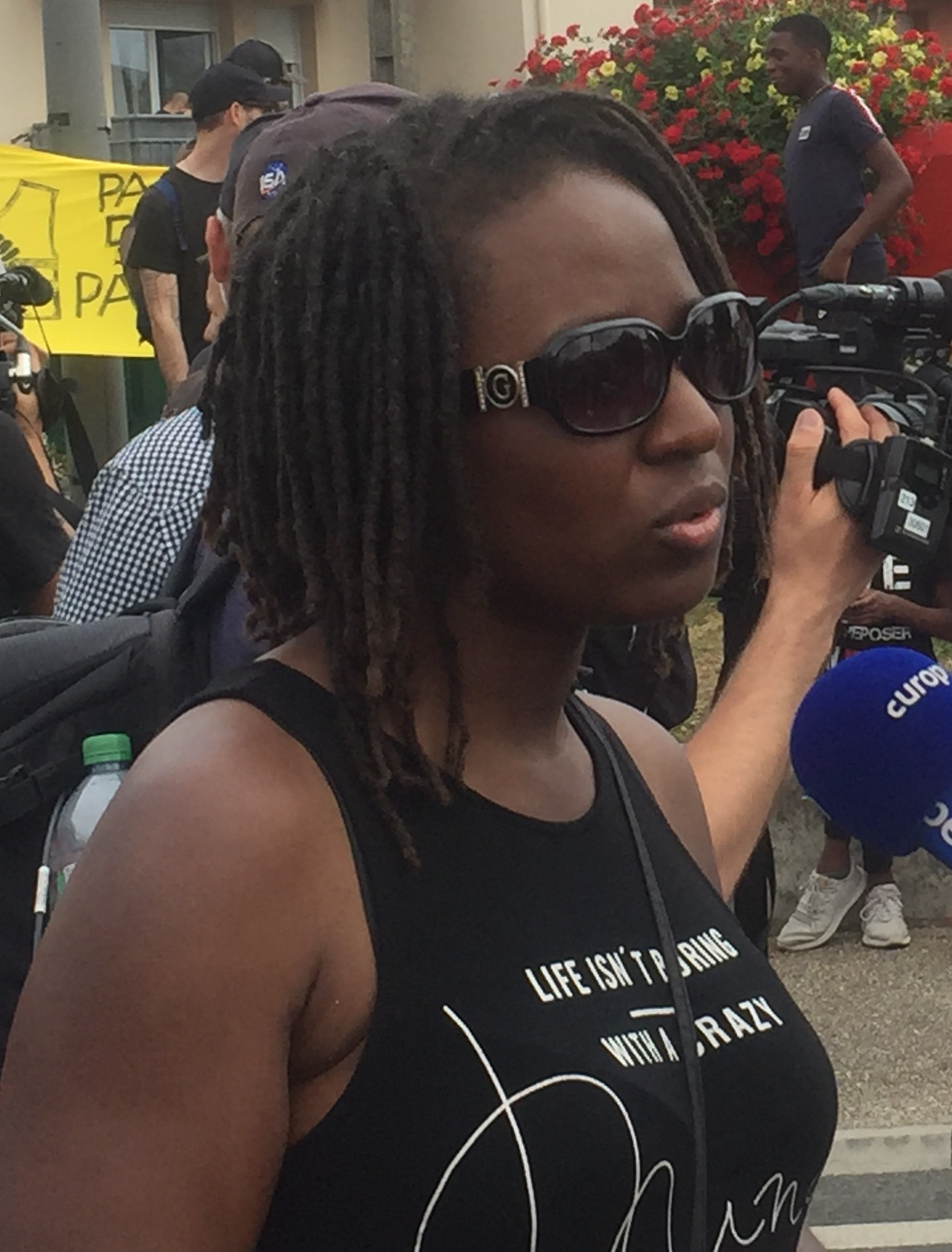
Priscillia Ludosky.
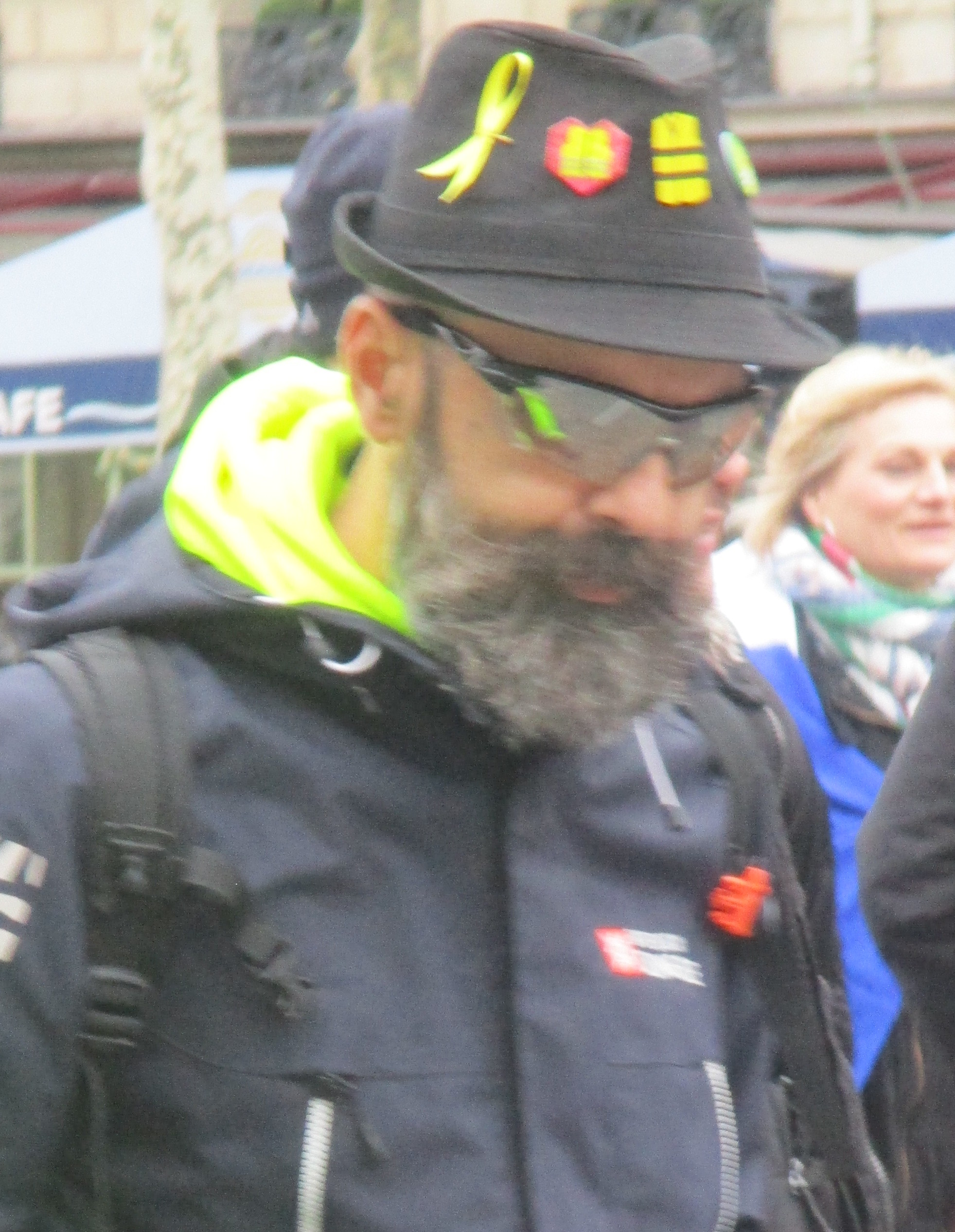
Jérôme Rodrigues.
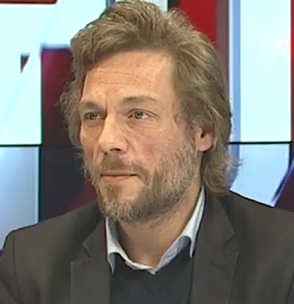
Thierry-Paul Valette.
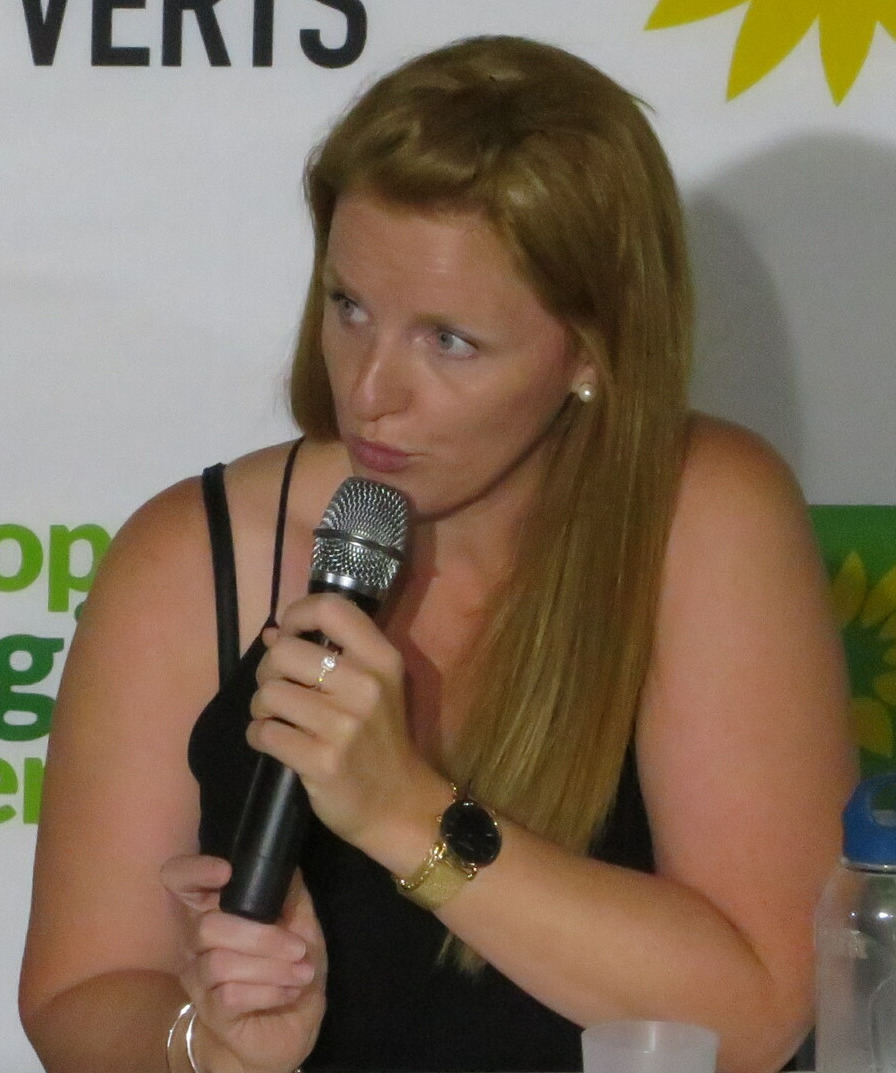
Ingrid Levavasseur.

Le 26 novembre 2018, un groupe de huit personnes issues de différentes régions où le mouvement est actif s'autoproclament « porte-parole » afin de servir d'interlocuteur avec le gouvernement. De nombreux Gilets jaunes s'inquiètent alors du risque de récupération politique et d’un manque de représentativité de ces « porte-paroles ». Le 30 novembre 2018, les huit représentants sont conviés pour une rencontre avec Édouard Philippe, mais seul un d'entre eux s'entretient avec le Premier ministre à Matignon ; la délégation des porte-paroles est alors considérée comme dissoute.

### Manifestations

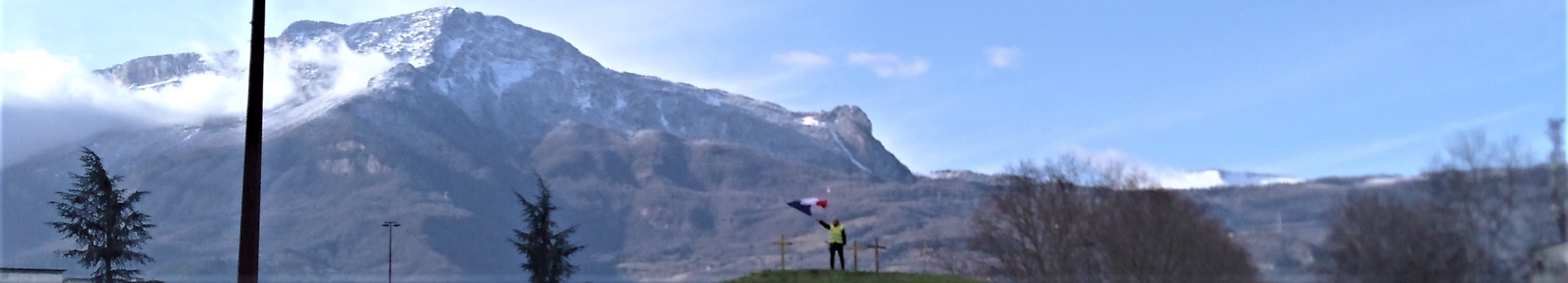
Un Gilet jaune arborant un drapeau français devant le massif du Vercors lors d'une manifestation, le 18 janvier 2020.

#### Actions
Les protestations s'organisent autour de blocages d’axes routiers et de ronds-points, notamment en régions métropolitaine — près de 800 points de blocage ont été identifiés sur le territoire métropolitain, dont un bon nombre ont été occupés pendant plusieurs mois —, et de manifestations nationales organisées chaque samedi, appelées « actes » et numérotés, qui trouvent un plus grand écho médiatique que les autres actions.
Dans Libération, l’universitaire Samuel Depraz explique, à propos du blocage des ronds-points : « Les Gilets jaunes se sont d’abord bloqués eux-mêmes en ralentissant leur propre accès aux centres d’agglomération. Pourtant, le choix de ces lieux n’est pas dû au hasard : cela permet de bloquer assez efficacement les flux économiques des camions de livraison et ralentit la fluidité des échanges routiers entre métropoles, puisqu’on se positionne exactement à la limite des unités urbaines, aux entrées de ville - la carte du 17 novembre montrait cette surreprésentation spatiale. Plus encore, c’est un territoire vécu, pleinement maîtrisé par les manifestantes et manifestants : ce sont les lieux de la « France contrainte », c’est-à-dire de cette population essentiellement périurbaine qui, sans être la plus pauvre de France (on a une voiture, un logement), est la plus pénalisée par les dépenses pré-engagées, c’est-à-dire les factures, le coût de l’essence et autres remboursements d’emprunts ».
Le mouvement commence le 17 novembre (premier « acte »), journée durant laquelle plus de 3 000 sites sont occupés en France selon le ministère de l'Intérieur,,. La mobilisation se poursuit dans les semaines qui suivent partout en France et se déplace progressivement vers les centres urbains.

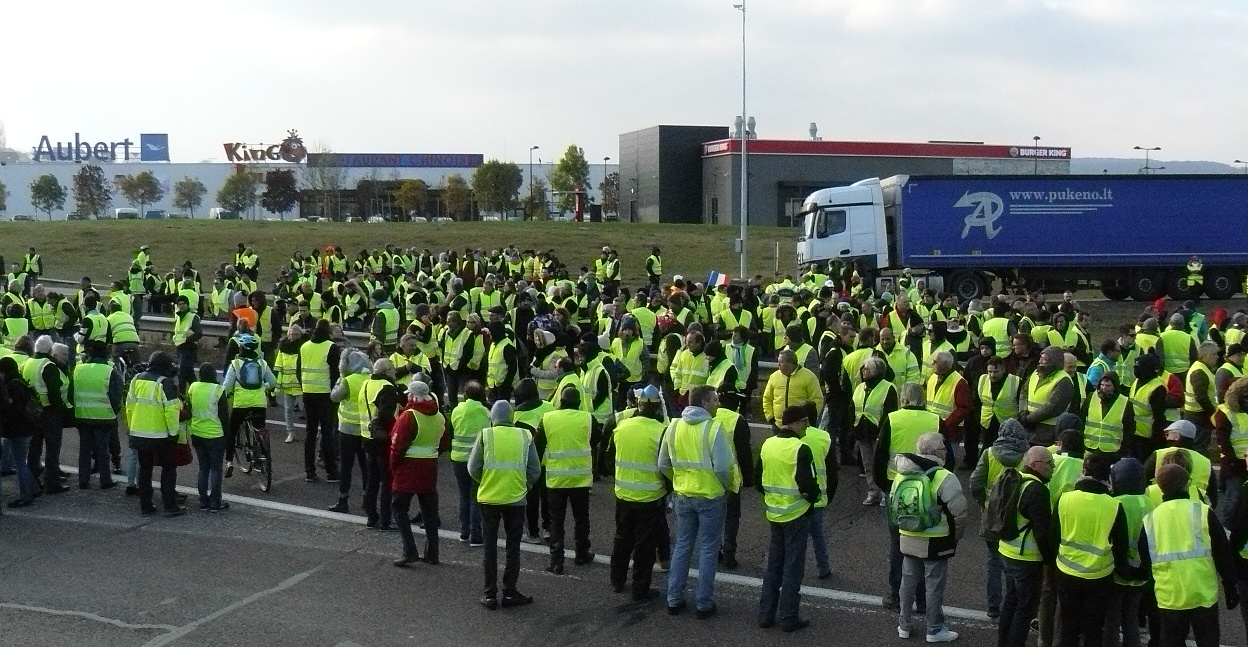
RN 19 à Vesoul, Haute-Saône (17 novembre 2018).
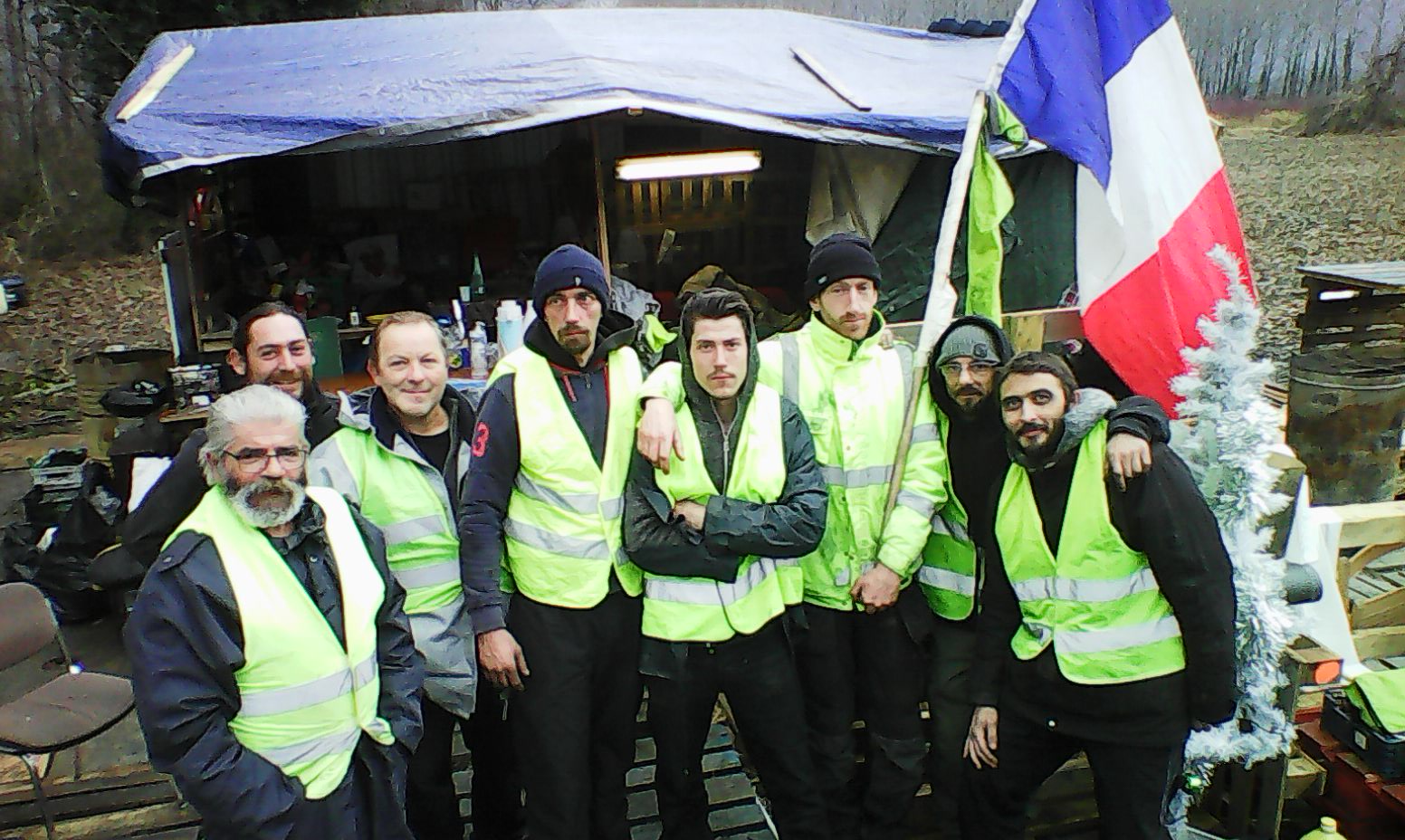
Voreppe (entrée de l'A48), Isère (19 décembre 2018).
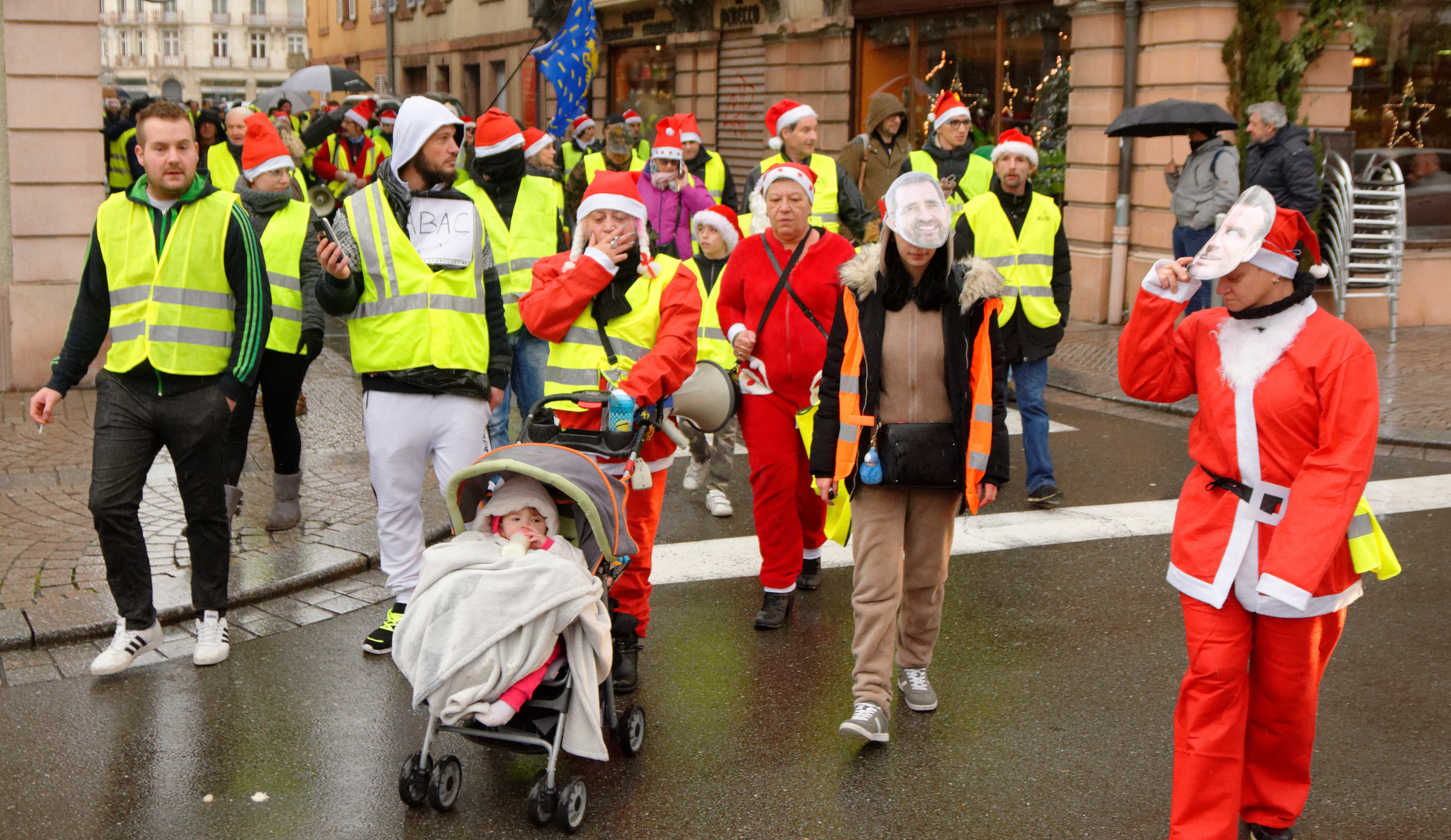
Belfort, Territoire de Belfort (22 décembre 2018).
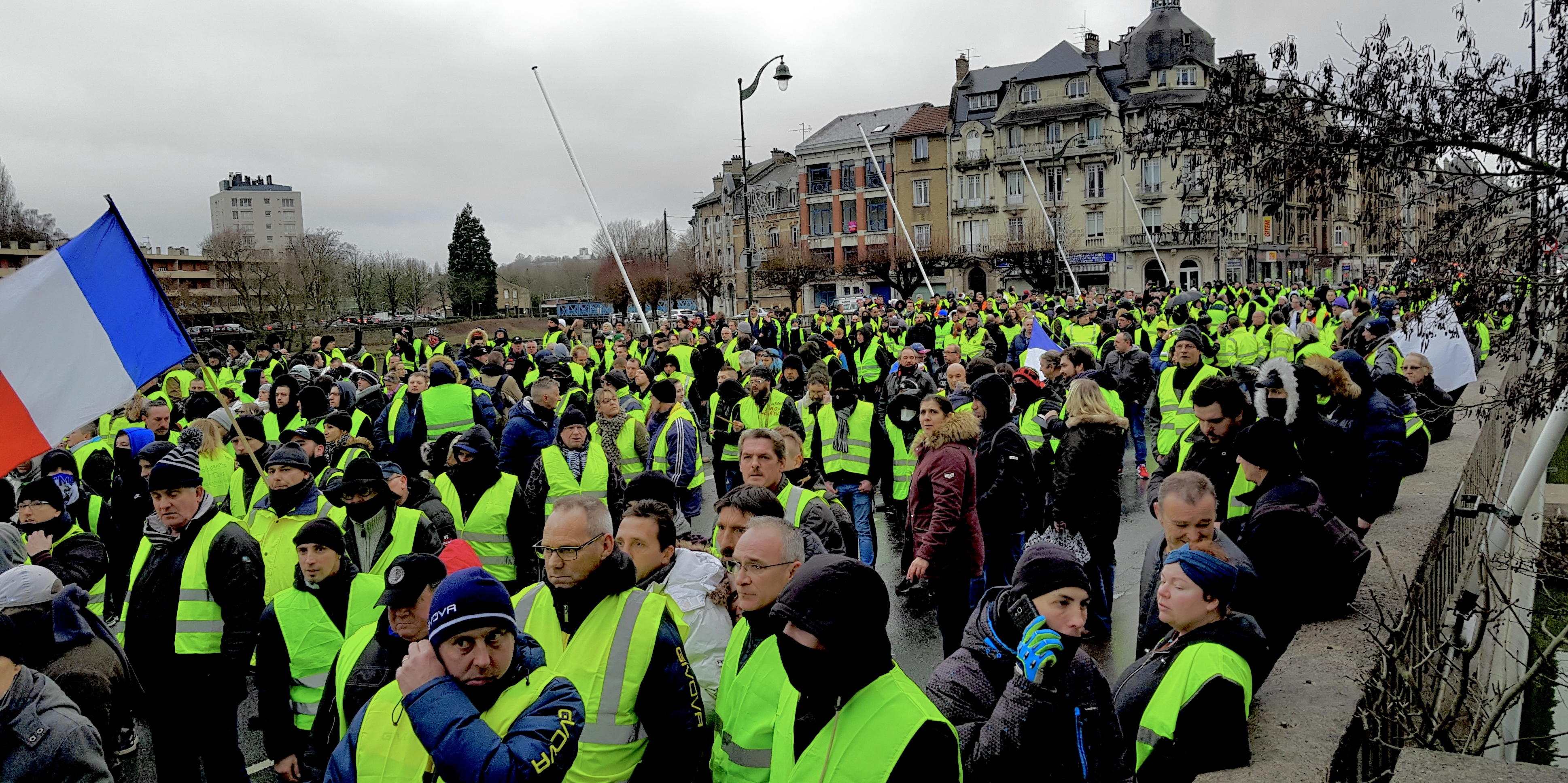
Charleville-Mézières, Ardennes (5 janvier 2019).
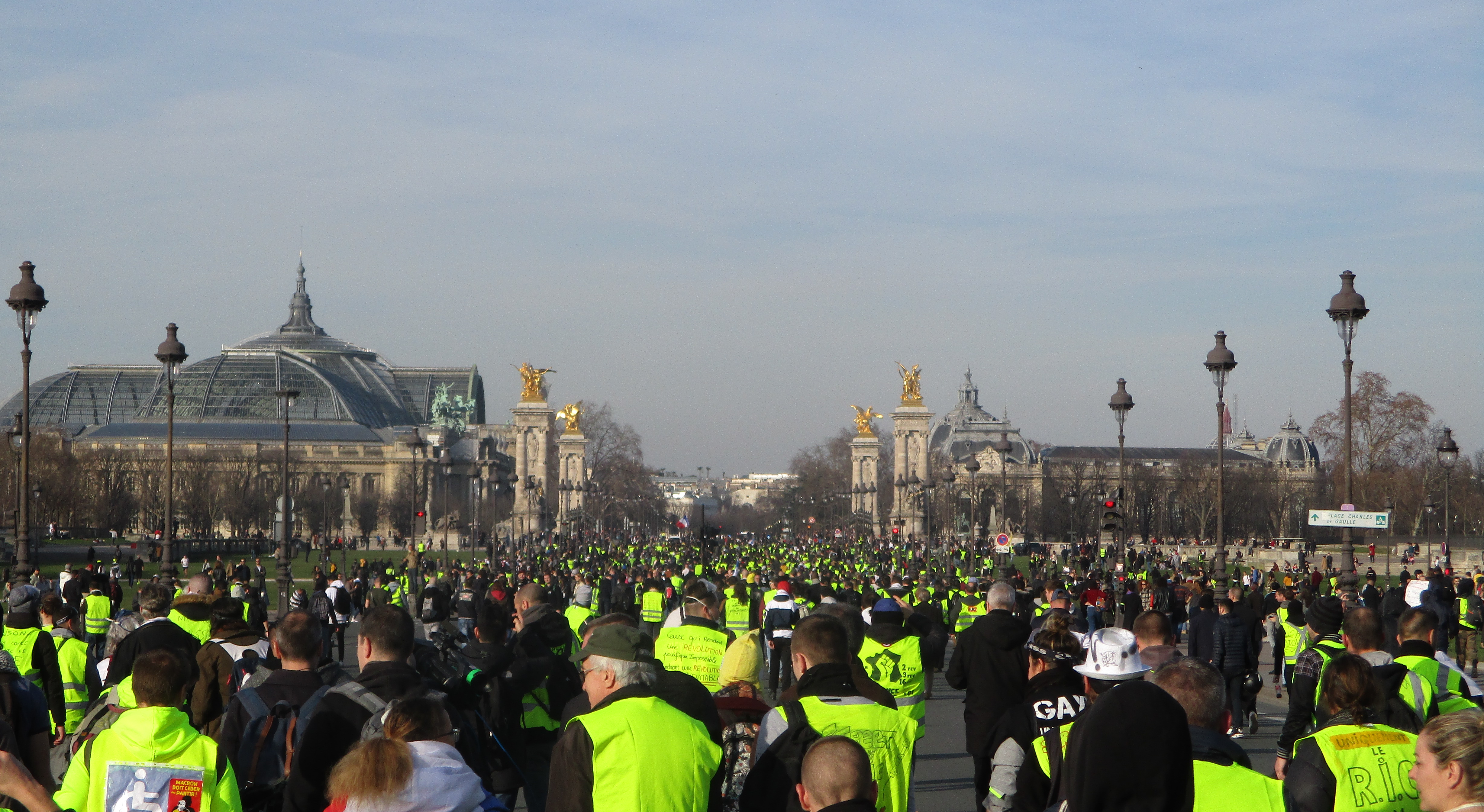
Esplanade des Invalides, Paris (16 février 2019).
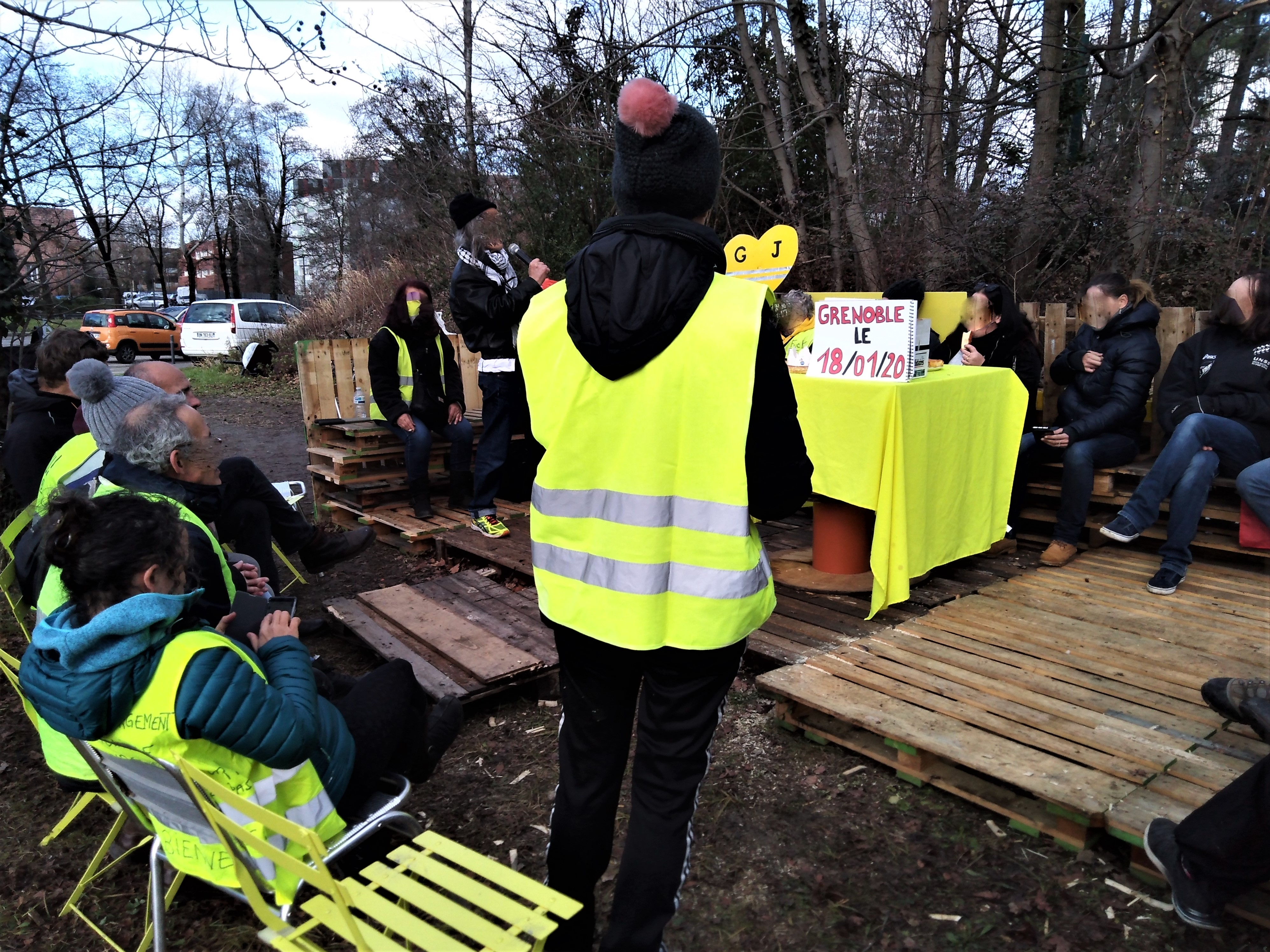
Rond-Point de Grand'Place, Grenoble (18 janvier 2020).

#### Nuit jaune
Nuit jaune est un ensemble de manifestations, lancé par Thierry-Paul Valette à l’issue du Grand débat national et relayé par Éric Drouet, sur la place de la République à Paris, ayant commencé à la onzième semaine de mobilisation du le mouvement des gilets jaunes. Ces manifestations sociales, sur le modèle de Nuit debout, cherchent à construire une « autre forme du mouvement ». Ces rassemblements fonctionnent sans leader ni porte-parole. L'objectif est de reprendre la main sur le Grand débat national lancé par l'exécutif, mais aussi élargir le mouvement pour le maintenir dans la durée. Les nuits jaunes ne tiennent que quelques semaines.

#### Nombre de participants

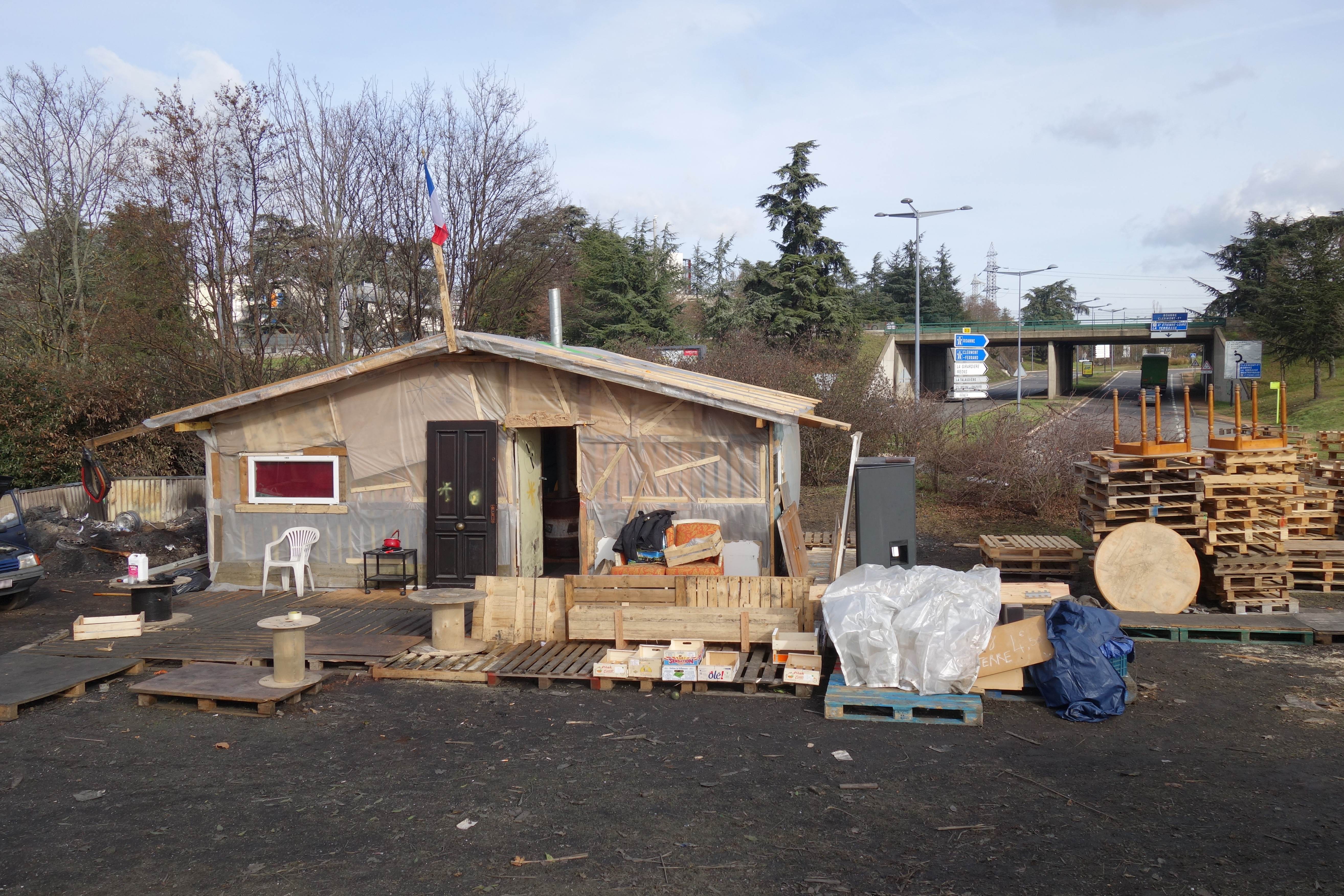
La cabane des Gilets jaunes au rond-point Necker à Saint-Étienne (18 janvier 2019).

Le comptage des participants est difficile car les parcours lors des rassemblements des samedis ne sont pas connus à l'avance et les manifestants ne font pas tous le même. Il n'est pas possible d'installer des postes de comptage comme dans les manifestations classiques.
Chaque samedi, le ministère de l’Intérieur publie des chiffres du nombre de manifestants qu’il révise parfois par la suite. Des élus et organisations syndicales dénoncent régulièrement une sous-évaluation volontaire de ces chiffres par le gouvernement. Ces évaluations et méthodes de comptage de foule ne sont pas non plus reconnues par les Gilets jaunes.
France Police – Policiers en colère, un syndicat policier minoritaire proche de l'extrême droite, publie des chiffres qui font état d'un nombre beaucoup plus important de manifestants que ceux du ministère, mais qui sont aussi contestés. À partir de l'acte VII, Le Nombre jaune, un collectif de Gilets jaunes, annonce recenser le nombre de manifestants en recoupant plusieurs sources (presse régionale, vidéos, etc.). Ses chiffres sont selon lui a minima en raison d’un « manque d’informations et de référents locaux ». Le différentiel avec les chiffres du ministère de l’Intérieur est similaire à celui constaté lors des précédentes manifestations en France entre les chiffres donnés par le gouvernement et ceux des syndicats ou d’autres groupes.
Certains observateurs soulignent que ce n'est pas le nombre de manifestants, dont le pic observé en novembre 2018 est « un score modeste comparé aux grandes manifestations populaires du passé », qui permet d'expliquer l'importance du mouvement,. L'historien Gérard Noiriel estime qu'elle s'explique par « l'articulation entre des milliers d'actions groupusculaires réparties sur tout le territoire et les grands défilés sur les Champs-Élysées ». Selon Aline Leclerc, journaliste au Monde, le caractère exceptionnel du mouvement est lié au fait que « des personnes qui n’avaient jamais manifesté sortent dans la rue, spontanément, sans structure pour les organiser, occupent des lieux pendant des mois, aient recours, pour un certain nombre d’entre eux, à une violence inédite pour se faire entendre ».
Une étude sociologique datant de 2019 et utilisant une méthodologie différente porte à environ trois millions de Français le nombre de participants à une action (entre mi-novembre 2018 et juin 2019) : 1,7 million se seraient rendus uniquement sur des ronds-points, un demi-million uniquement aux manifestations et 700 000 aux deux. L'effectif aurait été largement sous-évalué et pourrait être comparé à celui d'un événement tel que Mai 68.
Graphique présentant le nombre de manifestants par acte
Le graphique qui aurait dû être présenté ici ne peut pas être affiché car il utilise l'ancienne extension Graph, désactivée pour des questions de sécurité. Des indications pour créer un nouveau graphique avec la nouvelle extension Chart sont disponibles ici.

Légende : A = Acte ; A1 : 24/11/18 ; A2: 1/12/18 ; A3 : 8/12/18 ; A4 : 15/12/18 ; A5 : 22/12/18 ; A6 : 29/12/18 ; A7 : 5/1/19 ; A8 : 12/1/19 ; A9 : 19/1/19 ; A10 : 26/1/19 ; A11 : 2/2/19 ; A12 : 9/2/19 ; A13 : 16/2/19 ; A14 : 23/2/19 ; A15 : 2/3/19 ; A16 : 9/3/19 ; A17 : 16/3/19 ; A18 : 23/3/19 ; A19 : 30/3/19 ; A20 : 6/4/19 ; A21 : 13/4/19 ; A22 : 20/4/19 ; A23 : 27/4/19 ; A24 : 4/5/19 ; A25 : 11/5/19 ; A26 : 18/5/19 ; A27 : 25/5/19 ; A28 : 1/6/19 ; A29 : 8/6/19 ; A30 : 15/6/19 ; A31 : 22/6/19 ; A32 : 29/6/19 ; A33 : 6/7/19
N.B. : Pour l'acte 18 (16 mars 2019), le nombre de manifestants recensé par Le Nombre jaune (231 000 personnes) n’est pas mentionné supra en raison de l'impossibilité du collectif d’obtenir certains chiffres locaux distinguant les Gilets jaunes des participants à la marche pour le climat.

### Violences
Selon l'historien Sylvain Boulouque, d'une façon générale, les violences policières suivent un excès de violences des manifestants. Ainsi après l'échec des effectifs de police de contenir la révolte le 1er décembre 2018,  lors de l'acte III du mouvement des Gilets jaunes, la latitude d'intervention de la police sera plus importante et la violence policière justifiée par les autorités politiques.

#### Attribuées aux manifestants

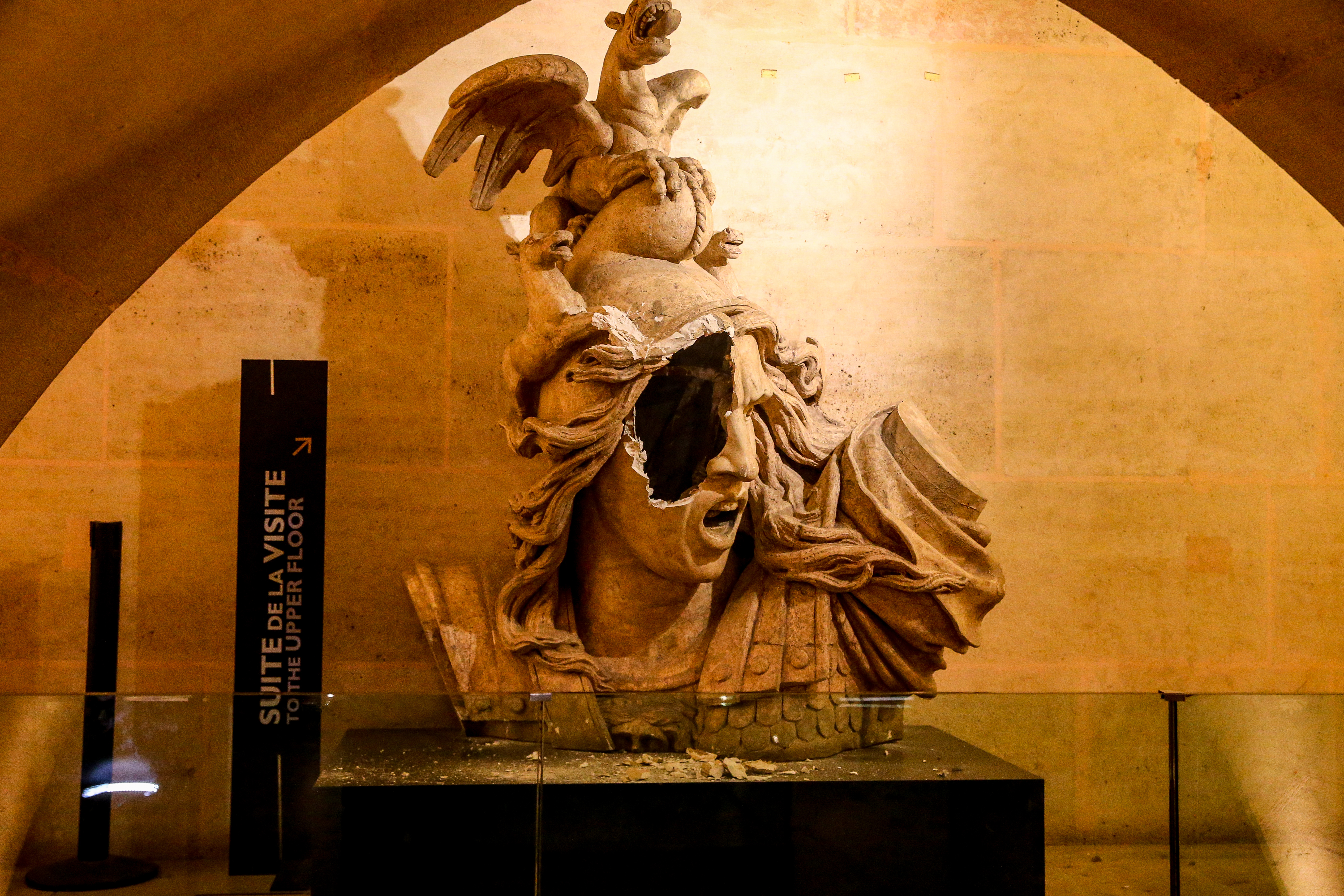
Dégradation du moulage en plâtre du Génie de la Patrie, également appelé La Marseillaise, du sculpteur François Rude.

À la suite de violences et affrontements avec les effectifs de police, un couvre-feu partiel est en vigueur sur l'île de La Réunion du 20 au 25 novembre 2018.
Lors de l'« acte II », sur l'avenue des Champs-Élysées, à Paris, des barricades sont montées puis incendiées, des abribus cassés et des vitrines de commerces brisées. Le samedi suivant, des casseurs vandalisent l'arc de triomphe de l'Étoile,, tandis qu'une partie de la préfecture du Puy-en-Velay est incendiée. La situation se calme durant l'« acte IV », avec en particulier des Gilets jaunes s'opposant à des casseurs,. Lors de l'« acte VIII », la destruction avec un engin de chantier de la porte de la cour de l'hôtel de Rothelin-Charolais conduit à l’évacuation du secrétaire d’État et porte-parole du gouvernement, Benjamin Griveaux,.
Dès le 7 décembre, de façon à éviter la présence de « casseurs » et en l'absence de service d'ordre organisé par les manifestants, des responsables syndicaux de la CGT et de FO proposent aux Gilets jaunes de mettre à leur disposition leur service d'ordre ; en l'absence de coordination du mouvement, ces appels ne reçoivent guère d'écho. À Paris, un service d'ordre est finalement mis en place par les manifestants le 12 janvier suivant.
Selon le politologue Thomas Guénolé, les « casseurs » sont de trois ordres : des manifestants pacifiques devenus violents en réaction aux violences policières, des activistes d'ultragauche et d'ultradroite venus dans un but insurrectionnel, et des pillards venus vandaliser des magasins. Il considère que les Gilets jaunes adoptent des méthodes différentes : certains veulent devenir une société civile contre-pouvoir face à Emmanuel Macron, d'autres veulent créer un mouvement politique autogéré qui serait l'équivalent du Mouvement 5 étoiles italien, certains veulent continuer à privilégier l'action de rue dans un rapport de force, tandis que d'autres veulent des grèves et des actions de blocage relevant de la grève générale.

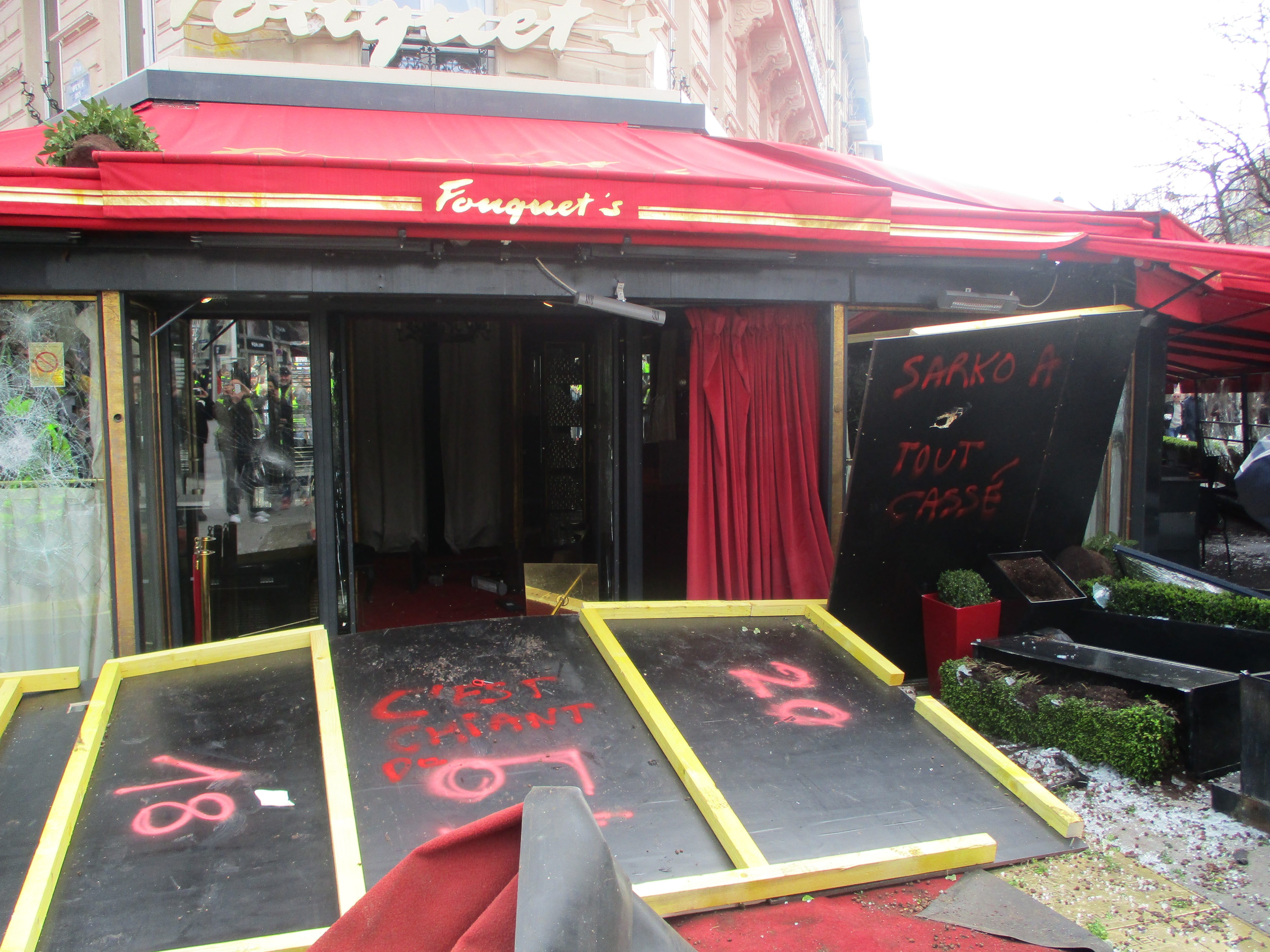
Le Fouquet's le 16 mars 2019.

L’« acte XVIII », le 16 mars, marque le retour d'importantes violences à Paris, avec notamment l’incendie d'une agence bancaire et de la brasserie le Fouquet's. Au total, des casseurs et un black bloc de plus de 1 500 personnes dégradent 216 commerces (27 d'entre eux sont pillés). Les autorités déplorent 79 incendies, dont cinq de bâtiments, et la destruction de la quasi-totalité des kiosques à journaux de l'avenue des Champs-Élysées,. Le secrétaire général de l'UNSA Police déclare que les agents des effectifs de police étaient « en mesure d'intervenir » pour contrer ces violences, mais qu'ils n’ont pas été « autorisés à le faire ». Le préfet de police de Paris, Michel Delpuech, est alors limogé et remplacé par Didier Lallement.
En marge du mouvement, des députés, en particulier ceux de LREM, sont pris à partie, dans des proportions inédites sous la Ve République selon l'historien Christophe Bellon. Selon son confrère Jean Garrigues, il s'agit d'« un phénomène inédit depuis la guerre d'Algérie » et les exactions de l'Organisation armée secrète (OAS). Une nouvelle vague de violences exercées symboliquement à l'encontre d'élus de LREM se produit après la validation par l'Assemblée nationale de l'accord CETA, ces violences associant des partisans des Gilets jaunes, des agriculteurs, des zadistes et des black blocks.
Début septembre 2019, une enquête Ipsos indique que 8 % des Français trouvent justifiées les violences commises par les Gilets jaunes et que 57 % les considèrent comme inacceptables. Les ouvriers et les sympathisants LFI et RN montrent une plus grande compréhension pour ces violences.
Les Gilets jaunes utilisant les tactiques violentes du black bloc et de l’ultragauche sont surnommés les « ultra-jaunes » par les effectifs de police et les médias. La radio RTL précise : « Dès fin novembre [2018], l'ultra-gauche a considéré qu'elle devait soutenir la dimension insurrectionnelle, selon les policiers. Des manuels du manifestant ont été diffusés. Des militants sont allés sur certains ronds-points pour expliquer les techniques. […] Si ces "ultras-jaunes" sont désormais connus, il devient de plus en plus difficile de les empêcher de manifester, puisqu'ils ont désormais adopté des techniques éprouvées : arrivée plusieurs jours à l'avance à Paris, location d'appartements, dissimulation d'armes comme des cocktails Molotov ou des pointes. »

#### Attribuées aux effectifs de police

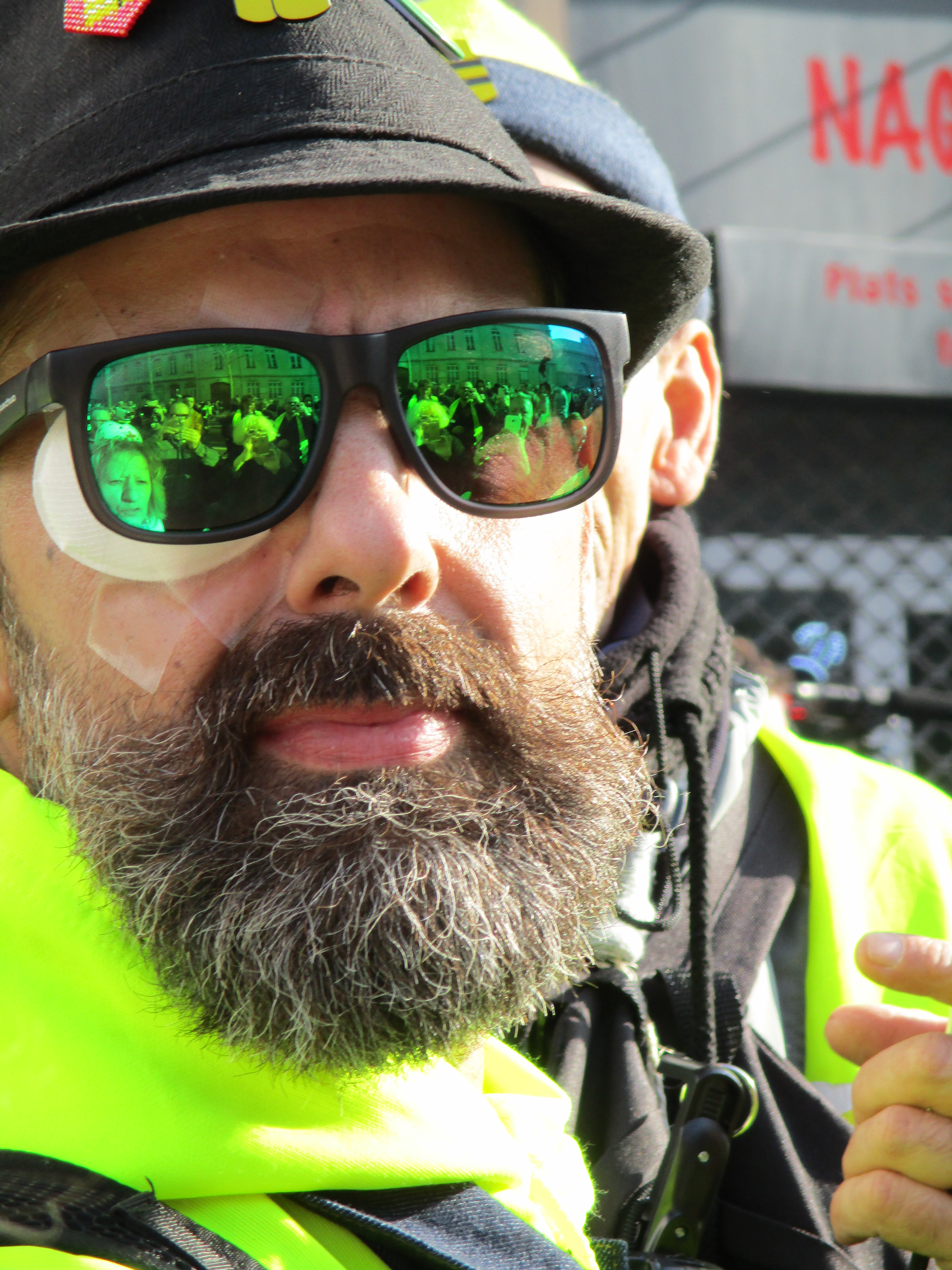
Jérôme Rodrigues, une des figures des Gilets jaunes, éborgné début 2019.

Les violences intervenant envers des manifestants sont d’un niveau inédit en France, avec « des blessures hors du commun pour des manifestations ». Plusieurs Gilets jaunes perdent ainsi un œil ou une main,,. La blessure puis la perte de l'œil de Jérôme Rodrigues, un des chefs de file du mouvement, sont particulièrement médiatisées, et une enquête est diligentée pour déterminer les circonstances ayant conduit à cette blessure.
De nombreux manifestants sont blessés en raison de l'utilisation d'armes proscrites ailleurs en Europe pour ce type d'intervention et considérées par certains fabricants comme des armes de guerre : lanceurs de balle de défense (Flash-Ball) et grenades de désencerclement (notamment des grenades lacrymogènes GLI-F4). Au 21 janvier 2019, Checknews de Libération dénombre 144 blessés graves parmi les Gilets jaunes et journalistes, 92 l'étant à la suite de tirs de lanceurs de balles de défense. Des médias se font l'écho de tirs tendus avec des lanceurs de lacrymogènes à hauteur d'homme, et le président de Gendxxi reconnaît que des LBD ont été utilisés « de façon un peu déviante, comme une arme d'attaque et non de défense »,. Des vidéos montrent des policiers tirant avec des LBD à hauteur de tête,,. La Gendarmerie mobile justifie l’utilisation de l'explosif GLI-F4 par la volonté de préserver l'intégrité physique des effectifs de police. Fin mars 2019, six organisations, dont la Ligue des droits de l'homme, l'UNEF et le Syndicat de la magistrature, estimant que les LBD doivent être interdits, demandent au Conseil d'État de saisir le Conseil constitutionnel pour faire « cesser ces atteintes graves et répétées aux droits fondamentaux » », mais leur demande est rejetée,. Le Défenseur des droits, Jacques Toubon, réclame également que les lanceurs de balle de défense et les grenades explosives soient interdits en raison de la dangerosité qu'ils présenteraient « pour l'intégrité » des manifestants,.
Dans un rapport publié le 14 décembre 2018, Amnesty International dénonce un « usage excessif de la force » contre des manifestants pacifiques, des fouilles et arrestations abusives (notamment sur des street medics), ainsi que les conditions « inhumain[es] » de l'interpellation le 3 décembre à Mantes-la-Jolie de 148 lycéens, agenouillés et menottés pendant plusieurs heures,,,. L'ONU et le Parlement européen évoquent également un usage excessif de la force,. En septembre 2020, Amnesty International publie une enquête selon laquelle la France a instrumentalisé des lois pour arrêter arbitrairement et poursuivre en justice des Gilets jaunes n’ayant commis aucune violence.
Le 14 décembre 2018, vingt-quatre photographes et journalistes déposent plainte pour violences policières, dont huit pour violences avec arme, à la suite d’une intervention de Christophe Castaner invitant les professionnels à porter plainte en cas d'abus,. En avril, le Syndicat national des journalistes et Reporters sans frontières invoquent des atteintes à la liberté d'informer. Selon Reporters sans frontières, quelque 90 journalistes ont été victimes de violences policières depuis le début du mouvement,. David Dufresne recense 62 signalements de violences policières contre les journalistes.
Un rapport publié par Human Rights Watch dénonce les techniques de contrôle des foules exercées par la police afin de gérer les blocages dans certains lycées parisiens en décembre 2018, ayant mené à des blessures graves sur certains élèves, et juge l'usage de la force excessif et inapproprié.
L'Inspection générale de la Police nationale (IGPN) a ouvert, au début du mois de février 2019, un total de 116 enquêtes après des plaintes de manifestants. Le journaliste David Dufresne dénombre, au 13 avril 2019, 1 décès et 613 personnes blessées par les effectifs de police, dont 238 blessées à la tête, 23 éborgnées et 5 ayant eu une main arrachée,. Le ministre de l'Intérieur, Christophe Castaner, dément toute violence policière,.
Le 16 juin 2019, le ministre récompense quelque 9 000 membres de ses agents au titre de la « promotion exceptionnelle médaille de la sécurité intérieure « Gilets jaunes » », dont certains impliqués dans des enquêtes concernant des violences policières lors du mouvement,.
Début septembre 2019, une enquête Ipsos indique que 12 % des Français trouvent justifiées les violences commises par les effectifs de police contre les Gilets jaunes et que 46 % les considèrent comme inacceptables. Les retraités et les cadres, ainsi que les sympathisants LREM, LR et RN montrent une plus grande compréhension pour ces violences et une forte minorité les justifient.
Le 2 novembre 2019, 18 médecins et chercheurs français publient un article intitulé « Blessures oculaires causées par des armes non-létales en France » dans la revue scientifique médicale britannique The Lancet. L'article compte vingt-cinq cas de blessures oculaires en 2018 et quinze sur la période de l'étude de 2019, alors qu'il n'y avait que deux cas en 2016 et un cas en 2017,.

## Revendications
Le mouvement des Gilets jaunes n'étant ni structuré, ni centralisé, ses revendications traduisent des aspirations très diverses. Des slogans sont souvent inscrits au dos des gilets jaunes, mais aussi sur des pancartes ou tags.

### Prix des carburants
Les Gilets jaunes s'insurgent contre une hausse jugée excessive des prix des carburants à la pompe, notamment en raison de l’augmentation de la taxe intérieure de consommation sur les produits énergétiques (TICPE), qui comprend depuis 2014 une composante carbone, et de la taxe sur la valeur ajoutée (TVA), qui dépend de la TICPE,, l’objectif affiché par le gouvernement étant la régulation des variations du prix du pétrole.
Ce mouvement protestataire à l'égard du prix des carburants concerne essentiellement des particuliers, car un certain nombre de professions et d'activités bénéficient d'exonérations partielles ou totales de la TICPE.

### Démocratie directe et participative

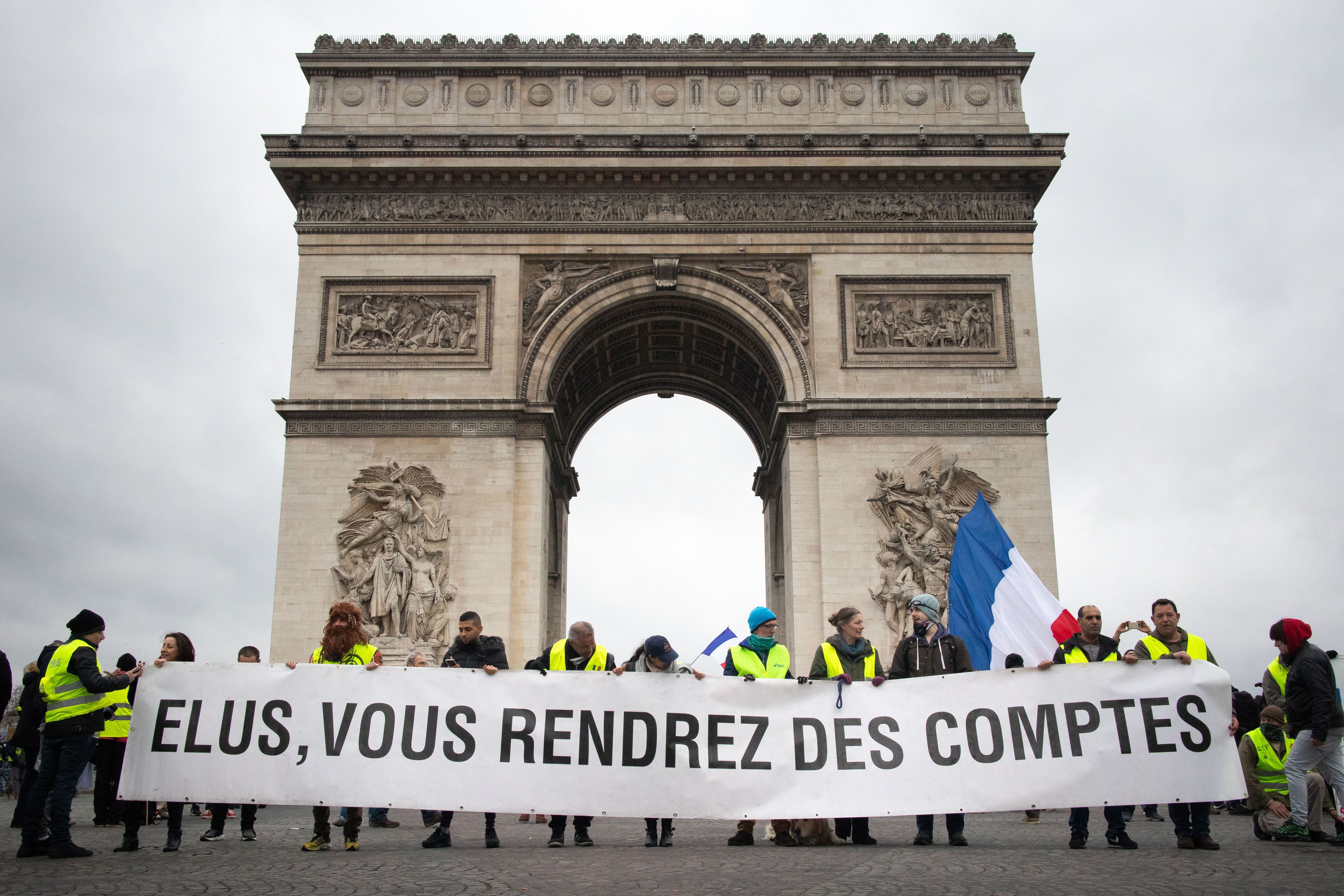
Manifestation à Paris lors de l’« acte IX ».

Des membres du mouvement demandent sur Internet et lors des manifestations la mise en place d’une « démocratie directe »,. Un meilleur contrôle des parlementaires et de leurs décisions, la création d'assemblées citoyennes tirées au sort ainsi que la reconnaissance du vote blanc figurent parmi les revendications,.
Dans une tribune publiée le 2 décembre 2018, un collectif nommé « Gilets jaunes libres » propose notamment au gouvernement l'ouverture d'états généraux de la fiscalité, l'organisation fréquente de référendums sur les grandes orientations sociales et sociétales et l'adoption du scrutin proportionnel pour les élections législatives.
À partir du mois de décembre 2018, l'instauration d'un référendum d'initiative citoyenne (RIC) apparaît comme l'une des principales revendications du mouvement,. Un tel système vise à permettre de légiférer sans passer par le Parlement,. Des Gilets jaunes citent les outils de démocratie directe en Suisse en exemple. L'historien Sylvain Boulouque indique que la revendication « apparaît timidement aux lendemains de la manifestation du 24 novembre » et devient « quasiment virale à partir du 2 décembre » sur les pages des réseaux sociaux des Gilets jaunes.
Le 13 décembre, lors de leur point presse organisé devant la salle du Jeu de paume à Versailles, des Gilets jaunes, dont Maxime Nicolle et Priscillia Ludosky, appellent Emmanuel Macron à enclencher un référendum pour modifier la Constitution afin d'y inclure les différentes modalités du RIC.
Sur la base de deux enquêtes quantitatives mesurant le niveau de soutien des Gilets jaunes à des innovations relevant respectivement de la démocratie directe et de la démocratie participative, des chercheurs indiquent que « les gilets jaunes ont davantage tendance à soutenir les innovations démocratiques qui facilitent le contrôle des élus et la décision directe des citoyens ». Ainsi, « près de la moitié d’entre eux choisit ainsi le référendum révocatoire et le référendum législatif, contre 36 % pour les Français. À l’inverse, ils sont moins enclins à opter pour des réformes de type démocratie participative, qu’elles soient plus exigeantes en termes de ressources mobilisées par les citoyens, comme les propositions de loi portées par la société civile (9 %) ; ou qu’elles nécessitent la collaboration avec les élus, comme les consultations citoyennes (15 %) ».
L'historienne Sophie Wahnich perçoit un « mouvement profondément démocratique » et qui « n’est pas populiste car prenant en compte le singulier au sein du collectif, il refuse que ce dernier se transforme en une masse compacte prête à se donner un chef. Cette conception contraste avec la dynamique qui porte aujourd’hui les populismes au pouvoir, où le collectif est inséparable de son incarnation vivante : le Chef. C’est sans doute une des raisons pour lesquelles le mouvement n’a pu être récupéré par des formations politiques qui affichaient leur proximité ».

### Autres revendications
Une revendication récurrente des manifestants est la démission du président de la République, Emmanuel Macron, une proposition qui est soutenue par la moitié des Français répondant à un sondage YouGov réalisé début décembre 2018,,. Le rétablissement de l'impôt sur la fortune (supprimé en 2018 pour être remplacé par un impôt sur la fortune immobilière et un impôt à taux unique sur les revenus du capital) est également au cœur des revendications des Gilets jaunes, demande que Gérald Darmanin, ministre des Comptes publics, rejette le 7 janvier.
Des revendications portent également sur des mesures défavorables aux automobilistes (prix des péages, du contrôle technique des véhicules, limitation de la vitesse à 80 km/h sur des routes secondaires, multiplication de radars sophistiqués), et parfois sur les retraites, la baisse de la CSG, l'éducation, la culture ou encore la santé,,,,,.
Le 29 novembre 2018, une délégation de huit Gilets jaunes, désignés dans l'urgence et à titre provisoire par des animateurs du mouvement, communique une liste de 45 revendications dans plusieurs domaines (transports, pouvoir d'achat, impôts, retraites et aides sociales, travail, démocratie et institutions, services publics et de proximité, entreprises, santé, logement, immigration). Ils demandent notamment la fin des sans domicile fixe, la mise en place d'une taxe sur le fioul maritime et le kérosène, l'augmentation du SMIC à 1 300 euros, davantage de progressivité dans l'impôt sur le revenu et l'abandon de l'impôt retenu à la source, le retour à la retraite à 60 ans, ou encore l'instauration d'un salaire maximum fixé à 15 000 euros,. L'historien Samuel Hayat relève que « cette liste a été qualifiée de « magma de revendications hétéroclite » » mais la juge au contraire « profondément cohérente », estimant qu'« elle s’ancre dans ce que l’on peut appeler l’économie morale des classes populaires ». Le politiste Rémi Lefebvre juge cette liste « relativement cohérente » et considère que « si les revendications ont été évolutives, souvent contradictoires et non priorisées, formant une liste à la Prévert », les Gilets jaunes se sont accordés sur « un socle de revendications [qui] fait l’unanimité autour d’un agenda de justice sociale », à savoir « la revalorisation du SMIC, le rétablissement de l’ISF, l’augmentation des retraites ».
Une partie des Gilets jaunes s'oppose, parfois sur la base de fausses informations, au Pacte mondial sur les migrations, texte sans portée contraignante signé par l’exécutif français en décembre 2018, dont l'ambition est de renforcer la coopération internationale autour des migrations,,. L'Opinion estime alors qu'« un arrière-fond identitaire transparaît de plus en plus sur les réseaux sociaux » au sein du mouvement.

## Réponse du pouvoir exécutif

### Sur la composition du mouvement
Le ministre de l'Intérieur, Christophe Castaner, est accusé par l'opposition d'amalgame et de réduire les Gilets jaunes à des « séditieux d'ultradroite » à la suite des mobilisations du 24 novembre 2018. Emmanuel Macron déclare à la fin de janvier 2019 que les violences commises lors des manifestations sont l'œuvre « de 40 à 50 000 militants ultras qui veulent la destruction des institutions ». Mediapart indique qu'à la même période, les services de renseignement ont décompté seulement quelques centaines d'ultras au plus fort du mouvement, début décembre 2018, et quelques dizaines en mars 2019, en signalant un désengagement de l’ultradroite « à Paris comme en province » et une implication restée « limitée » de l'ultragauche.

### Gestion des manifestations

#### Mesures de maintien de l'ordre établi

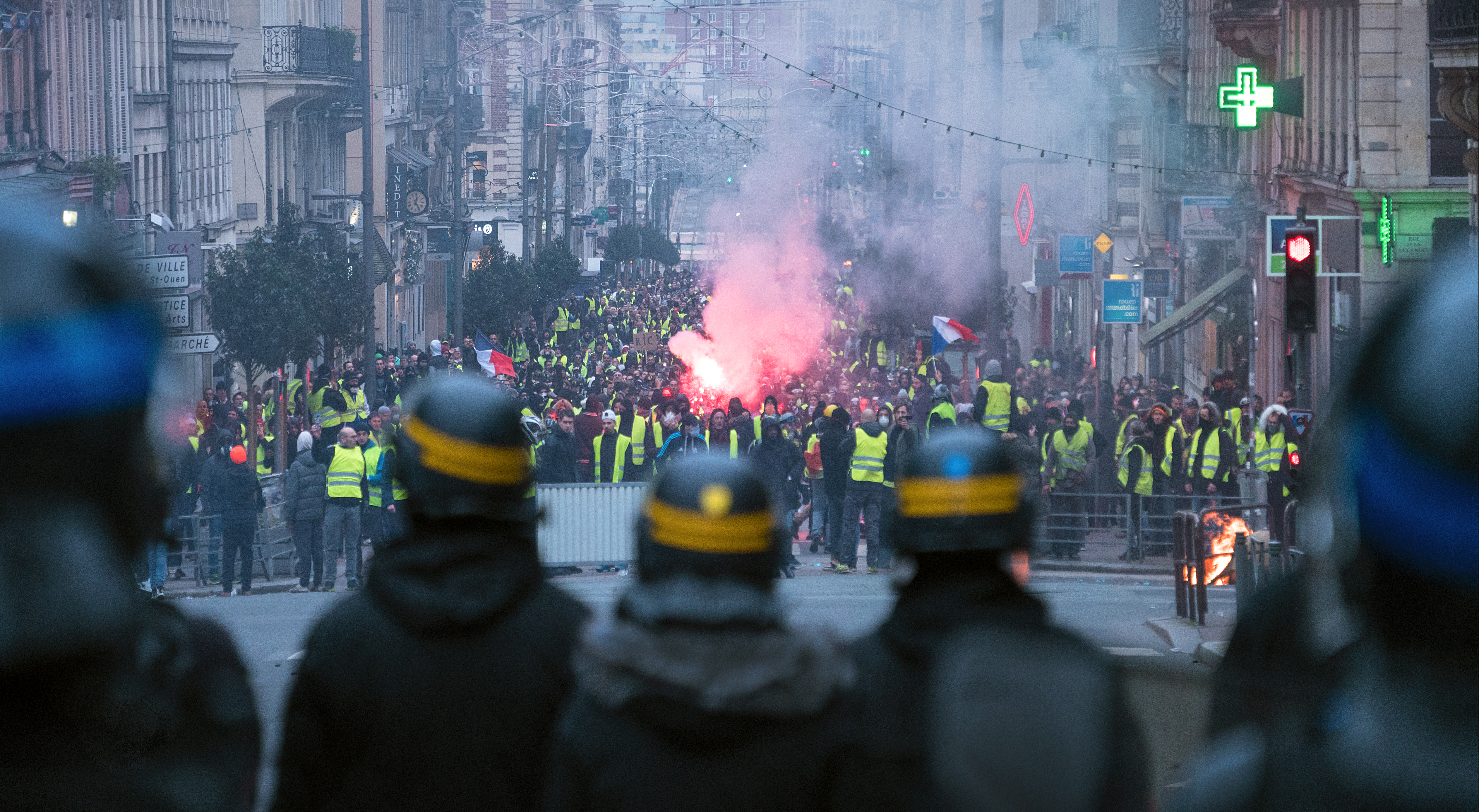
Manifestants face aux forces de l’ordre à Rouen, le 5 janvier 2019.

Le dispositif policier mis en place pour les manifestations est inédit en France. Selon une enquête du Monde, les dégradations de l’« acte III » (1er décembre 2018), notamment sur l'Arc de triomphe, entraînent un changement de dispositif pour l’« acte IV » (8 décembre 2018) qui « constitue un véritable tournant qui a fixé dans la durée de nouveaux standards », en l'occurrence la généralisation des arrestations sur des motifs flous, des dispersions et tirs de LBD. Lors de l’« acte IV », quelque 89 000 agents sont mobilisés. Des véhicules blindés de la Gendarmerie sont également présents, une mesure exceptionnelle en France métropolitaine,. Des policiers, parfois masqués, infiltrent en civil les manifestants,. À Marseille, la Brigade de recherche et d'intervention (BRI), qui a pour mission de lutter contre la grande criminalité ou contre les terroristes, est envoyée sur le terrain. Le chef de la BRI marseillaise, Pascal Bonnet, reconnaît, lors d'une audition par l'IGPN, que « cela ne rentre pas dans [ses] prérogatives ». Également auditionné, le chef d’état-major Jean-Marc Luca évoque, comme Pascal Bonnet, une situation de « guerre ». Il indique que cette mobilisation a pour but de limiter les « pillages des commerces » et d’« éviter que des barricades ne soient érigées » dans un climat « insurrectionnel et chaotique », « l’objectif [étant] d’atteindre les forces de l’ordre dans leur chair ».
Le 5 décembre, le ministre de l’Intérieur, Christophe Castaner, et le directeur général de la police nationale Éric Morvan envoient un télégramme qui prévoit une mobilisation possible du RAID, une unité d'élite qui a l’habitude d’intervenir dans les opérations de terrorisme et de prise d’otages. La note du ministère de l’Intérieur mentionne également la mobilisation des « compagnies de marche », créées initialement en réponse aux violences urbaines : elles sont constituées de groupes hétéroclites de policiers, issus de différentes unités, et sont selon Mediapart « semble-t-il, sans commandement ».
Le gouvernement annonce début janvier 2019 une loi pour lutter contre les « casseurs » permettant notamment de sanctionner les organisateurs de manifestations non déclarées et l'instauration d'un fichier pour interdire la présence de manifestants radicaux dans les cortèges. Les mesures envisagées dans ce projet de loi posent des questions d'ordre juridique, notamment vis-à-vis du droit de manifester. En outre, après l'« acte 18 », l'exécutif passe le montant de la contravention pour participation à une manifestation interdite à 135 euros, soit une multiplication par 3,5. Après la censure de l'interdiction administrative de manifester par le Conseil constitutionnel, la loi anticasseurs est promulguée par Emmanuel Macron le 11 avril 2019.
Les réponses du gouvernement sont perçues par plusieurs organisations internationales comme une répression policière disproportionnée. Des responsables du Conseil de l'Europe et de l'ONU expriment leurs inquiétudes vis-à-vis du projet de loi,. La commissaire aux droits de l'homme du Conseil de l'Europe, Dunja Mijatović, remet un mémorandum invitant les autorités françaises à « mieux respecter les droits de l’homme », à « ne pas apporter de restrictions excessives à la liberté de réunion pacifique » et à « suspendre l’usage du lanceur de balle de défense ».
Dans une note du 12 janvier 2019, le procureur de la République de Paris invite les procureurs à lever les gardes à vue le plus tardivement possible, même en cas de classement sans suite, et à inscrire les Gilets jaunes interpellés sur le fichier de traitement des antécédents judiciaires, là encore y compris si les dossiers sont classés sans suite.

#### Poursuites judiciaires
Selon le gouvernement, au 24 mars 2019, parmi tous les manifestants interpellés, plus de 8 700 ont été placés en garde à vue, 2 000 ont été condamnés et 390 incarcérés. Ces chiffres constituent un record pour un mouvement social en France. Le sociologue Fabien Jobard indique que le nombre d'environ 1 500 gardes à vue en une journée, atteint le 8 décembre, est « un record, bien au-delà de ce que l’on a vu à l’occasion de sommets internationaux tels que, dernièrement, le G20 de Hambourg, pourtant marqué par des destructions et, plus rarement, des pillages ». En novembre 2019, selon un bilan provisoire, Le Monde évoque « une réponse pénale sans précédent » avec notamment plus de 10 000 gardes à vue et plus de 3 100 condamnations, soit « un record pour un mouvement social », dont « environ 400 ont donné lieu à des peines de prison ferme avec incarcération immédiate (dites « avec mandat de dépôt ») ». Selon Aline Leclerc, journaliste au Monde, les réponses policières et, surtout, judiciaires ont constitué « la cause principale de démobilisation – en plus d’une certaine lassitude, de dissensions sur les ronds-points, et des mesures économiques d’ampleur débloquées par le gouvernement ». Elle souligne que le passage en garde à vue de nombreux Gilets jaunes « pour des faits d’apparence anodine (la confection d’une banderole invitant à un pique-nique, à Nantes, par exemple) a beaucoup marqué les manifestants, qui avaient des casiers vierges pour la plupart », et « en a dissuadé beaucoup de continuer la lutte dans la rue ».
Selon Amnesty International, entre novembre 2018 et juillet 2019, 11 203 manifestants sont placés en garde à vue. Plus de la moitié (5 962 manifestants) est libérée sans poursuites. En 2019, 20 280 personnes sont reconnues coupables d’ « outrage à l’encontre de personnes dépositaires de l’autorité publique », y compris dans des contextes de manifestations, dans certains cas pour des slogans. En tant qu'organisme de défense des droits de l'homme considérant la plupart des gardes à vue comme des entraves au droit de manifester, l'ONG estime que 40 000 personnes au total ont été abusivement condamnées dans le cadre de ce mouvement depuis fin 2018,.
Début décembre 2018, après avoir appelé à « entrer » à l'Élysée, Éric Drouet fait l'objet d'une enquête pour « provocation à la commission d'un crime ou d'un délit » et « organisation d'une manifestation illicite » ; le mois suivant, il est interpellé pour la troisième fois et placé en garde à vue,,,.
La justice est suspectée de freiner les plaintes visant la police. Le Canard enchaîné indique le 8 mai 2019 qu'aucune des 227 procédures ouvertes par l'Inspection générale de la Police nationale (IGPN) n'a abouti. À cette date, l’IGPN a bouclé 59 enquêtes, dont les dossiers ont été envoyés à la justice, mais cette dernière n'a encore pris aucune décision, ni de poursuivre ni de classer.

### Traitement des revendications

#### Opposition initiale à toute revendication
Dans un premier temps, le 14 novembre 2018, le gouvernement réaffirme qu'il ne reviendra pas sur la hausse prévue des taxes sur les carburants, et annonce la revalorisation de la prime à la conversion et l'augmentation du nombre de bénéficiaires du chèque énergie et du système d’indemnités kilométriques,,,. Le 18 décembre suivant, l'exécutif affirme qu’il renonce à une partie de ces mesures, puis annonce le même jour son souhait de toutes les maintenir,.
Emmanuel Macron s'exprime le 27 novembre 2018, lors de la présentation de la programmation pluriannuelle de l'énergie (PPE). Il annonce plusieurs mesures s'inscrivant dans le cadre de la transition énergétique et ne fait pas de concession aux Gilets jaunes en matière de taxes,. Ce même jour, alors même que l'exécutif avait précédemment exprimé son refus d'entamer toute négociation, le ministre de la Transition écologique et solidaire, François de Rugy, reçoit deux représentants des Gilets jaunes ; à l'issue de la réunion, ces derniers ne se montrent pas convaincus et le ministre indique que les revendications exprimées « vont très au-delà des questions de la transition écologique »,. Édouard Philippe convie huit des porte-paroles à Matignon le 30 novembre, mais seul un d’entre eux accepte finalement de s'entretenir avec le Premier ministre,.

#### Recul sur les taxes sur les carburants
Le 4 décembre 2018, alors que le mouvement se poursuit et que les représentants des Gilets jaunes refusent de le rencontrer, Édouard Philippe revient sur la position du gouvernement, décrétant un moratoire de six mois sur la hausse annoncée des taxes sur les carburants. Cette annonce est jugée insuffisante par les Gilets jaunes et l'opposition au Gouvernement,,. Le lendemain, la présidence de la République annonce que la hausse des taxes ne figurera pas dans le projet de loi de finances pour 2019.

#### Allocution d'Emmanuel Macron du 10 décembre 2018

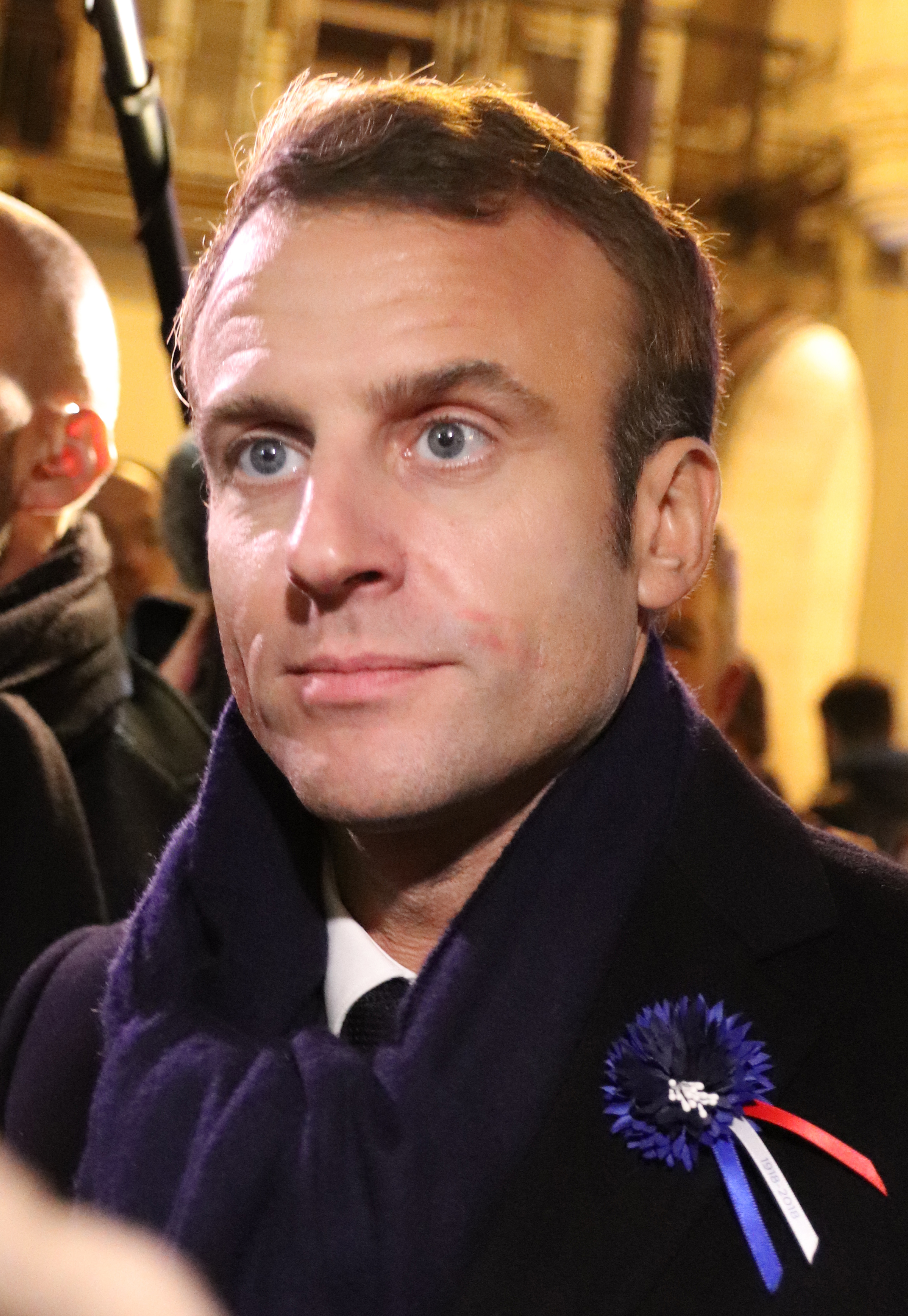
Emmanuel Macron le 11 novembre 2018.

Lors d'une allocution prononcée le 10 décembre 2018 et vue par 23 millions de personnes, Emmanuel Macron annonce l'augmentation du revenu d'un travailleur au SMIC de 100 euros par mois dès 2019 « sans qu'il en coûte un euro de plus pour l'employeur », le retour à la défiscalisation des heures supplémentaires, l'annulation de la hausse de la CSG pour les retraites de moins de 2 000 euros par mois et une défiscalisation de la prime de fin d'année dans les entreprises,,. Il s'oppose au rétablissement de l'impôt de solidarité sur la fortune (ISF), une demande de certains Gilets jaunes,.
Plusieurs médias relèvent que la hausse du revenu des travailleurs au SMIC reposera en grande partie (80 %) sur la mise en œuvre dès 2019 de sa promesse de hausse de la prime d'activité alors que celle-ci était prévue sur les trois années à venir,. L'augmentation de la prime d'activité ne donne pas de droits supplémentaires, ni sur la retraite, ni sur l'assurance-chômage.
Les annonces d'Emmanuel Macron sont traduites dans la loi du 24 décembre 2018 portant mesures d'urgence économiques et sociales. Évaluées à 10,3 milliards d'euros, ces mesures doivent être financées à hauteur de quatre milliards par un plan d’économies, avec notamment une taxe sur les « géants du Web », la diminution de dépenses publiques, une réduction de la baisse de l'impôt sur les sociétés et la limitation de la niche Copé. Pour le reliquat de 6,3 milliards d'euros, il est décidé de laisser filer le déficit budgétaire de 2,8 % à 3,2 %, soit au-delà du seuil des 3 % prévus par les critères de convergence européens.

### Grand débat national
Pour tenter de désamorcer la crise, l'exécutif lance un grand débat national, qui se déroule de mi-décembre 2018 à mi-mars 2019. Cette consultation propose de faire remonter les souhaits des Français autour de quatre grands thèmes (transition écologique, fiscalité, services publics et débat démocratique), le gouvernement excluant notamment l’immigration, la peine de mort, l’interruption volontaire de grossesse et le mariage homosexuel de la consultation,. Le Gilet jaune Thierry-Paul Valette y participe et co/anime le premier grand débat national organisé à Paris présence de la secrétaire d’État et coordinatrice du grand débat national, Emmanuelle Wargon et accuse Emmanuel Macron de s’en servir pour faire campagne en vue des Européennes.
Plusieurs défaillances ou manipulations dans la tenue et la restitution des résultats par le gouvernement sont relevées par les médias. Le 25 avril 2019, Emmanuel Macron conclut le débat par une conférence de presse à l'Élysée, au cours de laquelle il annonce notamment une baisse de l'impôt sur le revenu et la réindexation des petites retraites sur l'inflation.
À partir de mars 2019, Emmanuel Macron reconnaît des « erreurs », notamment de méthode, dans sa gestion de la crise des Gilets jaunes,.

## Consultations organisées par des Gilets jaunes
En parallèle des manifestations, des consultations populaires sont organisées par des Gilets jaunes dans toute la France, sous la forme de réunions publiques ou de plateformes en ligne.

### «Le Vrai Débat»
En réaction au grand débat national, un collectif national de Gilets jaunes incluant plusieurs projets de consultations précédents obtiennent du prestataire de l'État, la société Cap Collectif, l'ouverture de la plateforme « Le Vrai Débat » du 30 janvier au 3 mars 2019. Cette consultation en ligne se veut plus ouverte que le grand débat, ne faisant pas appel à des questionnaires cherchant plutôt à favoriser « l’expression spontanée et le vote ». Neuf thématiques abordées sont cependant définies au préalable,.
En mars 2019, sept chercheurs en lexicométrie de l'université Toulouse-III publie une étude analytique sur « Le Vrai débat ». Celle-ci montre que les 44 576 comptes créés ont fait ressortir trois familles de revendications, données ici par ordre d'importance :
1. Économie, finances, travail, comptes publics ;
2. Démocratie, institutions, référendum d'initiative citoyenne ;
3. Expression libre et sujets de société.

Le rapport souligne que cette consultation n'est pas un sondage et qu'il serait risqué d'en tirer des conclusions sur toute la population. Les propositions ayant retenu le plus de votes s'orientent notamment sur la fin des privilèges des élus et sur la démocratie directe.

### Assemblée des assemblées
À partir de janvier 2019, des Assemblées des assemblées, qui sont des assemblées générales de Gilets jaunes, se tiennent régulièrement. Ces réunions cherchent à structurer le mouvement.
La première a lieu à Commercy, dans la Meuse, et réunit 70 délégations, venues de toute la France. En avril, une deuxième édition est organisée à Saint-Nazaire, rassemblant entre 700 et 800 délégués, et donne lieu à une déclaration dans laquelle l'assemblée réaffirme les revendications principales de lutte contre la pauvreté et son indépendance vis-à-vis des formations politiques ou syndicales. Une troisième édition se tient en juin 2019 à Montceau-les-Mines, et une quatrième en novembre à Montpellier, avec 600 Gilets jaunes de 200 délégations.

## Profil des manifestants et des soutiens

### Milieu social et motivations

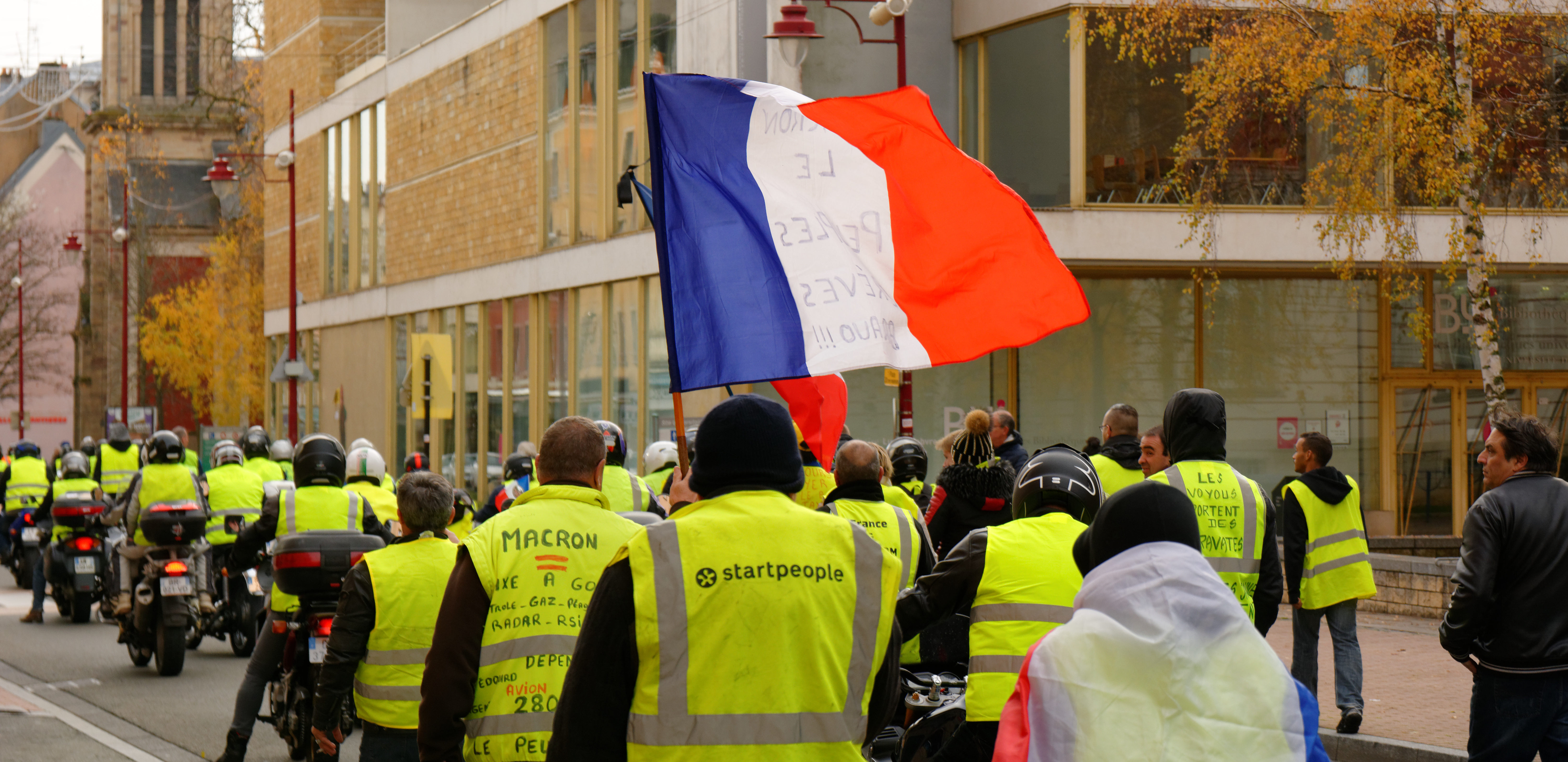
Manifestants le 1 décembre 2018 à Belfort.

La spontanéité du mouvement des Gilets jaunes, son absence d'encadrement partisan, de structure et de revendications claires ont fait qu'il a été analysé comme une jacquerie fiscale moderne, c'est-à-dire un mouvement de colère populaire dû à une fiscalité jugée injuste ou mal répartie,. Toutefois, pour Gérard Noiriel, l'emploi de ce terme de jacquerie est inadéquat : l'analogie des situations est imparfaite et le propos passe pour condescendant et péjoratif.
Pour Vincent Tiberj, professeur à l’IEP de Bordeaux, les Gilets jaunes « incarnent ce que le sociologue Olivier Schwartz appelle les « petits moyens » : ils travaillent, paient des impôts et gagnent trop pour être aidés et pas assez pour bien vivre ». Les universitaires Zakaria Bendali et Aldo Rubert indiquent que leur « centralité » en tant que « petits-moyens », « permet aux Gilets jaunes de se déployer vers le haut des classes populaires comme vers le bas des classes moyennes », amenant « certains auteurs à considérer le mouvement comme un espace d’unification politique entre ces groupes sociaux qui retrouveraient la conscience de leurs intérêts communs au sein d’un « bloc anti-bourgeois » constitué en miroir face au « bloc bourgeois » que représente le socle électoral d’Emmanuel Macron ». Beaucoup de manifestants expriment le sentiment de mépris dont ils estiment faire l’objet de la part des élites urbaines. La Süddeutsche Zeitung y voit ainsi « la rébellion d’une classe moyenne qui se sent marginalisée socialement et géographiquement par les personnes les mieux rémunérées des grandes villes ».
Selon une enquête du Cevipof menée en décembre 2018, le soutien aux Gilets jaunes dans la population française est « très fortement clivé sur le plan social » et le mouvement « reste surtout soutenu par une alliance de catégories populaires et moyennes contre les classes supérieures – ce qui semble bien réactiver une forme de lutte des classes » selon le politologue Luc Rouban. S'appuyant sur une étude de l’Observatoire société et consommation, qui a comparé le profil social de celles et ceux qui soutiennent et s’opposent aux Gilets jaunes, l'historien Samuel Hayat observe « bien sûr des corrélations, par exemple entre le niveau de diplôme ou de revenus et l’absence de soutien », mais estime qu'« à part les très riches très diplômés, il n’existe pas de milieux sociaux homogènes dans leurs critiques du mouvement. Et même ceux qui critiquent le mouvement, par exemple sur la question de la violence, reconnaissent majoritairement la validité des revendications qu’il porte ».
Au travers de plusieurs échantillons d'études sur des participants du mouvement, on relève une majorité d’actifs en emploi, souvent en contrat à durée indéterminée, pouvant être classés parmi les employés, ouvriers et petits indépendants. Le fait de travailler dans des secteurs aux conditions de travail dégradées, où la probabilité de faire face à des périodes d’emploi discontinues est accrue, ainsi qu'une forte dépendance professionnelle à la voiture, apparaissent comme des facteurs explicatifs de l’engagement. Dans deux enquêtes, la grande majorité des répondants se situent en deçà du revenu médian national. Selon l'universitaire Pierre Blavier, ce n’est pas tant la pauvreté que « l’insécurité budgétaire » qui mobilise, ce qui explique la présence de classes moyennes aux revenus corrects mais handicapées par une accumulation de dépenses contraintes. La présence des chômeurs est variable en fonction des enquêtes. Pour certains, la thématique du chômage est absente des protestations,. Pour d'autres, au contraire, elle entre indirectement en considération au travers des revendications relatives aux minima sociaux et à leur indexation sur l'inflation,, à la suppression du travail détaché, aux aides au retour à l'emploi et à la reconversion professionnelle, à la limitation du recours au CDD par les grandes entreprises, à la création d'emplois pour les chômeurs, à la suppression des mesures ayant alourdi le contrôle des demandeurs d'emploi par Pôle emploi,.
D'après des études démographiques de chercheurs en sciences sociales en cours de publication, beaucoup de Gilets jaunes seraient célibataires. Pour Romain Huret, directeur d’études à l’EHESS, la condition du célibat expliquerait en partie leur mobilisation.
En 2020, Jérôme Fourquet de l'IFOP et Chloé Morin, experte associée à la Fondation Jean Jaurès, évoquent « une correspondance étroite, bien qu’imparfaite dans certaines professions, entre la sociologie des gilets jaunes et celle des « premiers de tranchée » » correspondant aux professions pâtissant d'un faible degré de reconnaissance salariale et symbolique, mais fortement mobilisées lors de la pandémie de Covid-19. Jérôme Fourquet et Chloé Morin relèvent plus largement une « identification symbolique » : « Même ceux qui ne sont pas « au front » semblent s’identifier à ces catégories qui portent aujourd’hui l’économie à bout de bras, et semblent voir dans le renversement de la hiérarchie de la considération symbolique imposée temporairement par la crise, une forme de revanche sociale ».

### Mouvement rural et périurbain
La contestation concerne essentiellement les zones rurales et périurbaines. Plusieurs facteurs sont avancés pour expliquer la surreprésentation dans le mouvement de personnes habitant dans ces territoires : proportion élevée d'ouvriers et employés, forte exposition aux taxes, utilisation contrainte de la voiture en raison de l'absence de transports publics. Le démographe Hervé Le Bras fait apparaître une forte mobilisation dans la « diagonale du vide », qui va de la Meuse aux Landes.
En revanche, le mouvement rencontre un faible écho dans des territoires urbains comme la Seine-Saint-Denis. Des personnes habitant certaines banlieues défavorisées restent en effet à l'écart du mouvement, ne se retrouvant pas dans certaines revendications, s'inquiétant de l'implication de groupes d'extrême droite, craignant une répression policière et gardant un souvenir amer des émeutes de 2005,,.
Le sociologue Benoît Coquard, qui a enquêté sur des bourgs ruraux du Grand Est avant et pendant l’éclatement du mouvement, nuance l'approche d'une opposition frontale entre villes et campagnes et considère la notion de périphérie comme « un mot fourre-tout pour désigner tous les endroits qui, vus de Paris ou des grandes métropoles régionales, sont perçus comme des coins paumés ».

### Mobilisation des femmes

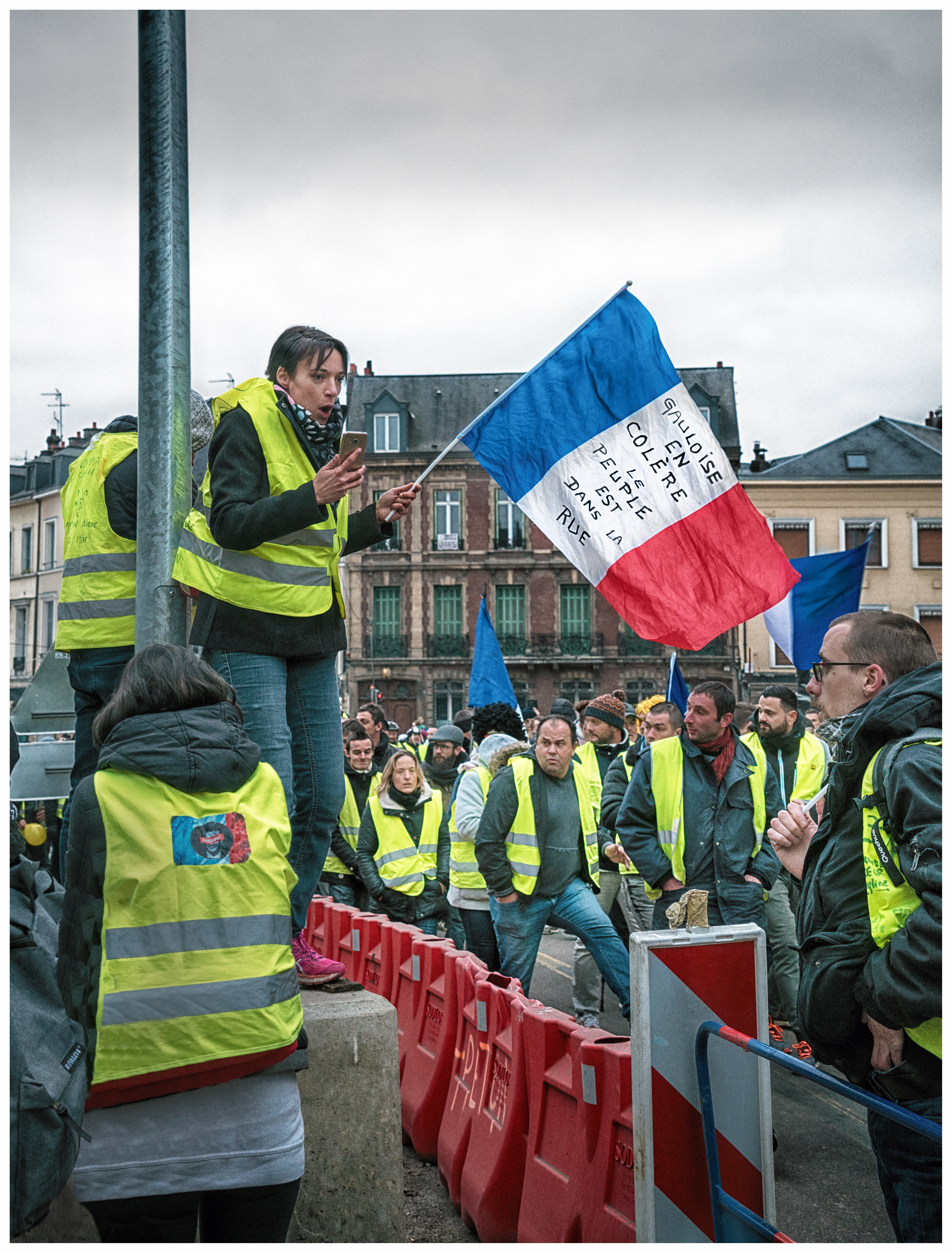
Manifestante s’exprimant à Rouen, le 5 janvier 2019.

La participation des femmes aux protestations est jugée importante : elle est estimée à quelque 45 % du nombre de manifestants, et de nombreuses figures du mouvement sont des femmes,,. Quatre enquêtes par questionnaires (celle du Collectif d’enquête sur les Gilets jaunes issu de Sciences Po Bordeaux, celle menée par Jean-Yves Dormagen et Geoffrey Pion à Dieppe, et enfin les deux enquêtes mises en œuvre sur Facebook par Quantité Critique et par une équipe de Sciences Po Grenoble), s’accordent sur la relative parité de genre constatée dans le mouvement, tant dans les échantillons obtenus sur Facebook que dans les enquêtes in situ, ce qui, selon les universitaires Zakaria Bendali et Aldo Rubert, « manifeste de fait une forte présence des femmes comparativement à d’autres mouvements, malgré leur effacement de l’histoire écrite », et s’explique pour partie « par la sur-représentation de secteurs professionnels très féminisés », par le « rôle spécifique des femmes dans les foyers populaires, où elles sont bien souvent chargées de l’intendance en plus du travail domestique, ce qui les met en prise directe avec la question du pouvoir d’achat », et par le fait qu'elles « sont aussi plus souvent concernées par les carrières discontinues, les situations de famille monoparentale, et sont donc plus souvent exposées aux conséquences du retrait de l’État-providence ».
À partir du dimanche 6 janvier 2019, à la suite d'un appel pour une « marche pour les femmes », des femmes se regroupent et manifestent dans plusieurs villes afin de donner une image plus « pacifique » du mouvement,,. Selon LCI, qui note notamment l'existence d'un groupe Facebook réservé exclusivement aux femmes, « certains comportements se rapportent bel et bien à la sphère militante ».
Les femmes Gilets jaunes investissent un répertoire d’actions physiques ordinairement masculin, barrant les routes, « libérant » les péages et occupant des lieux du quotidien.

### Orientations politiques
Frédéric Gonthier, enseignant-chercheur à l’IEP de Grenoble, indique que, bien qu'il soit non partisan, ce mouvement n'en reste pas moins politisé et s'inscrit surtout dans le rejet des formes politiques traditionnelles ; cette position explique selon lui ses difficultés à se structurer politiquement à l'échelle nationale. L'anthropologue Benoît Hazard explique quant à lui que le mouvement est une force d’opposition politique, même si l'action des Gilets jaunes ne ressemble en rien aux mouvements de contestation traditionnels.
Une enquête d'opinion réalisée par Elabe fin novembre 2018 fait état d'une « sur-représentation des électeurs de Marine Le Pen chez les Français se définissant comme Gilets jaunes », 42 % de ses électeurs lors de l'élection présidentielle de 2017 se définissant comme tels (contre respectivement 20 % et 5 % chez les électeurs de Jean-Luc Mélenchon et d'Emmanuel Macron). Les autres études confirment que les sympathisants RN et FI sont plus enclins à soutenir le mouvement que ceux des autres partis,.
Selon une enquête menée en décembre 2018 par le Cevipof, le soutien dans la population française aux Gilets jaunes « s’inscrit très généralement dans l’opposition à Emmanuel Macron ». Il s'associe également à « une forte critique du capitalisme », ainsi qu'à un niveau de « populisme fort ». Concernant le choix lors de l'élection présidentielle de 2017, « la proportion de ceux qui soutiennent « tout à fait » les « gilets jaunes » est de 47 % dans l’électorat de Jean‑Luc Mélenchon et de 57 % dans celui de Marine Le Pen, bien avant l’électorat de Benoît Hamon où cette proportion n’est plus que de 34 %, de Nicolas Dupont-Aignan (31 %), de François Fillon (15 %) et d’Emmanuel Macron (9 %) ». Le chercheur Luc Rouban souligne par ailleurs que « 44 % de ceux qui soutiennent « tout à fait » le mouvement font confiance à Marine Le Pen (dont 21 % disent qu’ils n’avaient pas confiance en elle mais qu’elle a gagné leur confiance) contre 27 % à Jean‑Luc Mélenchon », et que ce groupe de soutien fort aux Gilets jaunes est marqué par un faible niveau de libéralisme culturel. Il considère ainsi que « le soutien aux « gilets jaunes » s’inscrit bien plus dans l’univers politique du RN que de LFI », et que « le centre de gravité des valeurs situe sinon le mouvement lui-même, du moins son soutien le plus déterminé, […] du côté du populisme de droite ».
Réagissant notamment à l'analyse de Luc Rouban, le collectif d'universitaires Quantité critique souligne que « cette interprétation de la politisation du mouvement à l’extrême droite est loin de faire consensus dans le foisonnement d’enquêtes collectives apparues depuis novembre [2018] », et considère que « l’échelle d’observation » a « une influence déterminante sur les résultats obtenus par les enquêtes ». Il fait ainsi « l’hypothèse d’une configuration du mouvement en cercles concentriques. On constate un succès des discours d’extrême droite dans ses marges extérieures peu mobilisées, sensibles aux thèmes réactionnaires. En revanche, ces idées ne parviennent que très difficilement à pénétrer le noyau dur des gilets jaunes actifs ».
Collectant les résultats de différentes enquêtes menées sur les orientations politiques du mouvement, les universitaires Zakaria Bendali et Aldo Rubert tirent deux enseignements : « plus de la moitié des Gilets jaunes ici interrogés ne se reconnaissent pas dans les catégories de l’offre politique et pour ceux qui votent, les résultats sont contradictoires d’une enquête à l’autre. L’orientation politique du mouvement reste donc incertaine, et on peut s’interroger sur la possibilité de la dévoiler au moyen de questionnaires, sujets aux biais de passation et dont les résultats localisés sont difficiles à agréger de façon robuste à l’échelle du mouvement entier. Plus encore, cela interroge la pertinence même d’une approche par le vote et les échelles de classement des opinions politiques pour caractériser des engagés qui rejettent massivement à la fois cette forme de participation et l’axe gauche/droite : leur éventuel vote préalable constitue-t-il un facteur distinctif de l’engagement ou bien leur poser la question revient-il à imposer des catégories dans lesquelles ils ne se reconnaissent pas ? ». Ils observent également que « les méthodes de collecte et la portée des échantillons semblent avoir une influence sur les résultats : en face-à-face ou sur les groupes Facebook, la gauche est plus souvent citée ; sur les échantillons nationaux, c’est l’extrême droite qui est favorisée ».
Se référant aux programmes des candidats à la présidentielle de 2017, Les Décodeurs du quotidien Le Monde estiment que les revendications du mouvement — dont ils précisent qu’« [elles] ne sont pas officielles, le mouvement étant caractérisé par son horizontalité » — sont « très proches de la gauche radicale », « compatibles avec l’extrême droite » et « très éloignées des programmes libéraux d’Emmanuel Macron ou de François Fillon ». L’historien Sylvain Boulouque indique que le « nouveau serment du Jeu de paume », prononcé par des figures des Gilets jaunes le 13 décembre 2018, « représente un étonnant syncrétisme » entre les programmes du Rassemblement national, de La France insoumise et de l'Union populaire républicaine.
Alors qu'ils sont souvent qualifiés d’anti-écologistes, les Gilets jaunes se disent majoritairement écologistes et ceux pour qui l’écologie n’est pas une priorité, ou ceux hostiles à la transition écologique sont très minoritaires,,. L'universitaire Pascal Marchand indique que « l'énergie, les transports, la pollution, l'alimentation en circuit court et bio, ce sont des problématiques et revendications qui arrivent très tôt sur les réseaux sociaux numériques des Gilets jaunes, et qui sont très importantes dans le "Vrai débat" ». S'appuyant sur plusieurs enquêtes, les universitaires Maxime Gaborit et Théo Grémion relèvent que malgré un écart pouvant paraître important à première vue entre le mouvement des Gilets jaunes et celui des marches pour le climat qui émerge à la même période — et en particulier un écart qui se vérifie pour ce qui est de leurs sociologies respectives —, les Gilets jaunes « construisent un discours, au-delà du rejet de la taxe carbone, qui pose les bases d’une écologie populaire, tout en faisant face à certaines limitations du fait de leur condition sociale. Leur précarité apparaît ainsi tout à la fois comme une limite de leur engagement écologique, et le point de départ d’une valorisation d’une écologie relocalisée ». Maxime Gaborit et Théo Grémion observent « des formes d’influences mutuelles » avec les marches pour le climat, « qui convergent dans un commun rejet du système économique ». Le sociologue Zakaria Bendali, du collectif Quantité critique, estime également qu’en dépit des différences, Gilets jaunes et manifestants des marches pour le climat partagent de nombreuses préoccupations, les premiers « [reliant] facilement l’écologie à la justice sociale ». L'enquête BAROC (pour Baromètre Opinion Occitanie) conduite en 2019 en Occitanie, menée auprès de 2 000 personnes (représentatives et échantillonnées de manière aléatoire à partir des listes électorales de la région), fait apparaître une forte polarisation au sein du mouvement au sujet des questions environnementales : le mouvement semble avoir attiré à la fois les individus les plus pro-écologie et les plus sceptiques à l’égard du changement climatique.
Au fil des semaines, notamment à partir de février 2019, les études d’opinion montrent une baisse sensible du soutien des sympathisants du Rassemblement national (RN) aux Gilets jaunes, les partisans de La France insoumise étant désormais plus favorables au mouvement que ceux du RN,. À l'approche des élections européennes de 2019, pour lesquelles les sondages situent le RN en tête avec LREM, certains observateurs considèrent cependant que le RN est la force d’opposition qui a le plus bénéficié de la crise des Gilets jaunes. Selon le dernier sondage Ifop paru avant les élections européennes, 44 % des personnes interrogées déclarant « se sentir » Gilets jaunes indiquent vouloir voter pour le RN, contre 12 % pour LFI et 4 % pour LREM, tandis que 31 % des simples « soutiens » des Gilets jaunes affirment vouloir voter en faveur du RN. Selon une enquête Ipsos, parmi les soutiens du mouvement, 44 % ont déclaré voter pour le RN, 20 % pour LFI, et environ la moitié d’entre eux déclarent s’être abstenus.

### Relations avec les médias
Les Gilets jaunes manifestent leur hostilité à l'égard des médias classiques, en particulier de BFM TV : Mediapart souligne que la chaîne d'information en continu est « devenue le symbole à la fois de la couverture en direct des événements et des commentaires incessants des éditorialistes de plateau », et qu'elle est, dans le même temps, accusée par Emmanuel Macron d'avoir été « le principal organisateur des manifestations ». Les Gilets jaunes estiment en particulier que la couverture médiatique de leur mouvement ne correspond pas à la réalité de la situation ; ils reprochent notamment aux médias de se montrer favorables au pouvoir en place et de projeter une image déformée du mouvement en mettant en avant les « casseurs »,. Selon un sondage mené en décembre 2018, la majorité des Français considère que les chaînes télévisées sont responsables de la hausse de la violence des Gilets jaunes ainsi que de l'ampleur du mouvement. Début 2019, lorsque BFM TV propose un poste de chroniqueuse à Ingrid Levavasseur, figure des Gilets jaunes, celle-ci dit être victime de harcèlement en ligne, d'insultes, de menaces de mort et de viol, puis agressée physiquement à deux reprises,.
Dans ce contexte, des manifestants agressent des journalistes ou bloquent les centres d'impression de journaux,. Plusieurs rédactions prennent des mesures pour assurer la sécurité des journalistes,. D'après les journalistes qui couvrent habituellement les manifestations, les agressions contre les journalistes ont débuté une dizaine d’années avant le mouvement des Gilets jaunes et sont croissantes avec le temps. Selon le directeur de la chaîne de télévision France Info, les violences contre les journalistes sont le fait de minorités, et beaucoup de journalistes de France Info ont été bien accueillis en région. Arrêt sur images relève que « malgré un nombre de blessés considérablement plus important par les forces de l'ordre, la focale médiatique se fixe davantage sur les violences commises par les manifestants » à l'égard des journalistes. Le collectif des Gilets jaunes citoyens, mené par Thierry-Paul Valette, qui défend la liberté de la presse,  dénonce dans une tribune dans le Journal du dimanche les violences dont sont la cible les journalistes depuis plusieurs actes.
Le mouvement se montre souvent bienveillant à l'égard de RT France — qui accueille sur ses plateaux de nombreux Gilets jaunes ou soutiens du mouvement et dont le site web diffuse des retransmissions en directs, non commentées, des manifestations —, ainsi que de certains journalistes tels que Rémy Buisine, producteur de live pour Brut, et Vincent Lapierre, reporter au Média pour Tous,. Les Gilets jaunes privilégient Internet et en particulier Facebook pour s'informer et se mobiliser. Selon un sondage mené en décembre 2018, 59 % des Français se définissant comme Gilets jaunes, lorsqu'ils s'informent en ligne, disent utiliser d'abord les réseaux sociaux (contre 37 % de l'ensemble des Français) avant les portails d'actualité ou les sites des grands médias. Selon Mediapart, « les médias traditionnels, et par extension la majorité des journalistes, sont critiqués par les militants parce qu’ils incarnent une forme de médiation, de représentation, refusée par le mouvement », tandis que « les médias qu’ils plébiscitent leur offrent justement cette instantanéité sans médiation, ou presque ». Le sociologue Gérald Bronner considère que « ce mouvement est une continuation d’Internet dans le monde physique ».

## Perception du mouvement

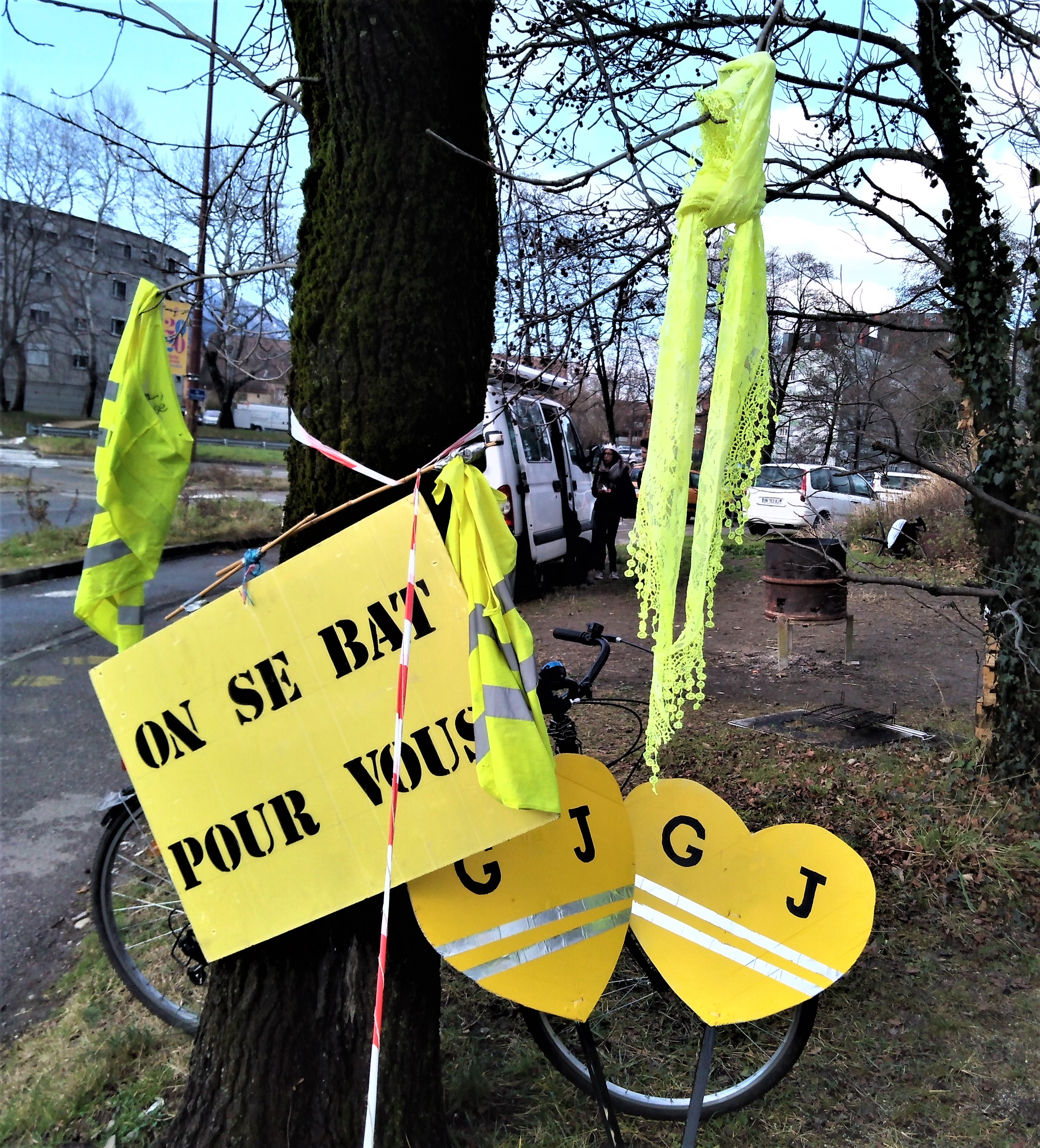
Panneaux laissés sur un rond-point de Grenoble en janvier 2020.

### Opinion publique
Des sondages d'opinion sont réalisés dès l'annonce du mouvement, et leur production se poursuit pendant un an,. Ils permettent d'évaluer le taux d'adhésion de la population aux Gilets jaunes. Il en sort un soutien massif (65 à 75 % les premiers mois),, toutes classes sociales ou socioprofessionnelles (PCS) comprises, qui se maintient dans la durée. Il faiblit dans la durée, mais reste tout de même majoritaire, et ne souffre pas des violences des manifestants,, ou des aides annoncées par l'exécutif.
Ce soutien est caractérisé par des divisions entre les soutiens : ce sont chez les personnes plus pauvres, rurales et appartenant aux classes populaires que l'adhésion ainsi que la participation aux manifestations sont les plus importantes. A contrario, les classes supérieures, les citadins et les plus aisés expriment un soutien plus critique et plus faible. C'est aussi chez ces mêmes personnes que le taux de soutien baisse le plus rapidement.
Évolution du soutien des Français au mouvement des Gilets jaunes
Le graphique qui aurait dû être présenté ici ne peut pas être affiché car il utilise l'ancienne extension Graph, désactivée pour des questions de sécurité. Des indications pour créer un nouveau graphique avec la nouvelle extension Chart sont disponibles ici.

### Classe politique

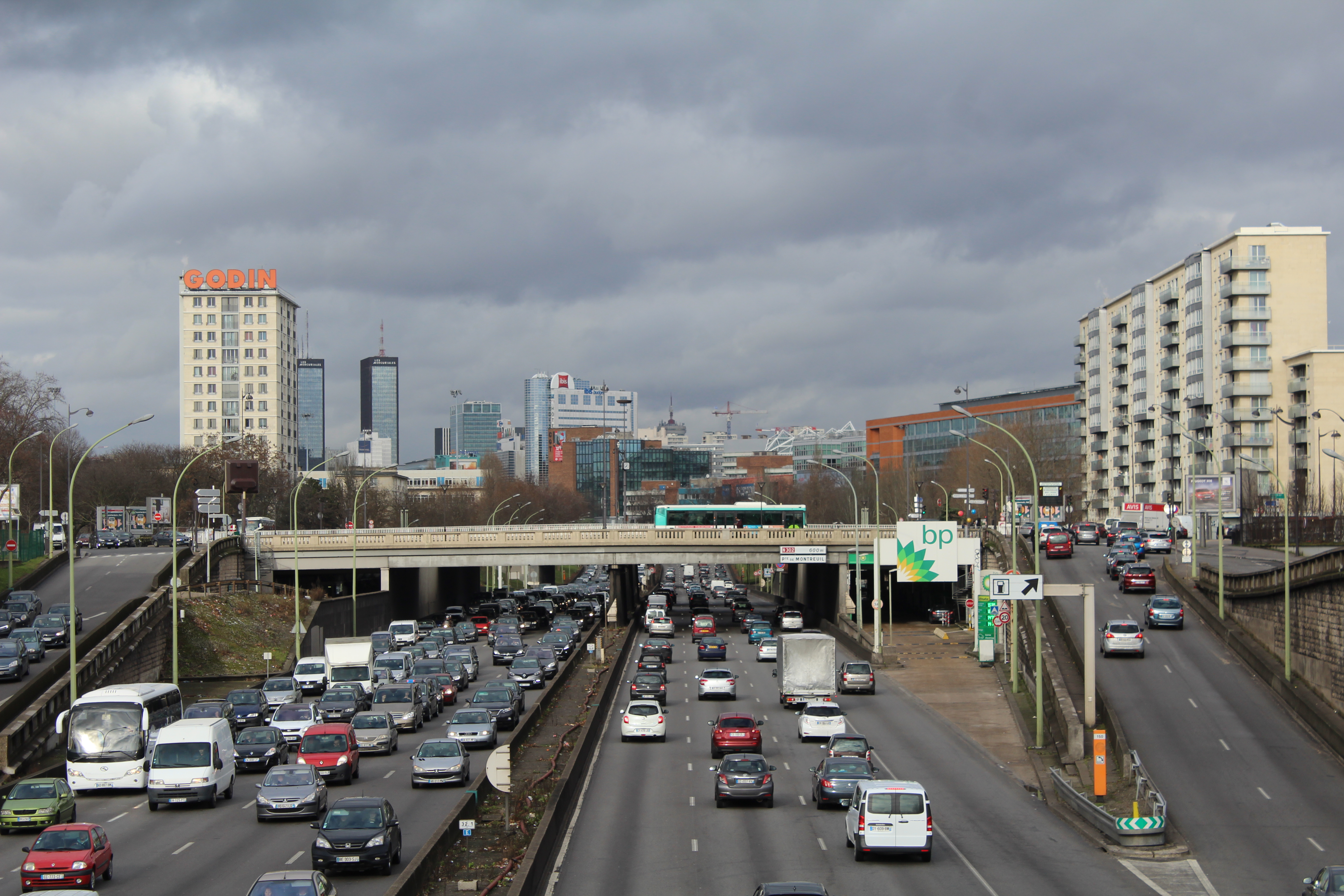
En France, l'automobiliste possède un certain « poids électoral », qui est revendiqué par des mouvements associatifs.

Rapidement, le mouvement est soutenu par des dirigeants de partis politiques comme Marine Le Pen (Rassemblement national), Jean-Luc Mélenchon (La France insoumise) — qui commence par s'interroger sur les insurgés « fachos et fâchés », avant de coller aux revendications des Gilets jaunes — et Laurent Wauquiez (Les Républicains),,. Libération évoque une tentative de récupération politique du mouvement par l’extrême droite, tout en affirmant que l'initiative est partie de « l'Internet vrai » et non de la « fachosphère ».
Les Gilets jaunes divisent notamment à gauche. Si certains d'entre eux affichent leur compréhension ou soutien au mouvement, la plupart ne cautionnent pas le blocage des routes. Selon l'historien Gérard Noiriel, la méfiance que témoigne initialement la gauche à l'égard du mouvement s'explique par le soutien que lui apporte l'animateur Éric Brunet à la veille de la première grande manifestation, le 17 novembre 2018, au nom du fait que « la France est le pays le plus taxé au monde », avant de s'en désolidariser deux semaines plus tard. Daniel Cohn-Bendit, ancien meneur de Mai 68 désormais soutien d'Emmanuel Macron, voit derrière la mobilisation une « tentation totalitaire », établissant un parallèle entre le port du gilet jaune et celui de l'étoile jaune pendant la Seconde Guerre mondiale.
Le 21 novembre 2018, en soutien au mouvement, le député non-inscrit Jean Lassalle porte un gilet jaune à l'Assemblée nationale, entraînant une suspension de la séance et une retenue sur ses indemnités parlementaires,. Jean-Hugues Ratenon, élu insoumis pour La Réunion, brandit cinq jours plus tard un gilet jaune à la tribune ; sa prise de parole est arrêtée par une suspension de séance,. Nicolas Hulot, ancien ministre de la Transition écologique et solidaire sous la présidence Macron, déclare le 22 novembre : « Les gens savent que le kérosène des avions n'est pas taxé, que le fioul lourd des cargos n'est pas taxé. Pas besoin d'être un Gilet jaune pour s'en indigner ».
Pour dénouer la crise, fin novembre, le Rassemblement national et la France insoumise réclament la dissolution de l’Assemblée nationale, tandis que Les Républicains demandent à Emmanuel Macron de soumettre à référendum le plan de transition écologique qu'il a présenté le 27 novembre précédent. La France insoumise, le Parti communiste français et le Parti socialiste déposent contre le gouvernement une motion de censure, qui est largement rejetée par l’Assemblée nationale le 13 décembre,.

### Traitement médiatique

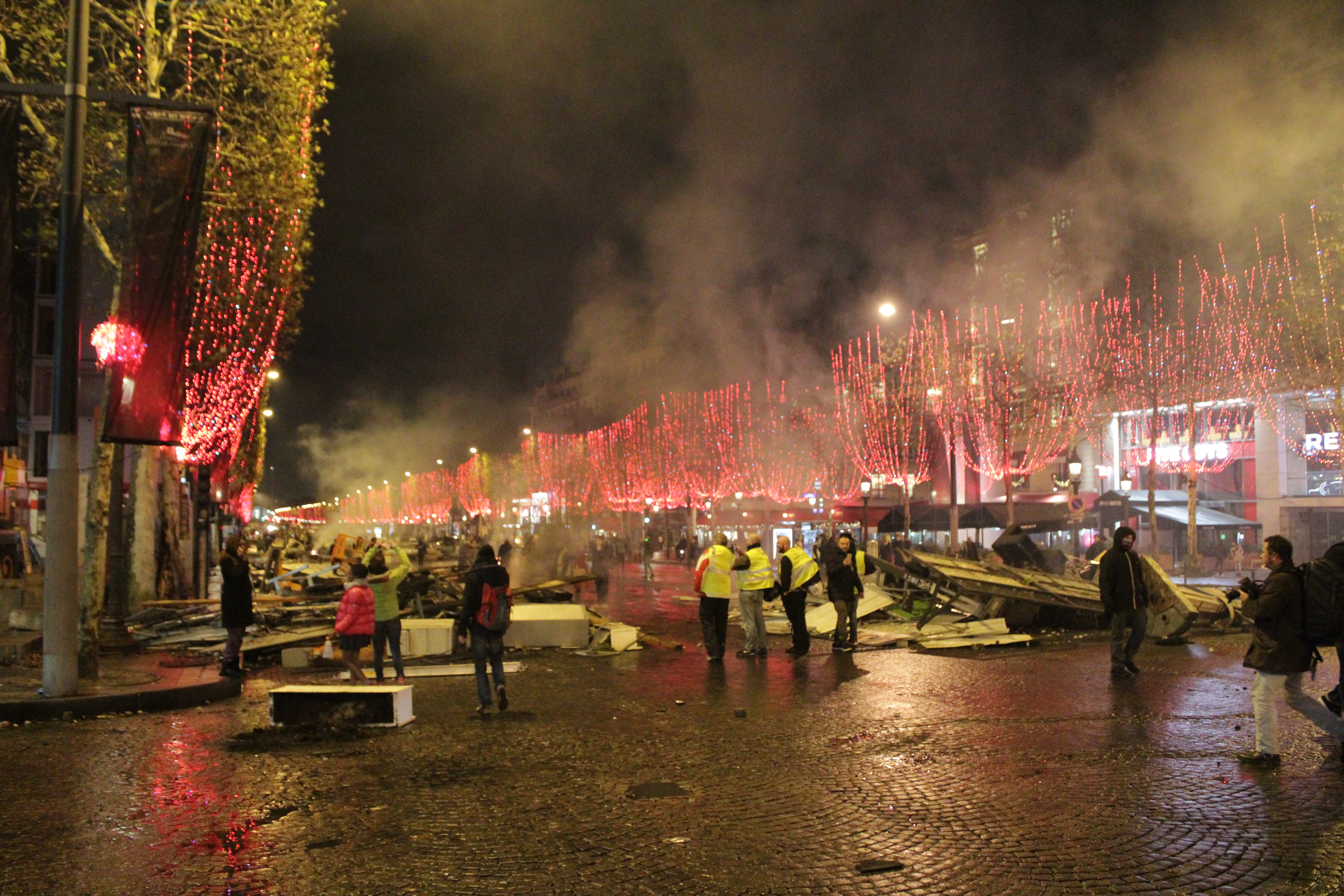
L’avenue des Champs-Élysées (Paris) au soir du 24 novembre 2018.

Le sujet est souvent celui qui est le plus traité par les médias français,,. De la mi-novembre 2018 à la mi-janvier 2019, ce sont près de 645 000 mentions du mouvement que l'institut Kantar Media recense en tenant compte de la plupart des médias français. Selon La Revue des médias de l'Institut national de l'audiovisuel (INA), le mouvement connaît « une médiatisation inédite par son ampleur — même si la période de couverture la plus intense n’aura duré qu’un mois — et par la mobilisation des rédactions, et tout particulièrement celles des chaînes d’information en continu ».
Au tout début de la mobilisation, selon Mediapart, les médias traditionnels se montrent bienveillants à l'égard du mouvement, « traité comme très rarement l’a été un mouvement social ». BFM TV accorde un temps d'antenne de 184 heures entre novembre 2018 et janvier 2019. Entre novembre 2018 et mars 2019, 20 % des sujets des journaux télévisés sont consacrés à ce sujet, avec un pic en décembre (27 sujets par jour en moyenne),. À partir des premiers samedis de décembre, dans les journaux télévisés en général, le traitement centré sur l'aspect économique des revendications fait de plus en plus de place à la question des violences, y compris policières,.
Au terme de l'analyse de plus de 117 000 articles sur les Gilets jaunes parus dans la presse nationale et régionale entre le 28 octobre 2018 et le 30 juin 2019, des chercheurs en sciences de l'information et de la communication de l'université de Toulouse « réfutent l'idée d'un traitement "sensationnaliste" du mouvement de la part des journalistes de presse écrite, mais relèvent que ces derniers ont largement échoué à rendre compte de certaines préoccupations des Gilets jaunes, sur l'écologie et la remise en cause de la démocratie représentative notamment ».
Le traitement médiatique du mouvement est néanmoins critiqué par l'association Acrimed. Elle reproche notamment au quotidien Le Parisien de nombreuses unes et articles qu'elle estime partiaux et faisant preuve de « suivisme vis-à-vis du gouvernement et de la police ». Les chaînes de télévision d'information continue BFM TV et CNews sont accusées tout particulièrement de participer à l'élaboration « avec les autorités, d’un récit médiatique anxiogène ». Beaucoup d'éditorialistes de différents médias (Yves Calvi sur RTL, Bernard-Henri Lévy au Point, Gérard Leclerc sur CNews) sont décrits comme partisans du gouvernement et de la police, qui « condamn[ent] par avance » les manifestations et attribuent « l'entière responsabilité des violences » aux Gilets jaunes,. Frédéric Lemaire, membre d'Acrimed, dénonce une « couverture médiatique quasi-nulle » d'un rapport d'Amnesty International sur la violence excessive des effectifs de police, contrairement aux violences commises par les manifestants, qui sont « scrutées, commentées, dénoncées à longueur de journées »,. Tony Le Pennec d'Arrêt sur images condamne aussi la disproportion « frappante » de couverture médiatique envers les agressions de journalistes commises par des manifestants et celles commises par les effectifs de police, alors que, comme le note Acrimed, les violences des manifestants ont « un degré bien moindre et bien moins grave ».
Dans les médias traditionnels, les Gilets jaunes sont parfois victimes de mépris et d'insultes ou amalgamés dans leur totalité avec les casseurs. Des éditocrates les qualifient ainsi d’« olibrius » et de « beaufs » (Jacques Julliard), de « racailles cagoulées » (Pascal Bruckner), de « salopards d'extrême droite ou d'extrême gauche qui viennent taper du policier » (Luc Ferry) ou de « hordes de minus, de pillards rongés par le ressentiment comme par les puces » (Franz-Olivier Giesbert).
Les médias internationaux ont relayé le mouvement avec une couverture exceptionnelle, les images de Paris en flammes faisant la une des journaux étrangers. Selon Hamdam Mostafavi, rédactrice en chef de Courrier international, c'est la première fois depuis les émeutes de 2005 dans les banlieues françaises qu'un mouvement de contestation français suscite autant d'intérêt à l'étranger.

### Syndicats professionnels
Les principaux syndicats professionnels de salariés refusent pendant longtemps de s'associer directement à la contestation. Philippe Martinez, secrétaire général de la CGT, condamne la première manifestation du mouvement, qui a lieu le 17 novembre 2018, en évoquant un mouvement patronal, et affirme vouloir éviter toute récupération politique. Le secrétaire général de la CFDT, Laurent Berger, déclare avant le début du mouvement : « Ces blocages, tout le monde a compris qu’ils sont récupérés politiquement par l’extrême droite ».
Cependant, des initiatives locales de la part de responsables de la CGT, comme dans les Pyrénées-Orientales, sont en contradiction avec la parole confédérale. Le 19 novembre 2018, plusieurs syndicats, dont le FNTR, appellent le gouvernement soit à entamer un processus de négociation avec les Gilets jaunes, soit à faire respecter la liberté de circulation des opérateurs économiques. Ils ajoutent qu'ils interviendront pour préserver les intérêts des transporteurs et la sécurité de leurs personnels si le gouvernement n'agit pas. Dans le même temps, FO Transport exprime son souhait d'organiser des actions pour le pouvoir d'achat en solidarité avec les Gilets jaunes.
Le 1er mai 2019, Philippe Martinez déclare que la CGT compte « beaucoup de revendications sociales communes » avec les Gilets jaunes, notamment sur des sujets comme le rétablissement de l'ISF, la hausse des salaires ou la justice fiscale.
Selon le politologue Jean-Marie Pernot, « c'est la première fois que l'on a une mobilisation sociale dans laquelle ne se greffent pas les syndicats. On est passé de la question : "va-t-il y avoir une syndicalisation progressive des gilets jaunes ?" à "assiste-t-on à une giletjaunisation dans des territoires d'action syndicales ?" »

### Monde artistique
Un collectif de plus de 1 400 artistes, qui se nomme « Yellow Submarine », apporte son soutien au mouvement des Gilets jaunes le 4 mai 2019. Il compte dans ses rangs des personnalités telles que Bruno Gaccio, Juliette Binoche, Emmanuelle Béart, Robert Guédiguian, Frank Margerin, Fanny Cottençon, Jean-Claude Petit et Jean-Luc Moreau. Les signataires du collectif indiquent que, précaires ou non, qu'ils soient artistes, techniciens ou auteurs, ils se sentent « absolument concernés par cette mobilisation historique ». Ils indiquent que « le mouvement réclame des choses essentielles : une démocratie plus directe, une plus grande justice sociale et fiscale, des mesures radicales face à l'état d'urgence écologique ».

### Antisémitisme
Quelques actes à connotation antisémites ont lieu dès les débuts des manifestations du mouvement. Le 22 décembre 2018, des Gilets jaunes entonnent le « chant de la quenelle », inventé par l’humoriste Dieudonné, plusieurs fois condamné pour antisémitisme. L'historien Vincent Duclert publie deux jours plus tard, le 24 décembre, une tribune dans Le Monde où il regrette le manque d'indignation quant aux violences antisémites. En janvier 2019, selon Le Monde, les gilets jaunes sont un « nouveau terrain d’influence de la nébuleuse complotiste et antisémite », l’ultradroite utilisant « ce mouvement organisé sur les réseaux sociaux pour faire passer ses idées et gagner en visibilité », les récits complotistes et slogans antisémites apparaissant dans les manifestations. Le Monde nuance en affirmant que « les observateurs s’accordent sur un constat majeur : l’ensemble des « gilets jaunes » est loin […] de tenir un discours antisémite ». Le 2 février, à Strasbourg, en marge du cortège des Gilets jaunes, des slogans antisémites sont lancés devant la synagogue de la Paix tandis que des pétards sont lancés contre sa porte.
Le 16 février 2019, en rentrant à son domicile, le philosophe Alain Finkielkraut est sifflé et victime d’insultes antisémites. Cet événement suscite l’indignation de la classe politique, bien que des membres de l'extrême gauche et des indigénistes le minimisent,. Alors qu'un individu proche de la mouvance islamiste est suspecté par les autorités, Alain Finkielkraut évoque « un mélange de gens des banlieues, de l'extrême gauche et peut-être aussi des soraliens », et non « des Gilets jaunes d'origine »,.
Le 19 février 2019, alors que des actes antisémites se passent en marge du mouvement des Gilets jaunes, des marches contre l'antisémitisme sont lancées dans toute la France, à l'initiative d'Olivier Faure. Thierry-Paul Valette est le seul leader des Gilets jaunes à s'être associé officiellement à la manifestation.
Christophe Chalençon, ancienne figure médiatique du mouvement, a proféré des menaces et appels au meurtre à l'encontre de personnalités, dont des  personnalités juives comme l'essayiste Jacques Attali, issu une famille juive séfarade d'Algérie et qui a traité, à travers son travail, de la place de la pensée juive et du peuple juif dans l’histoire.

## Controverses médiatiques

### Fausses informations
Le mouvement des Gilets jaunes s'accompagne de la diffusion de fausses informations (fake news), notamment concernant la présence supposée de « mercenaires » anti-Gilets jaunes sur le territoire, et la rumeur de la disparition de la Constitution française. Des vidéos et des clichés sont parfois détournés dans un but de propagande,. Ces fausses informations sont surtout répandues sur des groupes de discussion rassemblant des Gilets jaunes,. Selon l'ONG américaine Avaaz, les fausses informations liées au mouvement ont été vues plus de 100 millions de fois. Selon le journaliste Nicolas Truong interrogeant l'historien Gérard Noiriel, « en matière de « fausses nouvelles », les Gilets jaunes ont surpassé les membres du gouvernement ».
Des membres de la majorité présidentielle et de l'exécutif diffusent ou relaient également des fausses informations. Dès le début du mouvement, le 19 novembre 2018, Christophe Castaner évoque le retard des secours dans la prise en charge d'une octogénaire sur Angoulême en raison des blocages des Gilets jaunes, une situation qui aurait entrainé sa mort ; or, cette dernière est décédée bien avant l'arrivée des secours et malgré des tentatives de réanimations de secours locaux déjà sur place. En janvier 2019, Emmanuel Macron affirme qu'il n'y a eu aucun mort « victime des forces de l'ordre » alors qu'une femme de 80 ans est morte le mois précédent à Marseille après avoir été touchée par une grenade lacrymogène. Des élus LREM, dont le président de l'Assemblée nationale Richard Ferrand, accusent des manifestants d'avoir incendié des voitures devant les locaux du Parisien alors que l'incendie était d'origine accidentelle. D'autres personnalités, notamment Naïma Moutchou, rapporteure de la loi contre la manipulation de l’information, relaient un détournement d'image présentant un Gilet jaune faisant le salut fasciste sur les Champs-Élysées. Les députés Émilie Chalas, Aurore Bergé, Coralie Dubost et Naïma Moutchou font état de l'intervention de Steve Bannon, ancien conseiller du président américain Donald Trump, dans l'origine du mouvement,. Lors des manifestations du 1er mai 2019, auxquelles participent des Gilets jaunes, Christophe Castaner annonce une attaque à l’hôpital de la Salpêtrière par des manifestants ainsi que l’agression du personnel soignant et d'un policier, avant de faire son mea culpa deux jours plus tard,,.
Des médias sont également à l'origine de fausses informations, BFM TV accusant par exemple à tort des Gilets jaunes d'actes de vandalisme.

### Soupçons d'ingérence
En Russie, même si le Kremlin déclare ne pas voir d'influence des États-Unis dans le mouvement des Gilets jaunes, plusieurs médias comparent ce mouvement aux Révolutions de couleur et affirment qu'il a été organisé par les États-Unis afin de punir Emmanuel Macron de s'être prononcé en faveur d'une armée européenne,,.
Le Times du 8 décembre 2018 publie des extraits de note des services de renseignement français concernant des comptes de réseaux sociaux qui auraient amplifié le mouvement. Selon le journal, des centaines de comptes seraient alimentés par la Russie, qui dément,. Le secrétaire d’État Mounir Mahjoubi dénonce ainsi une ingérence de « forces étrangères » sur les réseaux sociaux. Mais selon une déclaration d'un cadre des services de renseignement français rapportée par Le Journal du dimanche le 16 décembre 2018, l'implication de la Russie n'est pas établie, ni par la DGSE ni par la DGSI. En mars 2019, Mediapart indique que « la DGSI et la DGSE n’auraient toujours pas trouvé la moindre trace d’ingérence russe » et fait état de « « l’effarement » d’un haut cadre du renseignement français quand il a découvert les propos d’Emmanuel Macron ».
Dans un entretien avec l'hebdomadaire Le Point, le président français, Emmanuel Macron, affirme que les Gilets jaunes ont été « conseillés » par une puissance étrangère ; il cite les médias russes RT et Sputnik pour leur influence supposée sur le développement du mouvement. Au vu de « la position de certains responsables italiens », la secrétaire d'État Marlène Schiappa se demande s'« il y a des puissances étrangères qui financent les casseurs et les violences dans Paris ».

### Théories du complot
Rudy Reichstadt, fondateur et auteur du site français Conspiracy Watch, estime que « si l'on ne peut affirmer catégoriquement que le complotisme est réellement plus présent dans ce mouvement que dans d'autres, on ne connaît pas, en revanche, de figure marquante du complotisme francophone qui n'ait pas revêtu le gilet jaune ». Samuel Laurent, responsable des Décodeurs, insiste sur l'extrême porosité des Gilets jaunes face « à des informations qui les confortent ». Selon un sondage mené par l'Ifop en décembre 2018, les Français qui se définissent comme Gilets jaunes sont plus sensibles que la moyenne aux théories du complot.
Après la fusillade du 11 décembre 2018 à Strasbourg, plusieurs figures des Gilets jaunes déclarent sur Facebook que l'attentat a été organisé par le gouvernement pour « détourner l'attention ». La rumeur prend rapidement de l'ampleur, plus rapidement que lors des précédents attentats selon la journaliste à France Inter Sonia Devillers,. Selon un sondage, 23 % des Français qui se définissent comme Gilets jaunes sont d'accord avec l'affirmation selon laquelle cet attentat est « une manipulation du gouvernement pour détourner l'attention des Français et créer de l'inquiétude dans la population en plein mouvement des Gilets jaunes », contre 10 % des Français en moyenne. Après l’incendie de Notre-Dame de Paris, des Gilets jaunes accusent le gouvernement d'être à l’origine du sinistre afin de détourner l’attention de la contestation sociale ou de repousser un important discours télévisé d’Emmanuel Macron sur le grand débat national qui était prévu pour la soirée.
Certaines personnalités favorables aux Gilets jaunes sont accusées de développer des « théories du complot ». C'est ainsi que sont désignées la possibilité évoquée par le démographe Emmanuel Todd que les actes de vandalisme commis dans l'arc de triomphe de l'Étoile pendant l'« acte III », le 1er décembre 2018, soient le fait d'« agents provocateurs » au service des autorités ou l'affirmation de l'essayiste Jean-Claude Michéa selon laquelle les Black bloc et les antifas sont au service de l'« État macronien » et visent à discréditer les Gilets jaunes par leurs violences.
D'autres théories ont trait à l'organisation du mouvement des Gilets jaunes, comme celle de l'éditorialiste Jean-Michel Aphatie, qui déclare en décembre dans l'émission de France 5 C l'hebdo : « Dans ce mouvement [des Gilets jaunes], je pense depuis le début qu’il y a une organisation souterraine, cachée. Il y a des tireurs de ficelles ».

### Accusations de fichage des manifestants
Le 19 avril 2019, l'Ordre des médecins saisit la CNIL et le ministère de la Santé pour demander des précisions sur l'utilisation du fichier « Si-vic » dans le cadre du mouvement des Gilets jaunes. Ce fichier, mis en place après les attentats de 2015 en France, est utilisé dans des situations sanitaires exceptionnelles pour le dénombrement, l’aide à l’identification et le suivi des victimes. Il s'agit d'un fichier purement administratif, comportant notamment le nom et prénom de la victime, son heure d'admission, son éventuel décès, mais aucune information médicale. Mais, alerté par des médecins, l'Ordre des médecins s'inquiète de l'emploi du fichier dans un « contexte qui paraît être bien différent ». Les médecins affirment en particulier que leurs patients n'ont pas été avertis de l'utilisation du fichier et que certaines fiches des victimes comportent des précisions concernant les différents types de blessures tels que « tir flash-ball : plaie arcade » ou « problème au poignet, suite coup de matraque selon le patient ». Quelques jours plus tard, la direction de l’Assistance publique - Hôpitaux de Paris (AP-HP) reconnaît un usage inapproprié du fichier SI-VIC pour quelques patients en raison d'un mémo erroné qu'elle avait fait circuler,,, induisant leurs équipes en erreur.
L'urgentiste qui a découvert que l'AP-HP avait activé l'application SI-VIC affirme : « Le système informatique est même prévu pour que dès qu’un service d’urgence enregistre une fiche, elle aille directement à la direction générale de la Santé et même au dessus. En clair, chaque service d’urgence peut permettre de localiser les blessés gilets jaunes… En violation complète du secret médical. ». Les autorités compétentes démentent la possibilité d'un usage abusif, affirmant notamment que le ministère de l’Intérieur n'a pas accès à l'outil informatique, sauf en situation d’attentat. La direction générale de la Santé affirme que l'outil informatique SI-VIC n'a été déclenché au niveau national que le 8 et 15 décembre 2018, et qu'il n'a été ensuite activé qu'au niveau local et ponctuellement.

## Conséquences
Dix morts surviennent à l'occasion de blocages routiers et une onzième lors d'une manifestation qui se déroulait près du domicile de la victime. Plus de 4 000 personnes sont en outre blessées, parfois très gravement, parmi les manifestants et les effectifs de police. Les manifestations perturbent en outre le déroulement de plusieurs événements et suscitent de nombreux commentaires à l'étranger. Enfin, sur le plan politique, la contestation entraîne une baisse de la popularité de l'exécutif français. La question de la traduction du mouvement dans le débat politique traditionnel se pose en vue des élections européennes de 2019.

### Bilan humain

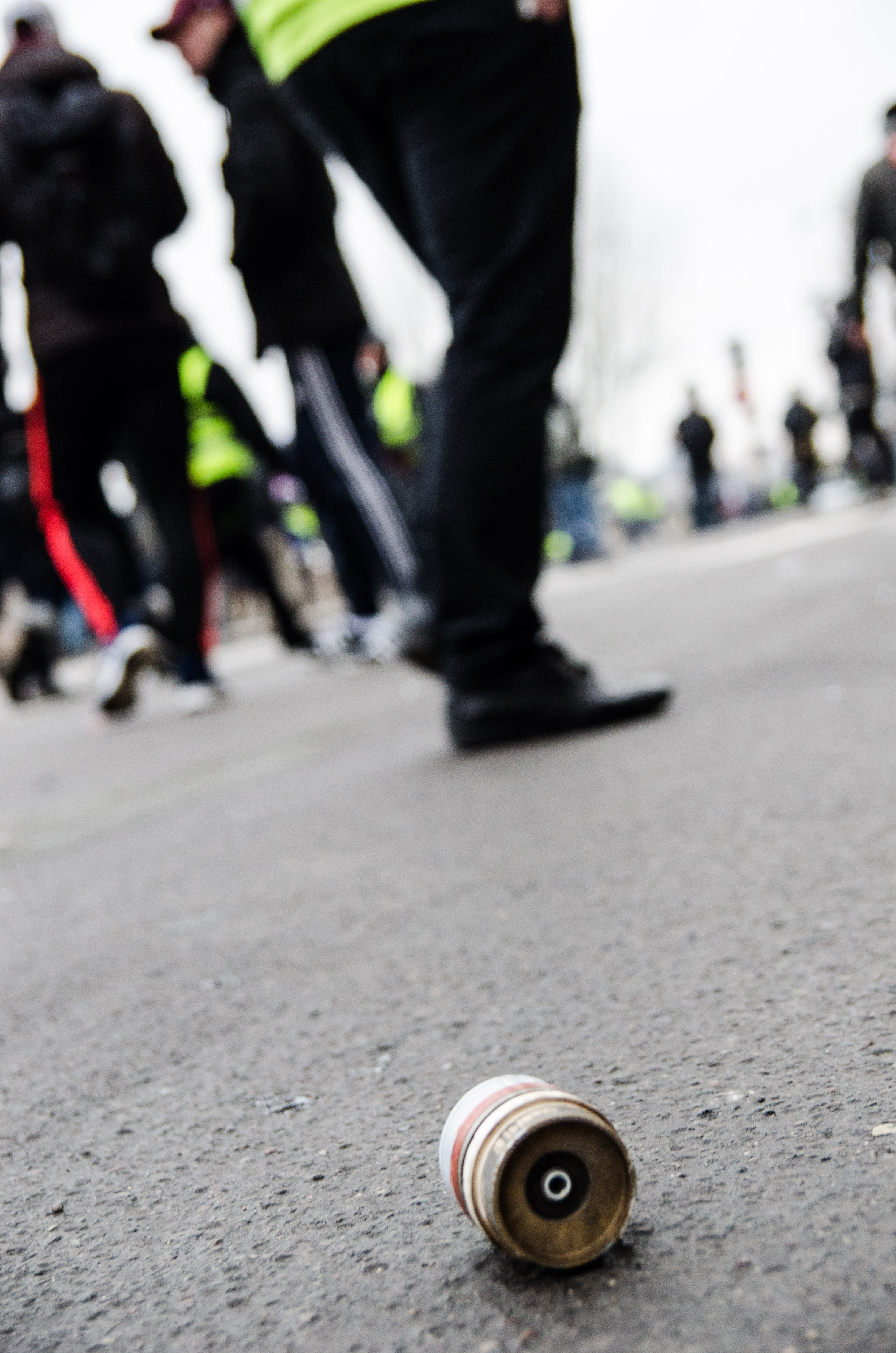
Douille de tir de grenade MP7

Parmi les dix personnes mortes lors des barrages routiers entre le 17 novembre et le 21 décembre 2018, trois sont des Gilets jaunes participant aux blocages et sept des conducteurs de véhicule,. Les familles de trois conducteurs dénoncent une récupération de ces drames par le mouvement des Gilets jaunes. Par ailleurs, plusieurs automobilistes forcent des barrages, renversant des manifestants et des membres des effectifs de police,.
Un jugement survenu à la suite du renversement d'un porteur de gilet jaune le 18 novembre 2018, fait apparaître divers éléments antagonistes :
- le conducteur croyait être bloqué, il subit la « justice privée des Gilets jaunes »,
- le porteur de gilet jaune : il manifestait « en toute illégalité », « Il a forcément sauté. Il n'y avait personne devant moi, je ne sais pas d'où il est sorti », « Il est désormais vacciné des ronds-points ».

Vu que « les citoyens ont vu bafouer leur liberté d'aller et venir », le conducteur a vu son permis de conduire suspendu deux mois.
Le 2 décembre 2018, Zineb Redouane, une Marseillaise de 80 ans, meurt à l'hôpital d'un choc opératoire, après avoir été vraisemblablement blessée au visage par une grenade lacrymogène MP7 alors qu'elle fermait les volets de son appartement, situé au 4e étage. Selon plusieurs témoins, elle a déclaré avoir été visée par les effectifs de police. La famille porte plainte pour violences ayant entraîné la mort mais l’enquête judiciaire est très critiquée. Une nouvelle autopsie, pratiquée en Algérie, conclut que la mort de Zineb Redouane est directement liée au tir policier.
Le 17 janvier 2019, une enquête Checknews recense 1 700 blessés (dont 94 dit « graves ») chez les Gilets jaunes ainsi que 1 000 blessés dans les effectifs de police. Le sociologue Fabien Jobard indique que le bilan humain « dépasse tout ce que l’on a pu connaître en métropole depuis Mai 68, lorsque le niveau de violence et l’armement des manifestants étaient bien plus élevés, et le niveau de protection des policiers, au regard de ce qu’il est aujourd’hui, tout simplement ridicule ». Une enquête de France Culture rappelle néanmoins que la violence de Mai 68, tant du côté des manifestants que du côté de la police, a été largement sous-évaluée. La commissaire aux droits de l'homme du Conseil de l'Europe, Dunja Mijatović, s'inquiète publiquement du grand nombre de blessés.
Le Délégué interministériel à la sécurité routière, estime que les dégradations de radars intervenues lors du mouvement ont entraîné la mort d'environ 60 personnes pour les mois de novembre et décembre 2018. Selon la Sécurité routière, le mois de février 2019 voit un accroissement de la mortalité de 17 %, soit 37 morts supplémentaires, par rapport à février 2018. Cette attribution aux Gilets jaunes de la hausse de la mortalité fait polémique en France, et quelques voix relèvent que la hausse des morts peut être due à d'autres facteurs, les piétons et cyclistes, catégorie la plus touchée par la hausse, étant plus susceptibles d'avoir un accident en ville, loin des radars. Un site défavorable aux radars présente en décembre des statistiques d'accidents en baisse pour le mois précédent, alors que 65 % des radars ont été détruits, et fait le lien inverse.

### Conséquences économiques

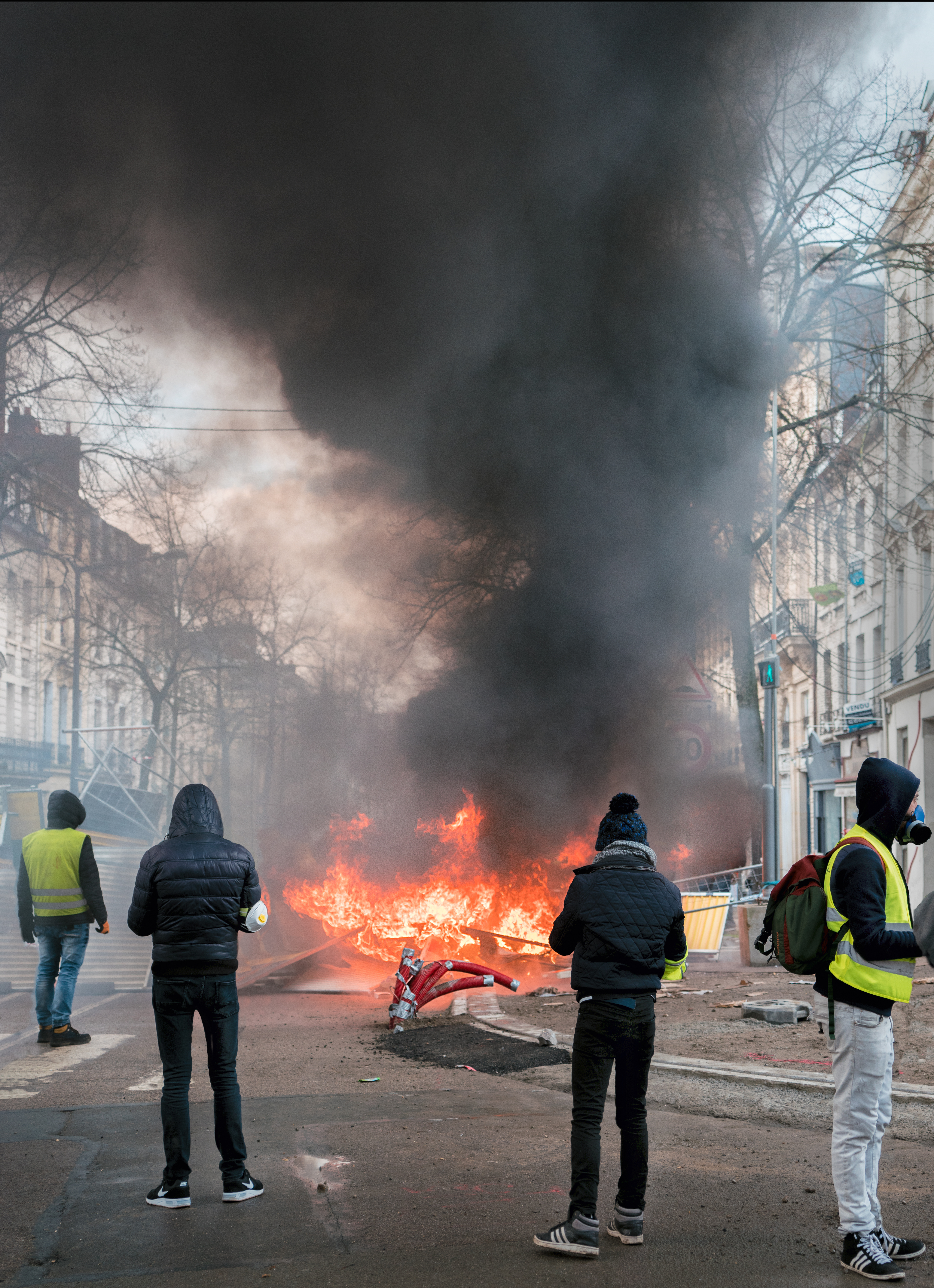
Rouen, le 2 février 2019.

Selon l'INSEE, le mouvement est associé à la perte d'environ 0,1 point de croissance au quatrième trimestre 2018, soit un effet économique « modéré », équivalent à celui des grèves SNCF et Air France sur les résultats économiques français du deuxième trimestre 2018. L'INSEE estime également que sans les mesures votées fin 2018 en réaction au mouvement, la conjoncture française aurait été bien plus mauvaise au premier semestre 2019. La Banque de France revoit, quant à elle, la croissance du dernier trimestre 2018 à 0,2 % au lieu de 0,4 %. À la mi-décembre, le ministère de l’Économie mentionne une baisse de chiffre d'affaires de 40 % pour les « petits commerçants » et de 15 % pour la grande distribution. Le délégué général de la Fédération du commerce et de la distribution évalue le manque à gagner total à un milliard d'euros. Plusieurs enseignes et syndicats annoncent un fort report des ventes vers l'e-commerce, notamment vers Amazon et Rakuten France, qui a vu ses ventes bondir de 50 % le samedi 1er décembre et de 63 % le samedi suivant. Le mouvement a également des conséquences sur l'industrie et l'agriculture. Début janvier 2019, la ministre du Travail, Muriel Pénicaud, indique avoir « débloqué » 32 millions d’euros pour payer les salaires des quelque 58 000 personnes ayant connu une période de chômage partiel depuis le début de la crise.
Lors des rassemblements à Paris, en particulier entre le 24 novembre et le 8 décembre 2018, plusieurs enseignes, restaurants et automobiles sont la cible de violences. Du mobilier urbain est également dégradé et des barricades sont dressées. Le préjudice est estimé à plusieurs centaines de milliers d'euros,. Selon le groupe Vinci Autoroutes, les dégâts s’élèvent à la mi-décembre 2018 à « plusieurs dizaines de millions d'euros » sur l'ensemble du réseau français. Entre le début du mouvement et janvier 2019, plus de 60 % des radars automatiques de contrôle routier sont masqués, dégradés ou détruits,.
Selon l'Union française des industries pétrolières (UFIP), sur le mois de décembre, la crise des Gilets jaunes a conduit à une baisse de 9 % de la consommation de carburant délivré par les stations-service françaises ; pour Francis Duseux, président de l'UFIP, c'est une première en quarante années.
Sur Amazon, le prix de vente d'un gilet jaune a subi une augmentation de 22% depuis le début du mouvement. Cette augmentation répond au principe de "tarification dynamique" de la plateforme qui fait évoluer les prix des produits en fonction de la demande. 
En mai 2019, le ministre Bruno Le Maire reconnaît que la crise « n'a pas eu d'impact sur l'attractivité de la France » et qu'elle a eu des effets moindres sur l'économie que ce qu'il avait envisagé. En juillet suivant, la Direction générale des entreprises indique que le mouvement n’a pas conduit à une augmentation des défaillances d'entreprises dans les secteurs du commerce et de l'artisanat. Au contraire, selon l'Observatoire français des conjonctures économiques (Sciences Po), les mesures d'urgences votées sous la pression des manifestants, dont le déblocage de 10 milliards d'euros, notamment via la hausse de la prime d'activité, devraient avoir à moyen terme des effets positifs sur la croissance et devraient améliorer le taux de croissance de 0,3 point de PIB.

### Vie culturelle
Des musées, théâtres et autres lieux culturels sont préventivement fermés en raison des manifestations, des concerts ou festivals de musique sont également reportés ou annulés. Pour assurer la pleine disponibilité des effectifs de police pour les manifestations des Gilets jaunes, le ministère de l’Intérieur fait reporter plusieurs matchs du championnat de France de football.

### Aspects politiques

#### Popularité de l’exécutif

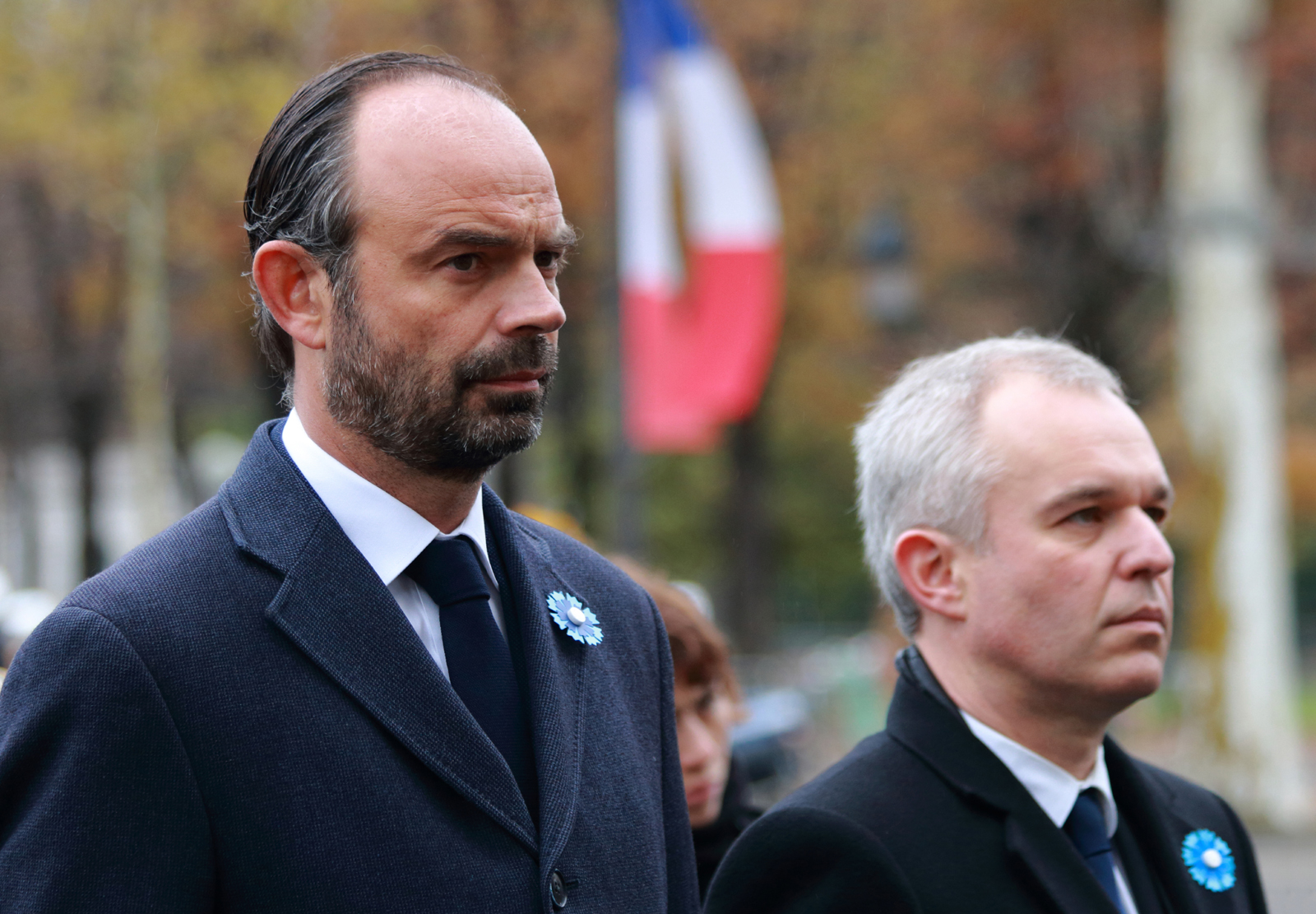
Le Premier ministre, Édouard Philippe, et le ministre de la Transition écologique et solidaire, François de Rugy.

Commencée en mai 2018, la baisse de popularité du président de la République, Emmanuel Macron, et du Premier ministre, Édouard Philippe, s’accentue au début du mouvement,,,. Le président Macron, qui cristallise les tensions des manifestants, voit son image se dégrader, aussi bien en raison de sa politique et de sa gestion du conflit que de sa personnalité,. Alors qu’il est perçu comme faisant partie d'une élite déconnectée du quotidien de beaucoup de Français, le président français voit sa capacité à réformer la France d’ici à la fin de son quinquennat remise en cause à l'international,,,,. Après un record d'impopularité atteint mi-décembre 2018, les cotes de popularité du Président et du Premier ministre remontent et se stabilisent au printemps 2019 à un niveau souvent équivalent ou supérieur à celui de novembre 2018, avant le début du mouvement,,.

#### Réactions internationales
La crise conduit plusieurs dirigeants étrangers à s'exprimer. Le président de la fédération de Russie, Vladimir Poutine, explique le mouvement des Gilets jaunes en France de la sorte : « Les Français n'ont pas aimé de devoir payer de leur poche les changements dans la politique énergétique de leur pays ». Le chef de l'Autorité judiciaire iranienne, Sadeq Larijani, déclare que « si ces manifestations n'avaient pas eu lieu en Occident, l'ONU et de nombreux autres ministères des Affaires étrangères s'en seraient déjà mêlés ». Le 7 janvier 2019, le gouvernement italien (M5S-Lega), conduit par Giuseppe Conte, annonce son soutien au mouvement français.
Aux États-Unis, le président Donald Trump indique dans un tweet que « les émeutes dans cette France socialiste sont provoquées par des taxes d'extrême gauche sur le carburant », se sert du mouvement pour maintenir la pression commerciale exercée sur l'Union européenne, et critique l'accord de Paris sur le climat,,,.
Le 14 février 2019, un groupe d'experts appartenant à la commission des droits de l'homme des Nations unies évoque des restrictions « disproportionnées » au droit de manifester en France,. Le 26 février suivant, la commissaire aux droits de l'homme du Conseil de l'Europe « estime que le nombre et la gravité des blessures infligées aux manifestants « mettent en question la compatibilité des méthodes employées dans les opérations de maintien de l’ordre avec le respect de ces droits » ». Le 6 mars, le Haut-Commissaire des Nations unies aux droits de l'homme, Michelle Bachelet, s'inquiète d’un « usage excessif de la force » contre les Gilets jaunes et demande à la France « urgemment une enquête approfondie sur tous les cas rapportés d'usage excessif de la force » ; réagissant sur ce discours, le porte-parole du gouvernement s'étonne que la France se retrouve « sur une liste entre le Venezuela et Haïti » et ajoute : « On a toujours été extrêmement clairs : à chaque fois que cela est nécessaire, des enquêtes ont été lancées »,.

#### Élections

##### Élections européennes de 2019
En décembre 2018, la possibilité d'une évolution du mouvement en une organisation politique susceptible de se présenter aux élections européennes de 2019 est envisagée. Selon un sondage Ipsos, commandé par le parti de la majorité présidentielle et réalisé début décembre 2018, une liste liée au mouvement des Gilets jaunes arriverait en quatrième position des élections européennes de 2019, avec 12 % des voix. Les sondeurs indiquent qu'une telle liste réduirait avant tout les intentions de vote en faveur du Rassemblement national et de La France insoumise, dont de nombreux sympathisants soutiennent les Gilets jaunes,. Des listes de Gilets jaunes voient le jour dont celles d'Ingrid Levavasseur et Thierry-Paul Valette. Benjamin Cauchy se présente sur la liste de Nicolas Dupont-Aignan après avoir indiqué qu'une liste uniquement de Gilets jaunes serait une « erreur de fond et de forme ».
Lors des élections européennes, deux listes (dites « listes jaunes ») se revendiquent finalement des Gilets jaunes. Elles obtiennent des scores très faibles au regard des sondages réalisés au début du mouvement : 0,54 % pour l'Alliance jaune, conduite par le chanteur Francis Lalanne, et 0,01 % pour la liste Évolution citoyenne, menée par Christophe Chalençon. Les partis politiques ayant fait figurer des Gilets jaunes sur leur liste (Debout la France, Les Patriotes, Parti communiste français, Union populaire républicaine) ne dépassent pas les 5 %. Selon des enquêtes Ipsos et IFOP, les personnes déclarant se sentir Gilets jaunes ou soutiens du mouvement votent majoritairement pour le Rassemblement national,.
Selon Bruno Jeanbart, de l'institut Opinionway, l'existence du mouvement des Gilets jaunes a pu favoriser, en réaction, le vote d'électeurs de droite en faveur de la liste LREM et ainsi augmenter son résultat,.

##### Élections municipales de 2020
Une petite dizaine de listes candidates aux élections municipales de 2020 sont catégorisées par la nuance « liste Gilets jaunes », créée pour l'occasion : à Cavaillon, Pertuis (Vaucluse), La Possession, Saint-Denis (La Réunion), Bagnols-sur-Cèze (Gard), Revel (Haute-Garonne), Frontignan (Hérault), Saint-Clair-du-Rhône (Isère), Saint-Dizier (Haute-Marne) et Commercy (Meuse). Plusieurs listes émanant de partis politiques revendiquent aussi le soutien de militants du mouvement ou reprennent à leur compte l'idée d'un référendum d'initiative citoyenne au niveau local. A Paris, une liste de Gilets jaunes « Front Jaune Citoyen Paris 2020 » est emmené par Thierry-Paul Valette, une des figures du mouvement.
Benjamin Cauchy s'installe à Vigneux-sur-Seine et se présente aux élections municipales de la ville avec le soutien de Nicolas Dupont-Aignan député de la circonscription. Benjamin Cauchy est alors porte-parole de Debout la France. Il est élu simple conseiller municipal et après avoir participé à trois conseils municipaux il retourne vivre dans la région de Toulouse pour « raisons familiales ».

##### Élection présidentielle de 2022
Éric Drouet et Jacline Mouraud, deux figures du mouvement, annoncent leur intention de prendre part à l'élection présidentielle de 2022. Slate relève en janvier 2021 qu'« à suivre les commentaires sur les groupes Facebook des « gilets jaunes », aucun des candidats déclarés issus de la mouvance ne fait consensus ».
Benjamin Cauchy soutient la candidature d'Éric Zemmour à l'élection présidentielle. Pour Benjamin Cauchy : « Il faut passer des ronds-points aux urnes, passer de cette contestation au bulletin ». Il devient porte-parole du parti Reconquête!. En opposition, Thierry-Paul Valette lance le comité "stop Éric Zemmour 2022" contre la candidature du candidat d'extrême droite.

#### Mobilisation syndicale
À la mi-novembre 2019, Le Monde relève qu'au cours des mois précédents, « des mouvements spontanés, venus de la base, ont émergé dans des secteurs où les syndicats sont pourtant encore bien implantés : le collectif inter-urgences à l'hôpital, le « mouvement des stylos rouges » dans l'Éducation nationale, ou plus récemment les arrêts de travail dans le technicentre SNCF de Châtillon » ; l'historienne Danielle Tartakowsky estime ainsi que les Gilets jaunes « ont sans doute contribué, indirectement, à une reprise des luttes ».

#### Débat sur le référendum d'initiative citoyenne

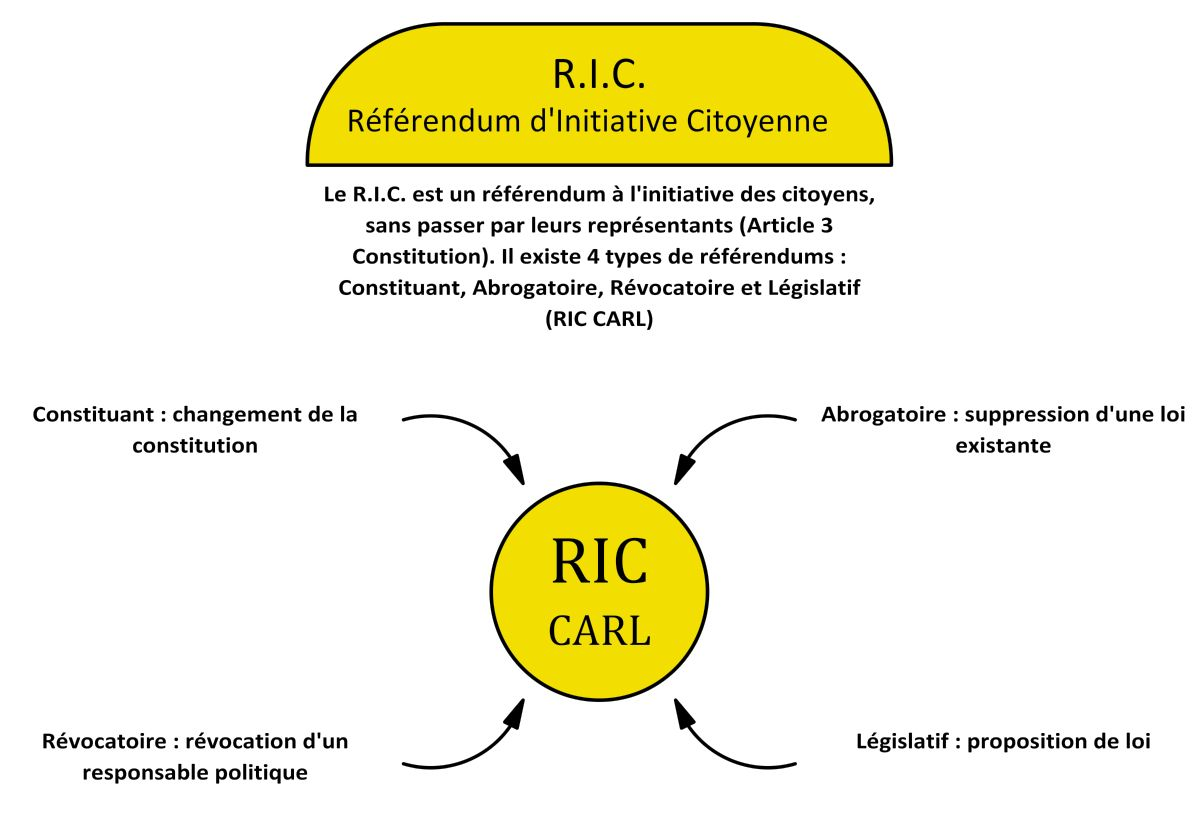
Une proposition de référendum d'initiative citoyenne relayée en 2018,.

Le 16 décembre 2018, alors que le référendum d'initiative citoyenne (RIC) émerge comme la principale revendication du mouvement, le Premier ministre, Édouard Philippe, déclare : « Le référendum peut être un bon instrument dans une démocratie, mais pas sur n'importe quel sujet ni dans n'importe quelles conditions. C'est un bon sujet du débat que nous allons organiser partout en France. » Le groupe La France insoumise à l'Assemblée nationale dépose en février 2019 une proposition de loi visant à instaurer le RIC, mais celle-ci est rejetée,. 

## Crise des retraites en France de 2023
L'intersyndicale nationale qui anime le mouvement social contre le projet de réforme des retraites en France de 2023 se met d'accord fin février sur un blocage économique à partir du 7 mars, les journées complètes de grève étant désormais complétées par des grèves perlées et des blocages de sites et routes à l'image de ce qu'avait fait le mouvement des Gilets jaunes. Comme lui, le mouvement de 2023 a des conséquences économiques visibles et importantes.
Selon Magali Della Sudda, professeur à Sciences Po Bordeaux, les données issues d'un questionnaire réalisé avec le laboratoire Triangle à Lyon lors des « gilets jaunes », recoupées à d'autres plus récentes, montrent une convergence avec ceux du secteur pétrolier d'octobre 2022 et de 2023. 

## Manifestations similaires

### Dans le reste du monde
Les contestations contre les taxes sur les carburants et contre la vie chère gagnent d’autres pays, en Europe et dans le reste du monde.

### En réaction aux Gilets jaunes
Les « Gyros bleus » (policiers) appellent à un mouvement non déclaré pour dénoncer la fatigue engendrée par leur métier. Des « gilets bleus marine » sont également constitués par des policiers.
Sur les réseaux sociaux, déplorant les violences, plusieurs mouvements critiquent le mode d’action des Gilets jaunes, notamment les « Foulards rouges » et les « Gilets bleus »,. Une manifestation organisée par les Foulards rouges le 27 janvier 2019 à Paris rassemble 10 500 personnes d’après la préfecture de police, un chiffre surévalué selon les médias nationaux,, ; à nouveau appelés à manifester dans la capitale le 7 avril suivant, ils ne sont qu'une cinquantaine. En novembre 2018, est créé en Seine-et-Marne le collectif des « Gilets verts », qui rassemble 25 000 internautes, : le groupe déclare partager les aspirations du mouvement des Gilets jaunes concernant l'égalité sociale et les exigences démocratiques, mais propose de les articuler avec les enjeux de l'urgence écologique,. Les soutiens des gilets jaunes issu de la CGT sont surnommés « gilets rouges »,, et des « gilets oranges » se sont inspirés de ce mouvement pour lutter contre la taxe carbone appliquée au gazole non routier,.

### Dans le passé
La France a connu d'autres manifestations et révoltes spontanées qui sont parfois comparées au mouvement des Gilets jaunes. La Révolution française est régulièrement évoquée,,. Les révoltes viticoles, comme celle de 1907, sont aussi mentionnées. Le mouvement des Gilets jaunes est également parfois comparé à celui des Bonnets rouges, qui conduit en 2013 à la suppression des portiques écotaxe. Toutefois, selon la géopolitologue Béatrice Giblin, cette comparaison avec les Bonnets rouges est peu pertinente dans la mesure où ce mouvement « avait été pris en main par des vrais leaders, comme le maire de Carhaix, ou les grands patrons de Bretagne ».
En s'opposant à l'augmentation des taxes et impôts, le mouvement des Gilets jaunes peut également évoquer les jacqueries de l'Ancien Régime et le poujadisme des années 1950,. Gérard Grunberg et Emmanuel de Waresquiel proposent quant à eux une comparaison avec les sans-culottes, notamment au travers des références du mouvement à la Révolution française et de leur critique commune du gouvernement représentatif,. Sont également cités les mouvements de protestation massifs étant intervenus à partir du deuxième choc pétrolier contre la hausse des prix à la pompe et plus généralement contre le coût de la vie, et ayant entraîné un blocage du pays ou de certains secteurs d'activité,.
Dans le monde arabe, un parallèle est parfois établi entre le mouvement des Gilets jaunes et le printemps arabe. Des éditorialistes sont toutefois plus sceptiques : dans le quotidien L'Orient-Le Jour, Anthony Samrani affirme qu'il n'y a ici « pas de dictateur à faire tomber, pas non plus d'État policier ou de moukhabarate [services secrets] prompts à vous faire disparaître à la moindre critique ». Des parallèles sont également faits avec la révolution ukrainienne de 2014.

## Controverse sur l'Union des syndicats Gilets jaunes
En 2024, une controverse judiciaire oppose des syndicats établis à l'Union des syndicats Gilets jaunes: les syndicats professionnels voient dans l'Union des syndicats Gilets jaunes une union de syndicats fictifs qui serait orientée sur la politique plus que sur le syndicalisme. De même; les syndicats critiquent le caractère illicite des voies d'action.
En octobre 2024, les gilets jaunes obtiennent une victoire au tribunal judiciaire de Paris autorisant leur Union des syndicats gilets jaunes (USGJ) à se présenter aux prochaines élections professionnelles. Un pourvoi est néanmoins annoncé.

## Activités artistiques autour du mouvement

### Audiovisuel
Plusieurs documentaristes tournent en 2018 en 2019 sur les ronds-points occupés par des Gilets jaunes. Leurs réalisations sont diffusées à la télévision, sur Internet, mais aussi en salles.
En décembre 2018, les documentaristes François Ruffin (également député issu de la gauche radicale) et Gilles Perret partent à la rencontre de Gilets jaunes sur les ronds-points. Avec plus de vingt-quatre heures d'images, ils en tirent un film, J'veux du soleil, qui sort en salles en France le 3 avril 2019. En novembre 2019, le documentariste Jean-Paul Julliand sort le film Graine de ronds-points, qui traite de trois camps de Gilets jaunes en Isère entre novembre 2018 et juin 2019, recoupant son récit avec les questions de société que soulève le mouvement.
Un film sur le groupe local d'Alby-sur-Chéran, intitulé Fin du moi, début du nous, est diffusé dans la région Auvergne-Rhône-Alpes en avril 2019. Six documentaristes des Mutins de Pangée — Pierre Carles, Olivier Guérin, Bérénice Meinsohn, Clara Menais, Laure Pradal et Ludovic Raynaud — réalisent en 2019 Le Rond-point de la colère, un film centré sur le rond-point de Aimargues dans le Gard, de ses débuts à sa destruction. Ses images ont toutes été prises par des Gilets jaunes locaux.
Le documentaire réalisé à Chartres par Emmanuel Gras à partir de l'automne 2018, Un peuple, est sorti en salles en février 2022. Boum Boum, le documentaire réalisé par Laurie Lassalle, est sorti en juin 2022.
Les différentes antennes régionales de France 3 ainsi que la chaîne France Ô diffusent le 4 novembre 2019, presque un an après le début du mouvement, plusieurs documentaires réalisés par Anne Gintzburger, s'intéressant à la place des femmes dans le mouvement. L'émission de télévision française Cellule de crise, diffusée sur France 2 le 7 janvier 2020, présente un documentaire réalisé par Nolwenn Le Fustec intitulé Cette semaine où les Gilets jaunes ont fait vaciller l'État, avec de nombreux reportages et des entretiens reconstitués. Le documentaire est consacré à la semaine succédant à l'acte III (du 1er au 8 décembre 2018) et aux événements liés aux différentes manifestations des Gilets jaunes, plus particulièrement à l'incendie de l'hôtel de préfecture de la Haute-Loire,.
Un documentaire intitulé Nous ne sommes rien, soyons tout, réalisé par Baya Bellanger et diffusé sur le site de France télévisions en novembre 2020, suit pendant un an et demi, de l’hiver 2019 jusqu’au premier tour des élections municipales de 2020, le groupe de Gilets jaunes de Commercy, l’un des premiers en France à s’être positionné en faveur d’une structuration du mouvement.
Les films Effacer l'historique (2020) et La Fracture (2021) se déroulent dans le contexte du mouvement des Gilets jaunes, de même que le documentaire Un pays qui se tient sage (2020) de David Dufresne, consacré aux violences policières.
En septembre 2021, l'organisation non gouvernementale de défense des droits de l'homme Amnesty International sort un documentaire de 52 minutes, Présumé coupable, autour de la question de l'arrestation abusive et du placement en garde à vue des manifestants dans le cadre du mouvement des Gilets jaunes. L'organisation estime que 40 000 personnes ont été condamnées abusivement en France et alerte sur des lois françaises utilisées comme des armes de répression, conduisant à l'arrestation de manifestants pacifiques et menaçant la liberté de manifestation en France.
Le documentaire Les Voies jaunes réalisé par Sylvestre Meinzer sort en salles en novembre 2023 après avoir été présenté dans des festivals en 2022.

### Arts visuels

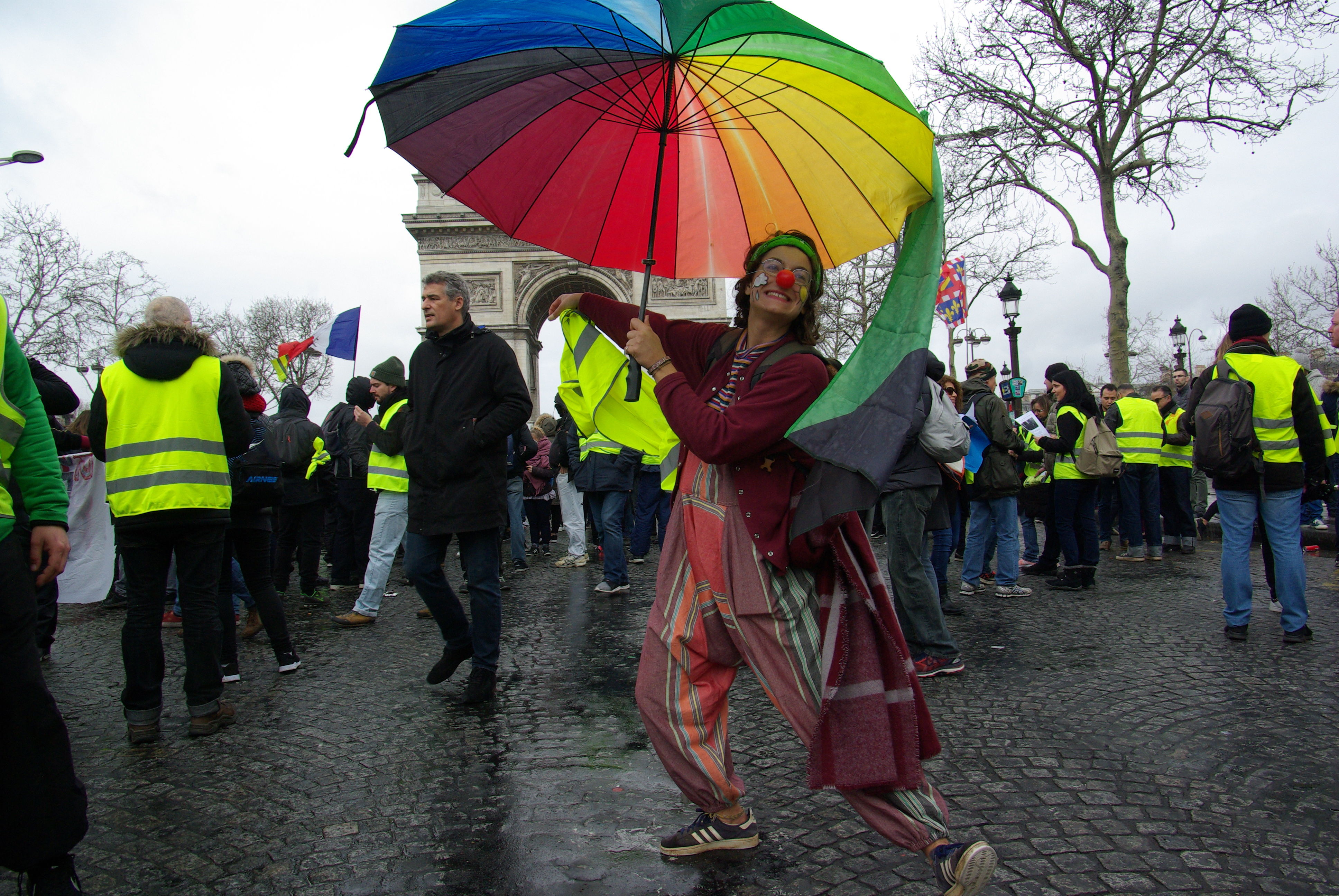
Clown sur l'avenue des Champs-Élysées (9 mars 2019).

Une vidéo de l'humoriste La Bajon dans le rôle de l'avocate d'Emmanuel Macron portant un gilet jaune, est vue plusieurs millions de fois sur les réseaux sociaux, ce qui consolide sa célébrité dans le mouvement,. La danseuse Nadia Vadori-Gauthier improvise une chorégraphie en pleine rue, lors des manifestations, avec pour fond les fumées des différents gaz et feux de voitures. Le 15 décembre 2018, en marge de la manifestation sur les Champs-Élysées, Deborah De Robertis organise un happening lors duquel cinq femmes se présentent seins nus face aux gendarmes, avec un costume évoquant Marianne.
À Paris, rue d’Aubervilliers (19e arrondissement), début janvier 2019, l’artiste urbain Pascal Boyart peint une fresque inspirée de La Liberté guidant le peuple de Delacroix représentant une Marianne guidant des Gilets jaunes. Le mouvement Black Lines, un groupe d'une trentaine d'artistes, réalise une fresque de 300 mètres de long s'inspirant des divers faits relatifs aux manifestations,.

### Chansons
- Gilets jaunes par Kopp Johnson (2018)[583]
- Tensions sociales par D. Ace (2018)[583]
- Débranche ta télé et enfile ton gilet par Antoine Froideveaux (2018)[583]
- Le Peuple saigne par Mazfa (2018)[584]
- Gilets jaunes par D1ST1 (2018)[585]
- Les Gentils, les Méchants par Marguerite (2019)[586],[587],[588]
- On est là, chanson reprise dans les manifestations contre la réforme des retraites[589].
- Fin du monde et fin du mois par le groupe corse I Muvrini (décembre 2018) : il s'agit d'une chanson de soutien au mouvement qui appelle à la non-violence[590],[591].
- Gilets jaunes, chanson du groupe Les Sales Majestés.

Damien Saez sort le 15 novembre 2019, à l’occasion de l’anniversaire du début du mouvement des Gilets jaunes, la chanson Manu dans l'cul, où il incarne un Gilet jaune s'adressant à Emmanuel Macron et faisant référence au tag « Macron on veut ton cul », inscrit sur l'Arc de Triomphe lors de la dégradation de celui-ci le 1er décembre 2018.